# Кримські татари

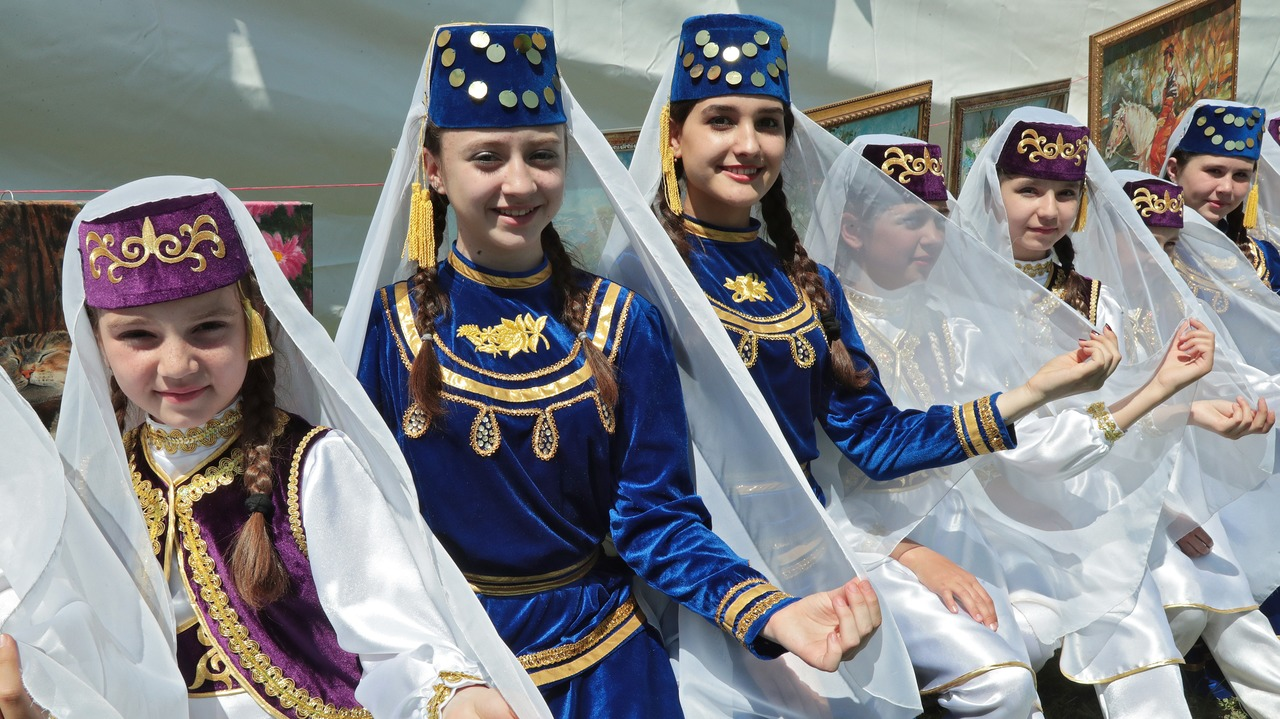
Кримськотатарська молодь в традиційному одязі

Кри́мські тата́ри (крим. qırımtatarlar, в однині — qırımtatar), також киримли́ або кри́мці (крим. qırımlılar, в однині — qırımlı) — східноєвропейський тюркський народ, що історично сформувався в Криму та у Північному Причорномор'ї; разом з нечисленними караїмами та кримчаками кримські татари є корінним народом Криму, а також одним із корінних народів України[⇨]. Розмовляють кримськотатарською мовою, яка входить до тюркської мовної сім'ї[⇨]. Складаються з кількох субетнічних груп, які через депортацію здебільшого втратили свої культурні та діалектні особливості[⇨].
Зараз кримські татари живуть на півдні України (переважно в Криму, а також в Херсонській та Запорізькій областях — понад 250 тис. за переписом 2001 року, близько 300 тис. за оцінюванням на 2012 рік), у Туреччині (від 150 тис. до 1 млн), Узбекистані (близько 150 тис.), Румунії (20 тис., 2011), Болгарії (бл. 1 тис., 2011), Польщі (бл. 1 тис.). За даними місцевих кримськотатарських організацій, кримськотатарська діаспора в Туреччині налічує сотні тисяч осіб, однак точні дані її чисельності відсутні, оскільки в Туреччині не публікуються інформація про етнічний склад населення країни. Загальна кількість жителів, чиї предки в різний час іммігрували до країни з Криму, оцінюється в Туреччині 4-6 мільйонами, але більшість цих людей вже асимілювалися і вважають себе не кримськими татарами, а турками з кримським корінням (або зовсім не пам'ятають про своє походження)[⇨].
Переважна більшість кримських татар — мусульмани-суніти ханафітського мазхабу.

## Культурно-історичний огляд
Сформувалися в Криму на основі половецької мовної культури та ісламу внаслідок утворення Кримського ханства та дифузії і міксації різних етносів здебільшого тюркського, але частково також і нетюркського походження, що у різний час жили в Криму[⇨]. Повногеномне дослідження кримських татар виявило зв'язки між ними та геномами осіб зі степів Євразії епохи бронзи, зокрема тих, що пов'язані з ямною археологічною культурою[⇨]. Мали три основні державні утворення: Кримське ханство (1441—1783), Кримська демократична республіка (1917—1918) та Кримська АРСР (1921—1945, у складі СРСР). Кримське ханство з правлячою династією Ґераїв було могутньою державою у Східній Європі, що отримувала данину з Московії до 1700 року, проте сама потрапила під вплив Османської імперії. 1711 року кримські татари на чолі з Девлетом II Ґераєм оточили все московське військо та самого царя Петра I і його свиту, під питанням було подальше існування Московського царства як таке, проте через підкуп та зраду турецького візира Балтаджі Мехмед-паши Петру I і його війську вдалося вийти з оточення та продовжити Північну війну[⇨]. 1783 року внаслідок тривалих військових дій Росії проти Криму, Кримський ханат з порушенням Кючук-Кайнарджійського мирного договору 1774 року, який гарантував незалежність Криму, було анексовано Російською імперією. Почалася політика з видавлювання кримських татар із Криму та його русифікація. Усього за цей час півострів через утиски та політику обезземелення селян залишило щонайменше мільйон кримських татар[⇨].
Наприкінці XIX століття розпочалося кримськотатарське відродження, його основним провідником був видатний просвітитель Ісмаїл Ґаспринський, який почав видавати газету Терджиман — найстаршу активну газету мусульманського світу станом на 1918 рік[⇨]. Після революції кримські татари на чолі з юристом Номаном Челебіджіханом спробували відновити свою державність та встановити дружні стосунки з УНР. Був скликаний перший Курултай кримськотатарського народу, що проголосив курс на створення незалежної багатонаціональної Республіки, прийнято конституцію Кримської демократичної республіки, у якій вперше в ісламському світі жінкам було надано рівні з чоловіками політичні, у тому числі виборчі, права[⇨]. Однак республіка невдовзі була знищена внаслідок наступу більшовиків. За незалежними оцінками, станом на 1917—1920 роки у Криму жило близько 450 тисяч кримських татар (42 % населення Криму), тобто, згідно з цими даними, офіційна статистика занижувала чисельність кримських татар приблизно вдвічі:86-89. 1921 року у складі Радянського Союзу було створено національно-територіальну автономію кримських татар — Кримську АРСР. У 1921—1923 роках внаслідок штучно викликаного голоду в Криму загинуло, згідно з офіційними даними, близько 76.000 кримських татар. Наприкінці 20-х і в 30-х роках були проведені сталінські репресії щодо кримськотатарської інтелігенції, внаслідок якої було страчено багато вчених, письменників, поетів і політичних діячів. Однак у Кримській АРСР відбувалося навчання, зокрема, кримськотатарською мовою (станом на 1923 рік у Криму діяло 329 кримськотатарських шкіл першого ступеня — 41,9 % від загальної кількості:62; 38,1 % учнів у Кримській АРСР були кримськими татарами:63), у керівництві республіки було багато кримських татар[⇨].
Під час Другої світової війни в руслі етнічних чисток у Радянському Союзі та як апогей вікової русифікації Криму та поступового знищення корінного кримськотатарського народу було проведено геноцид, складовою частиною якого стало насильницьке виселення всіх кримських татар з їх батьківщини, внаслідок чого загинуло до 46 % депортованих. Кримська АРСР була ліквідована (що вказує на її національний, а не територіальний характер), розпочалося масове перейменування населених пунктів Криму, вулиць (напр., Сирли-Чешмє → Жовтнева; Баарь-Дерє → Комсомольська), кварталів, без видання спеціальних указів також річок (напр., Учан-Су → «Водопадна»; Буюк-Карасу → «Карасьовка»), скель (Ак-Кая → «Біла Скеля») та інших топонімів, були знищені всі мусульманські цвинтарі (надгробні камені використовувалися для будівництва доріг, туалетів та інших цілей), значна частина архітектури (старі кримськотатарські будинки, мечеті, мавзолеї), архіви та бібліотеки, книги кримськотатарською мовою, розграбовано культурно-історичні пам'ятки та давні поховання, частина мечетей перетворена на свинарники, клуби чи складські приміщення, заборонено етнонім кримські татари та у нових масштабах розгорнуто кампанію з переписування історії Криму у цілому та кримських татар зокрема. Радянський геноцид завдав величезної шкоди кримськотатарській мові, яку ЮНЕСКО віднесла до мов, які перебувають під серйозною загрозою зникнення[⇨]. Після смерті Сталіна почався правозахисний рух кримських татар на чолі з Джеппаром Акімовим, Сеітумером Еміном, Юрієм Османовим, Мустафою Джемілєвим, Айше Сеїтмуратовою та іншими, внаслідок якого у 1989 році всі звинувачення щодо кримських татар було знято, а депортація була визнана незаконною та злочинною, і кримські татари почали масово повертатися до Криму з місць депортації, при цьому організоване повернення всіх кримських татар з боку радянського керівництва не було здійснено. Автономію кримських татар не було відновлено, відібрані будинки та майно не повернуті та не компенсовані, а населеним пунктам, вулицям та районам не були повернуті їхні споконвічні назви[⇨]. Анексія 2014 року, політичні переслідування, повномасштабне вторгнення та мобілізація до лав російської армії сприяли новій хвилі еміграції кримських татар із Криму[⇨].

## Назва
- Кримські татари (крим. qırımtatarlar) — історична кримськотатарська та сучасна наукова назва і самоназва (ендоетнонім)[22][23][24]; використовується переважною більшістю кримських татар. Основна назва кримських татар[23].
- Кримці (крим. qırımlılar[e], також українською використовується неадаптоване запозичення киримли[26][27], дослівний переклад — кримські, рос. крымцы) — друга кримськотатарська назва[23]; історична московська та українська назва[28][29]. Іноді пропонується деякими кримськими татарами як основна самоназва задля підкреслення насамперед географічної ідентичності і уникнення плутанини з волзькими татарами — іншим тюркомовним народом[30][31][32]. Інші кримські татари, навпаки, критикують ідею зміни етноніма як ту, що веде до послаблення та порушення цілісності кримськотатарського народу (немає єдності щодо цього в Криму), відокремлення себе від кримськотатарських діаспор за межами Криму, які в більшості своїй іменуються (кримськими) татарами[23][24][f].
- Кримчаки — історична українська назва[41].
- Татари (крим. tatarlar) — архаїчна назва та сучасна просторічна назва[23].

### Етнонім «кримські татари»
Самоназва кримських татар іноді використовується в пропаганді для того, щоб представити кримських татар субетнічною групою волзьких татар, а кримськотатарську мову — діалектом татарської. Хоча, як показано нижче, формування кримських татар і волзьких татар відбувалося в різних місцях з різних етнічних груп — у Криму та на Волзі відповідно, що підтверджується генетичними дослідженнями, мови цих народів відносяться до різних гілок у рамках тюркської мовної сім'ї[⇨]. Раніше деякі тюркські народи, що входили до складу імперії Чингизидів, іменувалися «татарами»: карачаївці (гірські татари), азербайджанці (закавказькі, або азербайджанські татари), кумики (дагестанські татари), хакаси (абаканські татари, сучасна самоназва — тадарлар), казахи (татари-казаки), ногайці (ногайські татари) тощо, при цьому не всі тюркські народи називали «татарами» (наприклад, щодо якутів, чувашей, киргизів, османів, сартів етнонім «татар» не використовувався). В кримськотатарській мові етнонім [кримські] татари (qırımtatarlar) історично є самоназвою, кримські кипчаки використовували етнонім tatarlar щонайменше з XIII століття, вона жодним чином не пов'язана з монголами (халха): етнонім «татар» згадано на стелах Більге-кагана та Куль-тегіна давньотюркськими рунами як 𐰆𐱃𐰔⁚𐱃𐱃𐰺⁚𐰉𐰆𐰑𐰣 (otuz tatar bodun, з тюркської мови букв. — плем'я тридцяти татар або тридцять татарських племен) та 𐱃𐰸𐰔⁚𐱃𐱃𐰺 (tokuz tatar — дев'ять татар). За даними Енциклопедії Британіка, татари давньотюркських написів — тюркський народ, пов'язаний із кипчаками чи куманами (половцями). Кримські хани у своїй титулатурі позначали себе «великими падишахами усіх татар» (крим. barça (böten) tatarnıñ uluğ padişahı). Відсутність зв'язку генофонду як кримських татар, так і казанських татар із генофондом монголів та іншими популяціями Центральної Азії підтверджується науковими генетичними дослідженнями.

### Кримські татари і казанські татари
Казанські татари і кримські татари — це два різні народи з пов'язаною історією, ідентичним епосом, проте різною культурою, процес формування яких відбувався по-різному, незалежно один від іншого, у складі різних держав. Так, формування казанських татар відбувалося в Казанському ханстві, основну роль, як вважається в сучасній науці, у їх формуванні відіграли булгари, а також волзькі кипчаки з деяким впливом фіно-угорських народів. Разом з тим формування кримських татар відбувалося в складі Кримського ханства. Важливу роль в формуванні кримських татар зіграли половці, які с XIII століття використовували як самоназву етнонім «татари», а свою мову називали «татар тілі» (тобто татарська), та складали значну частину населення Криму як до ординського панування, так і на момент відокремлення Кримського ханства. Вплив на формування кримських татар мали різноманітні тюркські народи, що в різний час жили в Криму, зокрема хозари, печеніги та інші, а також греки, генуезці (італійці) та кримські готи. Мова кримських татар також значно відрізняється від мови казанських татар: кримськотатарська належить до половецько-кипчацької підгрупи, тоді як казанська — до волзько-кипчацької. Принаймі з XVI століття кримські татари та казанські татари сприймали один одного як різні народи. Існували і стереотипи у кримському сприйнятті казанців. Так, один із наближених хана Девлета I Ґерая Ак Мухаммед-оглан вважав, що «казанські люди свавільні і лихі, правди в них немає». Як пише професор Массачусетського університету Браян Глін Вільямс, у кримському сприйнятті ханського часу казанський татарин — поневолений і пригнічений раб московського царя.Так само і казанські татари не вважали себе одним народом із кримськими. Згідно з повідомленням київського віце-губернатора І. І. Костюріна від 8 травня 1755 року, у Криму селилися татари з Казанської губернії, «оголошуючи причину, що нібито майже всіх їхніх татар в тій Казанській губернії перебрали в солдатів і силують де охрещуватися, а в Криму де жити їм повільніше, та й віра в них така сама», тобто мотивом для міграції казанців до Криму була єдина релігія — іслам і вільне життя, але не етнічна спорідненість. Більше того, деякі з переселенців-мухаджирів взагалі називали себе булгарами: «казанські татари в тих місцях, де булгари напередодні житло мали, оселилися і звання їх прийняли».

## Субетноси
У складі кримськотатарського народу до депортації виділяли три основні етнографічні групи. Перша сформувалася в кримських та причорноморських степах, друга — в гірсько-передгірській частині півострова і третя — на південному березі Криму. Внаслідок депортації основні субетнічні групи кримських татар здебільшого втратили свої культурні та діалектні особливості: депортація та геноцид сприяли драматичному прискоренню консолідації трьох субетнічних груп.

### Кримські татари степу

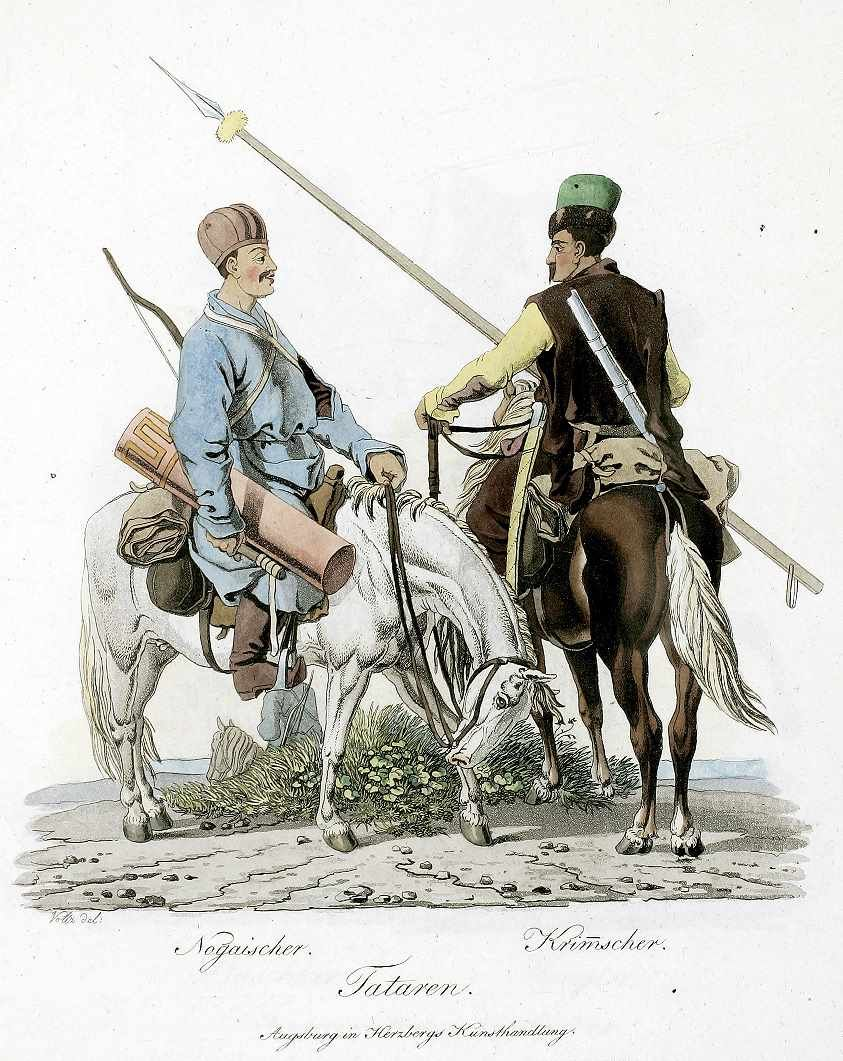
Ногайський (ліворуч) та кримський (праворуч) татари

Кримські татари степу або ногаї (крим. çöllü qırımtatarlar, noğay tatarları, noğaylar) — це нащадки кочових тюркських народів та племен, що населяли Причорноморський степ, включно із тими, що входили до складу Золотої Орди, складова частина кримськотатарського народу. Не слід плутати степових кримськіх татар з ногайцями. Використання назви «ногаї» для позначення степових кримських татар — досить пізнє явище. Як і інші сучасні назви субетносів кримських татар, слово «ногай» було екзоетнонімом: так степових кримських татар називали гірські кримські татари, тоді як перші у свою чергу називали других «татами». При цьому і ті, й інші вважали саме себе «справжніми» кримськими татарами. За часів Кримського ханства існувала відмінність між кримськими татарами степу та ногайськими татарами (ногаями називалася велика татарська орда, яка отримала свій етнонім від імені Ногая (пом. 1300), видатного полководця Золотої Орди): кримські татари ніколи не були частиною ногайців і не походили від них, а еліта ханства завжди розрізняла ногаїв і кримських татар:117, проте ногаї і степові кримські татари мають схоже походження від хвиль кочовиків степового поясу Євразії. Саме кримськотатарські степовики складали основу військово-політичної міці Кримського ханства: так, нуреддин Мубарек Ґерай 1633 року погрожував московському цареві Михайлу Федоровичу «стоптати» його державу кінними силами ста тисяч татар і сорока тисяч ногаїв, а за зауваженням М. Іванич, ногайська кіннота була найчисленнішою, хоча і найменш боєздатною частиною кримського війська:115. Степові кримські татари були неперевершеними вершниками і майстерними кінними лучниками; під час бою з супротивником часто вдавалися до удаваного відступу, руйнуючи його стрій задля подальшого оточення. Володіли навичкою стрільби на скаку, обернувшись назад. Стрільбі з лука вони навчалися із семи років. Традиційна їжа — конина, а напій — кобиляче молоко. Конина була настільки невід'ємною стравою в їхньому раціоні, що турецькі муфтії, видашви спеціальну фетву, яка забороняла їсти конину всім мусульманам, зробили виняток для кримських татар; а кобиляче молоко, за повідомленням Алессандро Ґваньїні, вважалося серед них «найкращими ліками після будь-якої роботи». Англієць, учасник Кримської війни та історик Томас Мілнер, який залишив записки про кримських татар, у середині XIX століття писав, що кримські татари тоді ще зберігали звичай своїх предків їсти м'ясо лошат і вважали його делікатесом. М'ясо молодої кобили, подане на стіл бажаного гостя, вважалося найбільшою почестю, яку господар міг надати незнайомцю.

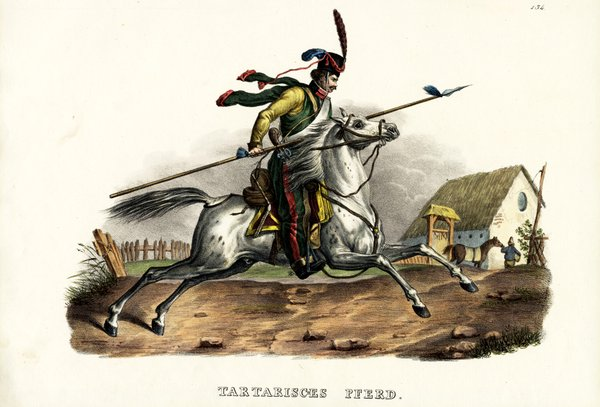
Татарський кінь. Карл Йозеф Бродтман, 1824.

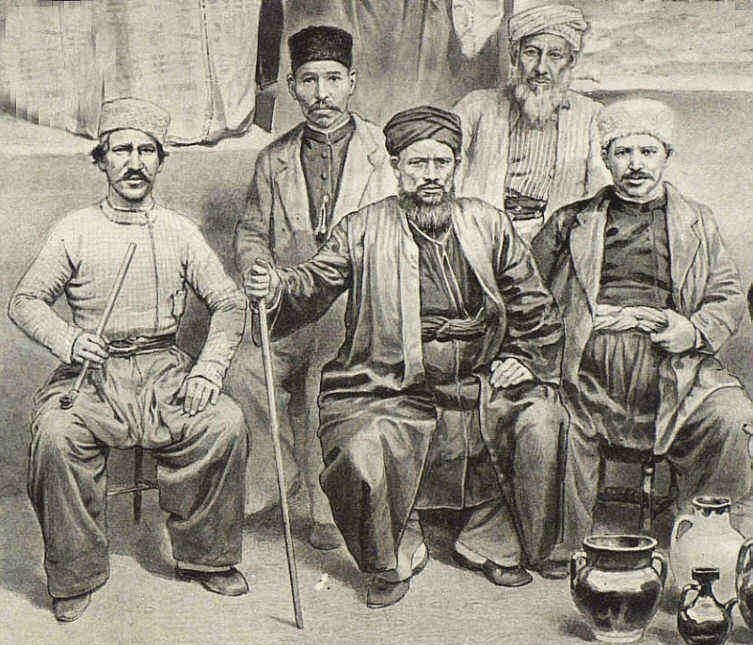
Типажі степових кримців різних родів, середина XIX століття.

Хан Сахіб Ґерай (1532—1551 роки) провів радикальну реформу, заборонивши мешканцям Криму — степовим кримським татарам — вести кочовий спосіб життя. Кибитки було наказано розламати і жити відтепер осідло в селах. Розгорнулося будівництво хат і цілих селищ, почалася роздача земельних наділів на всьому просторі Юрта — «від Фатх-Кермана на півночі до Балаклави на півдні та від Кафи на сході до Кєзлєва на заході», одночасно зводилися мечеті. Нововведення справді сприяли насадженню осідло-землеробського укладу на Кримському півострові:112. З того часу тюркське населення Кримського ханства, що продовжувало кочувати, стало називатися ногаями, а тюркське осіле землеробське, незалежно від того, жили вони в містах чи селах за межами Криму або на самому півострові, в його степовій, гірській або південнобережній частині, татарами:111,117. У рамках демографічної політики Кримського ханства Ґераї переселяли ногаїв з Великої Ногайської Орди, надаючи їм степовий простір між Доном і Дніпром; з ослабленням Ногайської орди частина ногаїв вже сама стала переходити на Кримську сторону Волги (правий її берег називався Кримською стороною, лівий — Ногайською), вони вливаються до складу малих ногаїв та становляться підданими кримських ханів. З того часу в титулатурі Ґераїв міцно укорінюється формула «сансиз ногай» (незліченні ногаї):112-115. Ногаї, що з самого початку проживали в ханстві, належали до роду Мансур-ули, згодом Мансури практично зрівнялися в ранзі з провідним татарським родом Ширін:116.
Степові кримські татари сформувався в центрально-північній частині Криму (крим. Çöllü Qırım) та у Причорноморських степах. Основну роль в етногенезі цієї групи відіграли тюркські татарські клани:112 та тюрко-монгольські кочовики Східного Степу в цілому, а також тюркські кочовики Західного Степу, зокрема: західні кипчаки (половці), східні кипчаки та більш ранні степові кочові народи, до складу степових кримських татар, здебільшого вже після анексії Ханства, увійшла також значна частина ногаїв Північного Причорномор'я, Приазов'я та Кубані (представники малих ногаїв єдисанської, джамбойлуцької та єдичкульської орд). Діалект степовиків входить до кипчацько-ногайської групи та складається з трьох основних говірок: тарханкутсько-кезлевської (західна), перекопсько-джанкойської (північна) та керченської (східна).

Кримськотатарські надгробні камені у степовому Криму. Після депортації з них будували туалети та дороги. Замальовано під час наукової експедиції 1927 року репресованого та незаконно розстріляного Османа Акчокракли.

Степові кримські татари-ногаї сучасниками вважалися «вродженими вершниками» як результат свого кочового способу життя і становили кавалерійські сили par excellence, в той час як тати, що довго збираються (організуються), були менш пристосовані до верхової їзди і степових битв. Однак до XVII століття і степові кримські татари практично повністю осіли на землі, про що у статті XVII століття про кримських татар писав Г. Н. Левіцький: «Кримські татари втратили войовничі тенденції, поступово осіли на півострові і стали звичними до осілого способу життя та прив'язалися до землі». На час анексії Кримського ханства Російською імперією Йоганн Тунманн так писав про кримських татар: «Вони всі осілі й живуть у будинках, селах та містах, крім деяких ногаїв, які нещодавно перебралися до Криму»:32-33. Кожен степовий кримський татарин належав до певного тюркського племені та роду і знав, до якого він відноситься, мав уран (бойовий клич) та тамгу. Через осідання степовики втратили пам'ять про традиційний тюркський родовий поділ, проте зберігали аж до депортації пам'ять про родові тамги та використовували їх у тому числі на надгробних каменях. Осман Акчокракли писав, що, тим не менш, шляхом довгих і ретельних досліджень цю пам'ять можна відновити.

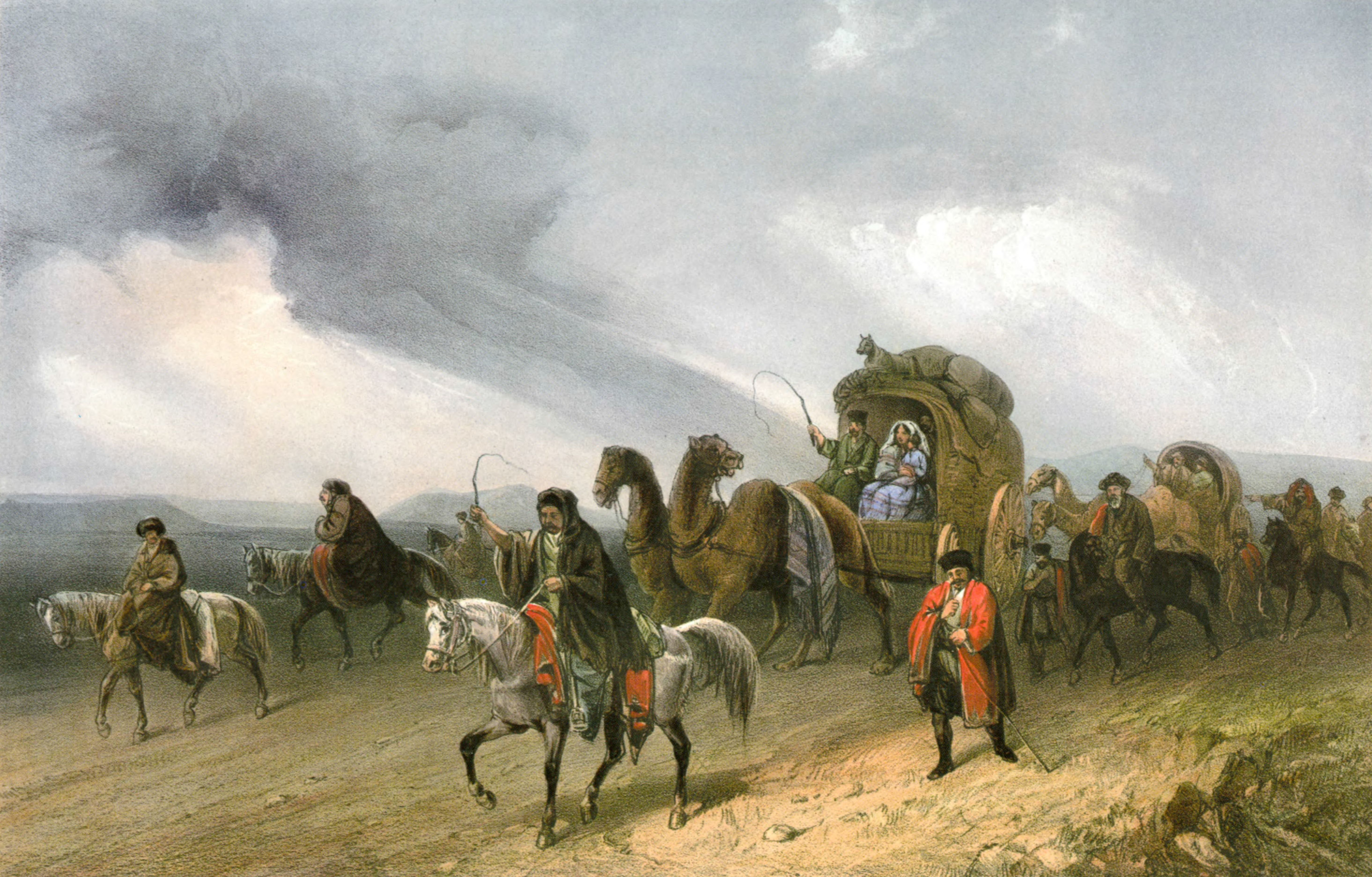
«Кримські татари, що подорожують степом» — вимушена еміграція кримських татар із Криму. 1856, Карло Боссолі.

Томас Мілнер у XIX столітті ще розрізняв осілих кримських татар-степовиків (the inhabitants of the steppe, більша частина жителів кримських степів) та кримських татар-ногаїв, що «живуть життям справжніх номадів» (Nogai Tatars, менша частина). Він зазначав, що кримські степовики більш прості і гостинні, у порівнянні з жителями гір та південного узбережжя, і «приймуть незнайомця, не очікуючи непомірної плати за послугу, часто відмовляючись навіть від найменшої винагороди». Мілнер також писав, що ця група найбільше страждала від російської колонізаторської політики. За повідомленням Мілнера, степові кримські татари — надзвичайно працелюбні землероби, але вони постійно піддаються дрібним пограбуванням з боку нижчих агентів російського уряду, що пригнічує їхню моральну енергію. А відмінності в мові та релігії унеможливлюють звернення до верховної влади, роблять чиновників місцевої адміністрації ще більш хижацькими, ніж зазвичай. Як наслідок таких пограбувань з боку місцевої окупаційної адміністрації, кримські татари степу не могли вирощувати врожаю більше, ніж їм вистачало на їжу для сім'ї протягом року. Коли рік був неврожайним, траплявся голод. Таким був 1833 рік, коли цілі сім'ї загинули від голоду, не отримавши допомоги від центральної влади. Після Кримської війни Росія, звинувативши кримських татар у «співпраці» з англійцями, реалізувала принаймі часткову програму виселення кримських татар: тоді Крим, згідно з офіційними даними, вимушено полишило 181 177 кримських татар — в основному жителів степового Криму, внаслідок чого система розселення Перекопського, Євпаторійського, степової частини Феодосійського та Сімферопольського повітів була зруйнована (784 сіл спустіло повністю, а 330 з них не було відновлено), виникла загроза «опустелювання» Криму, а населення півострова скоротилося на 40 %, частка інших етносів (насамперед росіян) в населенні Криму виросла.

#### Тюркські клани та роди, що увійшли до складу кримських татар, та їх тамги

Тамга правлячого в Кримському ханстві роду Ґераїв-Джучидів-Чингізидів-Кият-Борджигінів (Qağanlar)

Бейлики Криму станом на XVI століття

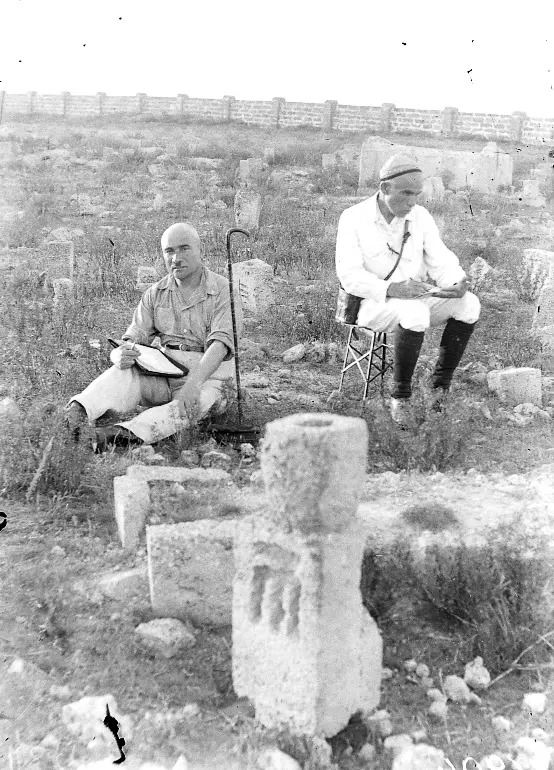
Репресовані кримськотатарські вчені Осман Акчокракли та Усеїн Боданінський під час наукової експедиції з вивчення кримськотатарських тамг. На передньому плані, ймовірно, тамга Джалаїрів.

Тамга Кият-Борджигинів — сокіл, Золота Орда. Такі Тамги карбувалися маріонетковими ханами Еміра Мамая, родовим володінням якого був Крим. Мамай, хоча і походив з роду Кият і був споріднений з Чингізидами, проте сам Чингізидом не був, а тому не мав права займати ханський престол.

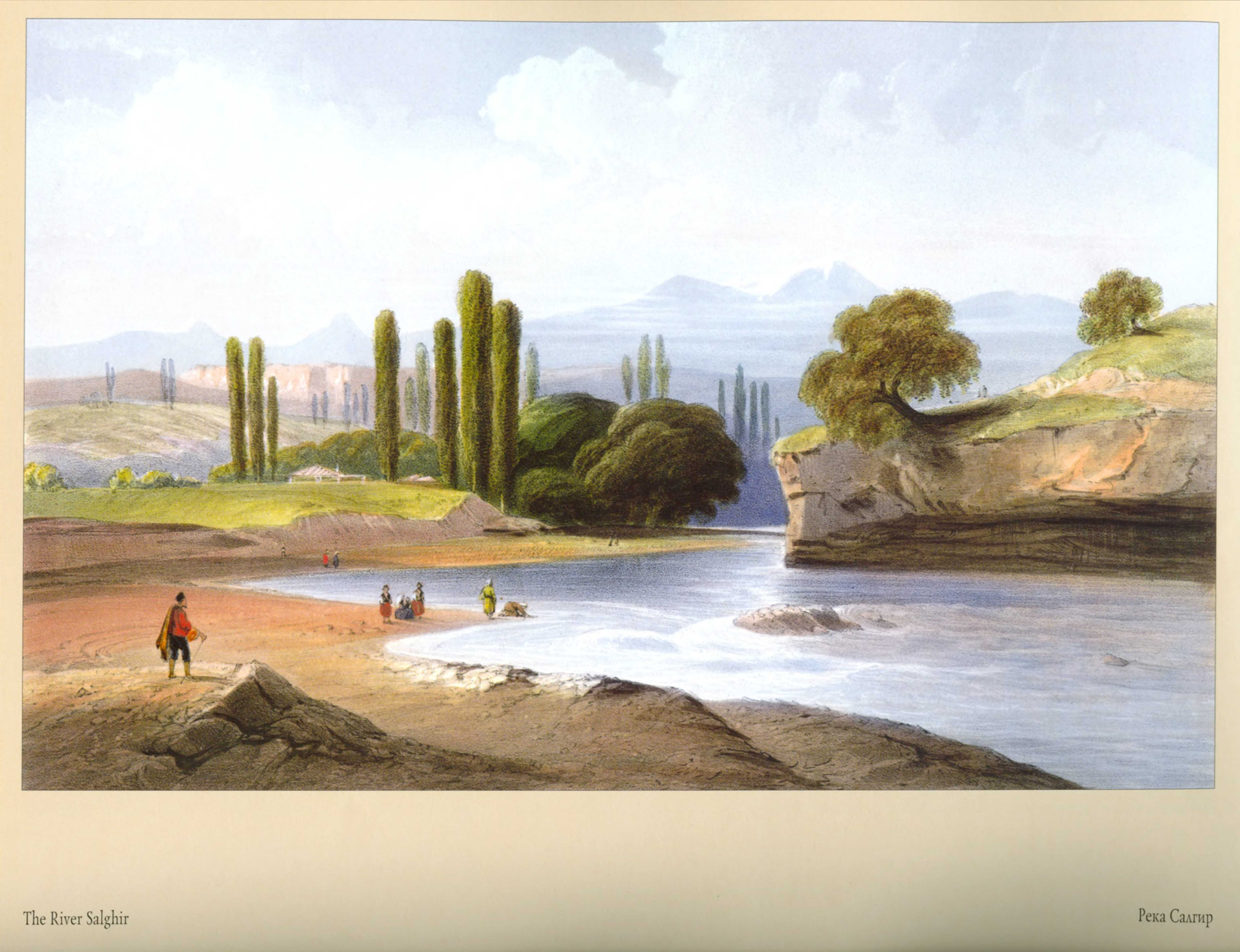
Салгир — найбільша річка Криму — ймовірно, отримала свою назву від цього племені.

Через давнє осідання на землі кримські татари втратили свій традиційний тюркський родоплемінний поділ. Народження предків у селі, що має назву певного роду чи племені, не означає приналежність до того чи іншого роду чи племені, оскільки у Криму населення могло переселятися з одного села до іншого як добровільно, так і в рамках російської політики розселення кримських татар у спорожнілих селах. Така ситуація могла виникнути, наприклад, коли Росія депортувала частину кримських татар зі степу після поразки у Кримській війні, заселивши на їхнє місце кримських татар з Південного узбережжя або ногайців із Надазов'я.
- Алчини (алчи-татари)

- Алчин
- Алчин
- Атан-Алчин
- Кол-Алчин
- Таш-Алчин

- Аргини  (Qaraçı Beyleri)

- Аргинчик (Карасубазарський район, с 1948 — Уміле)
- Аргинчик (Карасубазарський район)
- Аргин
- Аргин-Тоберчик

- Аси

- Тереклі-Ас
- Ас-Джаракчи
- Ас
- Ас-Найман
- Кучук-Ас
- Буюк-Ас
- Темеш-Ас
- Табулди-Ас

- Барини  (Qaraçı Beyleri)

- Суран-Барин
- Татар-Барин
- Барин (Джанкойський район)
- Барин (Карасубазарський район)

- Бадраки

- Булганак-Бадрак
- Тав-Бадрак
- Яни-Бадрак

- Джалаїри

- Джалаїр
- Джалаїр-Чоти
- Татар-Джалаїр

- Ішуні

- Ішун
- Ішун
- Ішун
- Ішун
- Ішун
- Кирк-Ішун
- Кирк-Ішун
- Тереклі-Ішун
- Тереклі-Ішун

- Кенеґези

- Авуз-Кенеґез
- Каяли-Кенеґез
- Кенеґез
- Кенеґез
- Коп-Кенеґез
- Курувли-Кенеґез
- Туп-Кенеґез
- Учевлі-Кенеґез

- Кипчаки (половці)  (Qaraçı Beyleri)

- Аджи-Елі-Кипчак
- Алгази-Кипчак
- Бай-Оглу-Кипчак
- Бел-Авуз-Кипчак
- Джага-Кипчак
- Джага-Кипчак
- Ілґері-Кипчак
- Каралар-Кипчак
- Кипчак
- Кипчак
- Кипчак
- Коп-Кипчак
- Куллар-Кипчак
- Курувли-Кипчак
- Лаш-Кипчак
- Сари-Кипчак
- Тав-Кипчак
- Ташли-Кипчак
- Яни-Кипчак
- Яни-Кипчак

- Кирк[ru]

- Авуз-Кирк
- Джумаш-Кирк
- Джумаш-Кирк
- Кирк
- Кирк
- Кирк
- Кирк-Бел
- Кирк-Ішун
- Кирк-Ішун
- Ногайли-Кирк

- Китаї

- Бозґоз-Китай
- Боранчи-Китай
- Китай
- Кучук-Китай
- Мачетлі-Китай
- Тереклі-Китай

- Кияти[ru]

- Актачи-Кият
- Бай-Кият
- Буюк-Кият
- Кара-Ата-Кият
- Кара-Кият
- Кара-Кият
- Кият
- Кият
- Кият-Орка
- Коґенлі-Кият
- Кокчора-Кият
- Кучук-Кият
- Салгир-Кият
- Сарайли-Кият

- Кангли[ru]

- Бай-Коґенлі
- Коґен-Джилга
- Коґенеш
- Коґенлі-Кият

- Ходжа (вкл. Сеїт)

- Ак-Коджа
- Беш-Коджа
- Бай-Коджа
- Ілґері-Коджанки
- Коджалар
- Татар-Коджалар
- Кул-Сеїт
- Сеїт-Болат (Новий)
- Сеїт-Болат (Старий)
- Сеїт-Болат (біля Сирт-Джайлав)
- Тархан-Сеїтлер
- Сеїт-Асан
- Сеїт-Елі
- Сеїтлер
- Сеїтлер-Вакиф

- Конрати

- Алабаш-Конрат
- Алгази-Конрат
- Бек-Котан-Конрат
- Буюк-Конрат
- Джан-Болди-Конрат
- Кендже-Ташли-Конрат
- Конрат
- Конрат
- Конрат
- Конрат
- Татар-Аксуру-Конрат
- Татиш-Конрат
- Таш-Казган-Конрат
- Ташли-Конрат
- Тереклі-Конрат

- Мансури (мангити)  (Qaraçı Beyleri)

- Мангит
- Мангит

- Меркіти

- Аксакал-Меркіт
- Кара-Меркіт
- Юкари-Алтинджи-Меркіт

- Наймани

- Акмечит-Найман
- Ас-Найман
- Бієч-Найман
- Кара-Найман
- Найман
- Найман
- Найман
- Тавкел-Найман

- Огузи (‏𐰆𐰍𐰕, група племен)

- Огуз-Оглу
- Огуз-Тобе

- Салгири[ru]

- Салгир-Кият

- Седжевути[ru]  (Qaraçı Beyleri)

- Джага-Седжевут
- Кара-Седжевут
- Седжевут

- Татари (𐱃𐱃𐰺, група племен)

- Татар-Аблеш
- Татар-Ай-Тувган
- Татар-Аксуру-Конрат
- Татар-Акшейх
- Татар-Асан-Бай
- Татар-Бай-Кончек
- Татар-Барин
- Татар-Боз-Ґоз
- Татар-Джалаїр
- Татар-Ескі-Казан
- Татар-Карлав
- Татар-Коджалар
- Татаркой
- Татар-Кутуке
- Татар-Мунус
- Татар-Осман
- Татар-Осман
- Татар-Сарабуз
- Татар-Ташке
- Татар-Чагалтай
- Татар-Чонгурчи
- Татар-Чукул
- Татар-Чурубаш
- Татар-Ширин

- Черкези[ru]  (не плутати с черкесами — екзоетнонімом адигів[100], черкез/с — тюркський етнонім[101][102])

- Черкез
- Черкез-Елі
- Черкез-Кермен
- Черкез-Тобай

- Ширіни  (Qaraçı Beyleri)

- Татар-Ширин
- Ширин
- Яни-Ширин

- Яшлави

- Буюк-Яшлав
- Буюк-Яшлав
- Ескі-Яшлав
- Кучук-Яшлав

### Кримські татари гір та середньої полоси

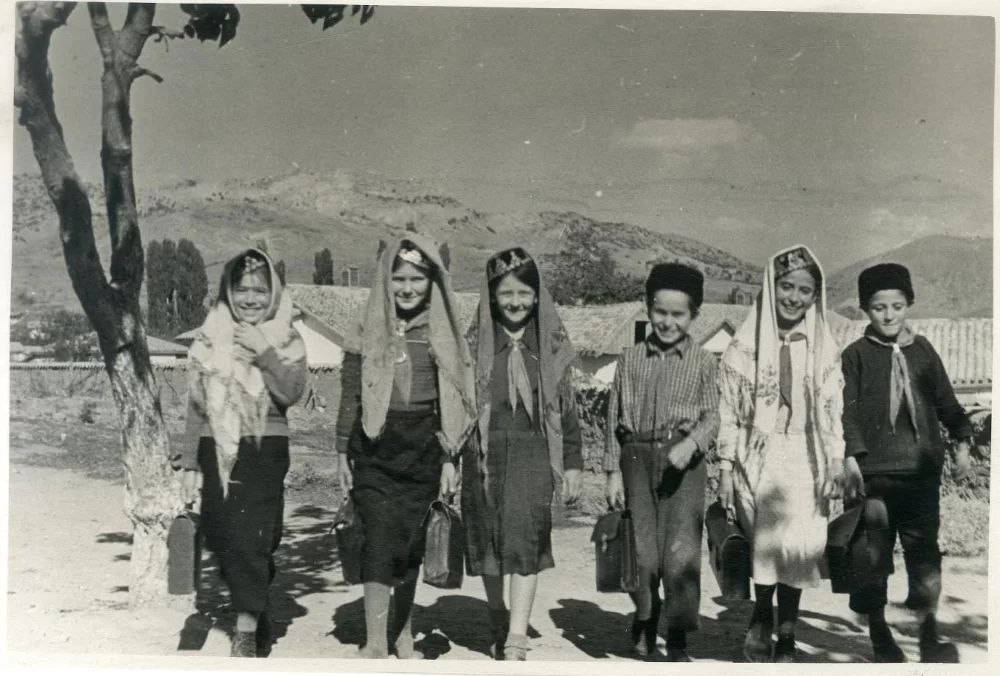
Кримськотатарські школярі, гірський Крим, Кримська АРСР, 1930-ті роки

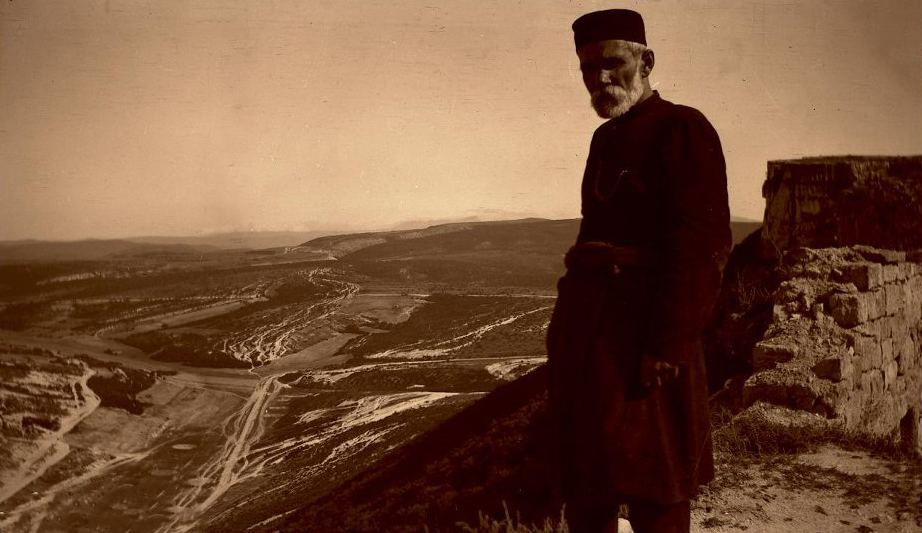
Кримський татарин у традиційній кримськотатарській черкесці (чепкен) без газирів, початок XX століття

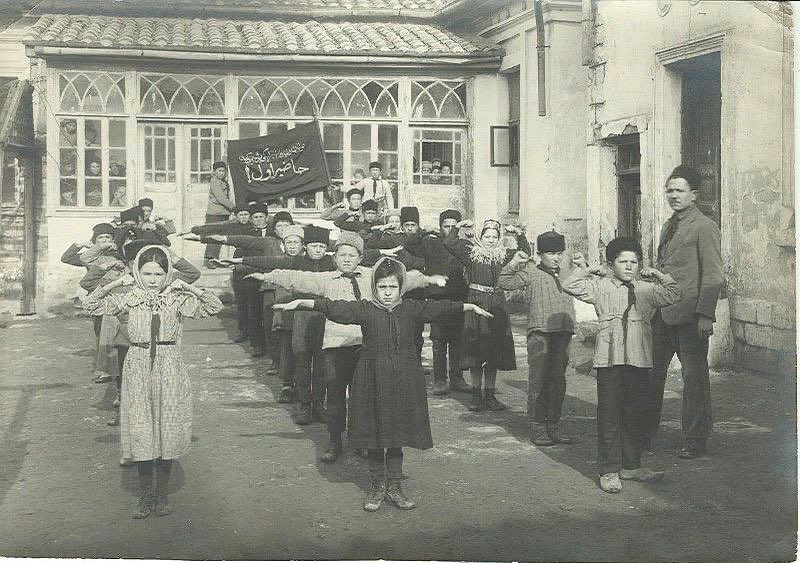
Піонери кримськотатарської школи на гімнастиці, Бахчисарай, 1920-і роки. Із фондів Бахчисарайського історико-культурного заповідника

Кримські татари гір та середньої полоси (назва, що використовується після депортації, — тати, крим. dağlı ve orta yolaq qırımtatarları, tatarlar), жили в горах і передгір'ях або середній смузі, включаючи Бахчисарай, складова частина кримськотатарського народу. Етногенез кримських татар гір та середньої полоси — дуже складний і не до кінця вивчений процес. У формуванні цього субетносу взяли участь практично всі народи і племена, що коли-небудь жили в Криму; важливу мовну роль зіграли кримські кипчаки (які щонайменше з XIII століття прийняли етнонім татар). Проте етнічну основну гірських кримських татар склали готи та алани. Тати до кінця XVIII століття все ще зберігали християнсько-ісламське двовірство. Антропологічно вони здебільшого належать до північно-понтійського типу зі світлим кольором волосся, очей та шкіри, за часів Кримського ханства і пізніше не вели кочовий спосіб життя, давно втратили родовий поділ, історично типовий для кочових тюрків:27-28. Англійський антрополог ХІХ століття Х. Д. Сеймор при описі гірських кримських татар повідомляв: «Досить цікаво, що волосся і бороди у цих гірських жителів майже у всіх однаково світло-руде або лляне»:36.
Їх діалект — бахчисарайський або середній — належить до половецько-кипчацької групи тюркських мов: має як кипчацькі, так і огузькі риси і є проміжним між діалектами побережан і степовиків, на цьому діалекті написано «Кодекс Куманікус» — найстарішу пам'ятку кримськотатарської мови, на його основі сформовано сучасну літературну кримськотатарську мову. Має деяку кількість іранських, арабських та грецьких запозиченнь. Томас Мілнер писав, що кримськотатарська мова — тюркська, а краще всього нею розмовляють в Бахчисараї. Тати, під якими малися на увазі і частина гірничо-передгірних, і південнобережні кримські татари, у Кримському ханстві були не лише мирними землеробами та виноградарями, а й формували загони піших стрільців у ханській армії, здобувши репутацію вмілих воїнів. Вони були відомі як тат тюфенкджі (крим. tat tüfenkcileri, тати-мушкетери). З 1624 року тати, разом із тавгачами, починають фігурувати в ханській титулатурі, що було пов'язано, ймовірно, з військовою кампанією братів Мехмеда і Шахіна Ґераїв, під час якої вони завдали поразки османським військам під Карасубазаром і взяли під свій контроль Татський іль. Евлія Челебі, турецький мандрівник XVII століття, вважав татами «стрільців із рушниць» у кримськотатарському війську.
При цьому, крім татів, у гірському та передгірному Криму жили так звані бадраки. Найбільш докладно бадраків описував католицький чернець Домініканського ордену Е. Д. д'Асколі в XVII столітті: «Татари двох видів або гілок: кримські татари місцеві, старожили та татари-ногаї, що прийшли сюди, близько 200 років тому зі Скіфії, під проводом дванадцяти мурз і під верховним начальством хана. Кримські татари називаються патрак, на ім'я річки (Бодрак [річка в Криму]), що протікає в Татарії, обидва береги якої покриті безліччю селищ, ними заселених, звідки вони потім розселялися по всій Татарії. Нині татари-ногаї вважаються найголовнішими, не за чисельністю, а за багатством та знатністю роду… Між цими двома племенами татар є різниця у звичаях. Кримські татари або татари патраки на вигляд схожі на інших людей, білого кольору шкіри або пшеничного; вони не відрізняються і звичаями». Іноді між бадраками та кримськими татарами ставили знак рівності. Е. Д. д'Асколі, описуючи бої у Перекопа в 1629 році, писав, що Мехмед Герай «відразу побачив, що це не друзі патраки (Patracchi), що прийшли на допомогу, а вороги ногайці, що хотіли зрадити його», заперекопські ногаї перенесли назву бадрак і на степових кримських татар через те, що степові кримці змішувалися з іншим кримським населенням. У той же час мешканці землеробського південнокримського населення перенесли етнонім ногай і на степових кримських татар, які ніколи ногаями не називалися, не називалися вони так і в ханських документах, через це виникла плутанина в назвах субетнічних груп кримських татар. Усі групи кримських татар називали себе кримськими татарами, окрім заперекопських кочових підданих кримського хана, які прийняли етнонім ногаї. Степові та передгірні кримські татари (кримські татари бадраки) становили більшу частину кримських татар, але через масову, практично поголовну, вимушену еміграцію до Туреччини та фізичне знищення їхня частка значно знизилася.

### Кримські татари південного узбережжя

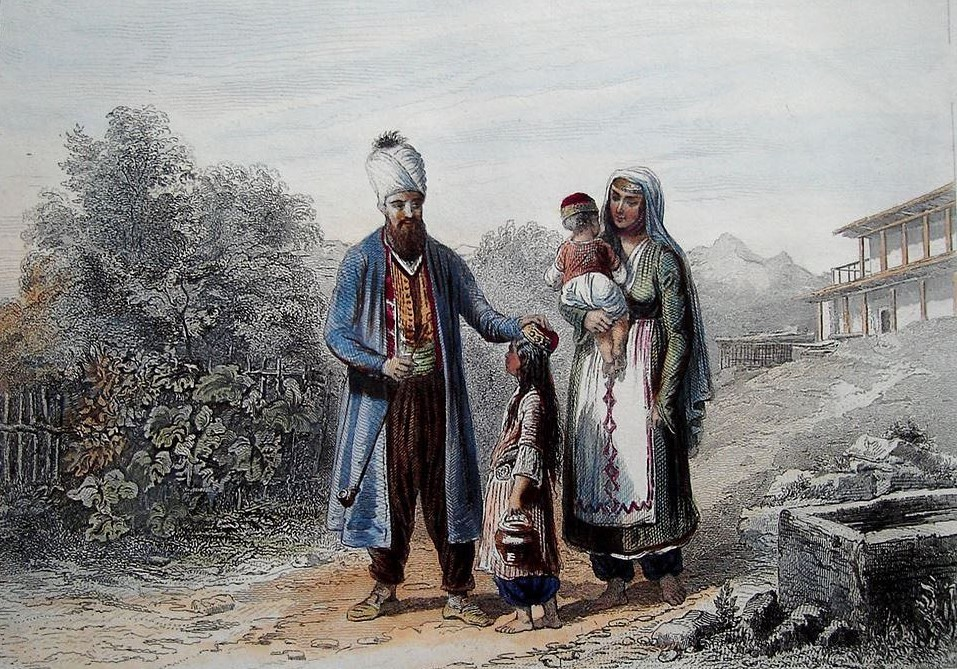
Сім'я кримських татар. Французька гравюра, 1840-ві роки.

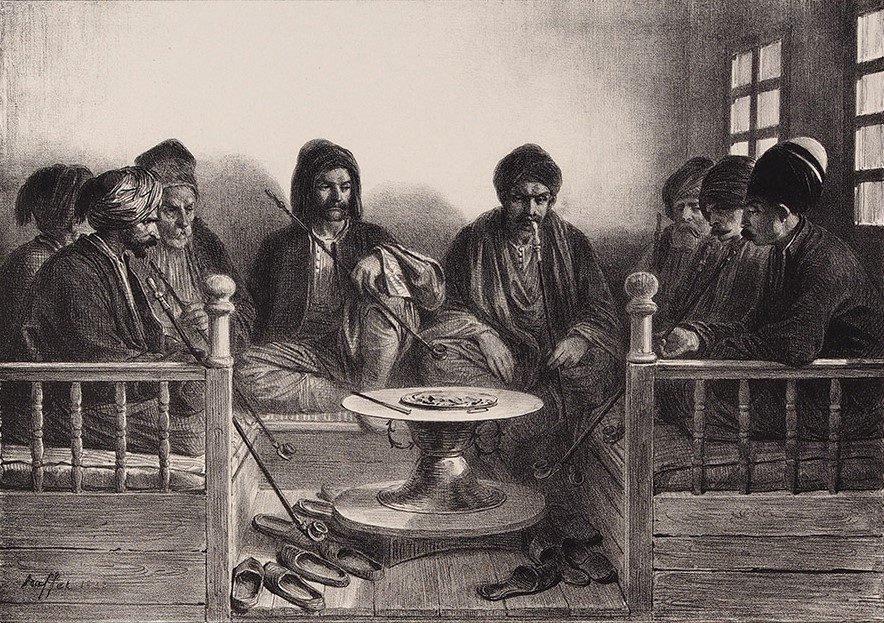
Кримські татари та вірмени у кав'ярні, Огюст Раффе, 1837.

Південнобережні кримські татари (крим. yalıboylu qırımtatarlar, історично степові кримські татари називали побережан татами, крим. tatlar) — уродженці південного узбережжя Криму, складова частина кримськотатарського народу. Під час формування цього субетносу відбулися процеси дифузії та міксації між племенами та народами, які в різний час населяли ці території: греками, аланами, готами, італійцями-генуезцями, тюрками-сельджуками та кипчацькіми племенами. У жителів багатьох сіл Південного узбережжя аж до депортації зберігалися елементи християнських обрядів, успадковані ними від предків-християн (християнами могли бути як тюрки, так і не тюркське населення Криму). Більшість ялибойлу прийняли іслам як релігію досить пізно порівняно з двома іншими субетносами: османський перепис населення 1542 року свідчить, що більшу частину населення південного берегу на той момент становили християни. Томас Мілнер, розглядаючи гірських та південнобережних кримських татар як єдину субетнічну групу у складі кримських татар, писав: «Їхня мова переповнена італійськими словами. У їхніх жилах є частка італійської крові, а манери мають відтінок італійської вишуканості та витонченості. Але в більш відокремлених частинах високогір'я такі характеристики не спостерігаються».
Південнобережних кримських татар зазвичай відносять до середземноморського або балкано-кавказького типу. Радянський антрополог та археолог Борис Куфтін так описував південнобережних кримських татар: «Південнобережні [кримські] татари мають струнку будову, смагляві, темноволосі, з правильними, глибоко виробленими рисами обличчя, з суворим, як би малорухливим, поглядом очей, що горять. Флегматичний темперамент зі схильністю до споглядання, характерна повільність рухів, почуття власної гідності відрізняють у південнобережному татарині більше сина Сходу, ніж Середземноморської Європи. Вуса татари не голять, бороду опускають тільки старі, волосся на голові носять короткі». Що стосується кримських татарок Південного берега, то серед них, згідно з антропологом, «нерідко можна зустріти миловидних, з тонкою, ніжною шкірою обличчя, великими темними очима та витончено окресленими бровами, гарну форму яких татарки підкреслюють ще чорною сурмою».

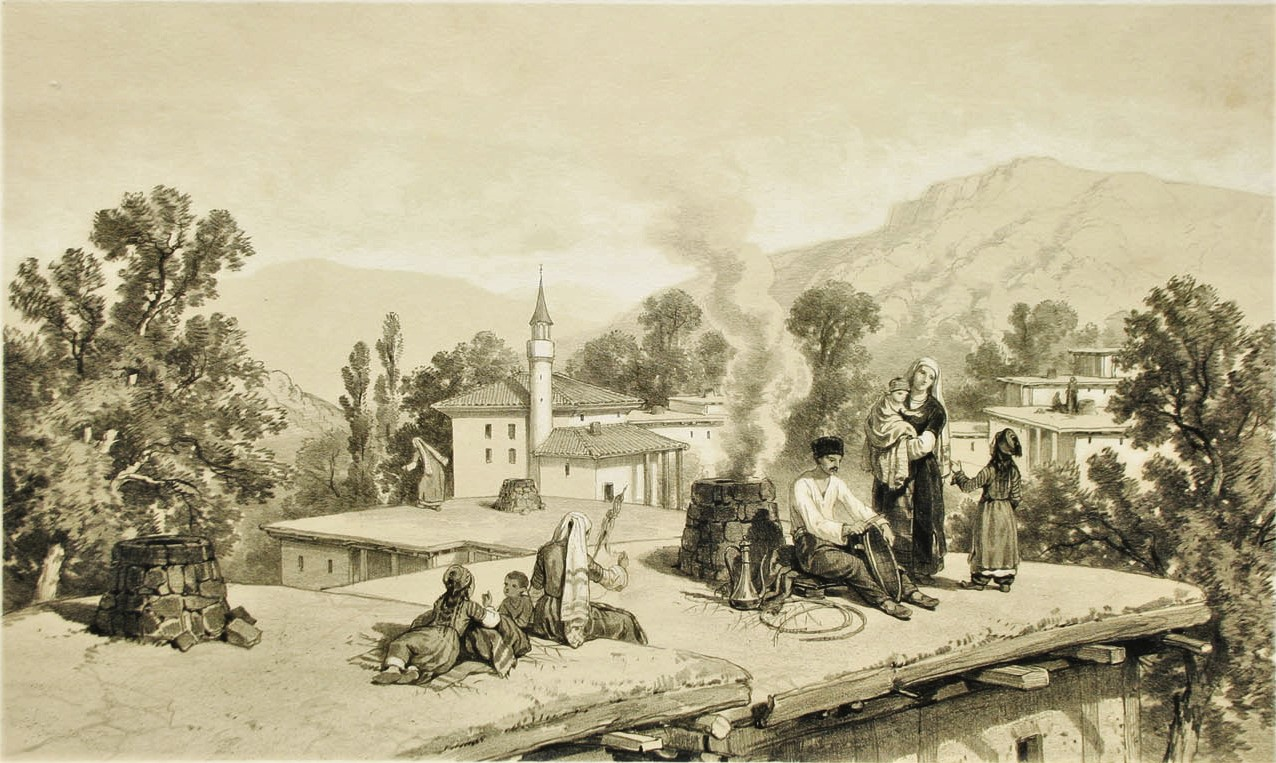
«Капсіхор. Вечірні заняття татар», 1845. Ксав'є Оммер де Гелль.

Південнобережні та гірські кримські татари будували села на терасованих гірських схилах (часто описуваних як «амфітеатр»). Кримська прихильність до терасованих гірських і прибережних сіл відображена в наступному описі Південного узбережжя: «[Кримські] татари Південного берега живуть у селах, здебільшого прибудованих тильною стороною до моря, серед виноградних терас і тютюнових плантацій, звернених назустріч спекотному сонцю, на високих схилах гір, серед яких крізь скелі пробиваються джерела, що формують головну вулицю села, місцями затінену самітними деревами. Вони розташовані в мальовничих амфітеатрах на тлі самотнього скелястого пейзажу, а в східній, більш відкритій частині кримського Південного берега села лежать далеко від моря, на вищих підступах долини»:39.
Діалект південнобережних кримських татар належить до огузької групи тюркських мов. Стара кримськотатарська літературна мова, розроблена Ісмаїлом Ґаспринським, була заснована здебільшого на цьому діалекті. Відмінності південнобережного діалекту не є наслідком його можливого розвитку під впливом османської мови чи османізації, як вважали колись тюркологи, але є автентичним відгалуженням ka-мови європейських огузів, що підпала під лінгвістичний вплив кримських татар Центрального Криму з їхньою мовою кипчацького типу (як і мова балканських татар — тих, що живуть/жили у містах Добрич, Варна, Балчик, Каварна і в деяких навколишніх селищах, яких називали тато-татарами). У свою чергу, турецька літературна мова базується головним чином на ka-діалектах балканських турок.

### Етнографічні групи, які здебільшого живуть за межами Криму
- Уруми (крим. urumlar). Деякі дослідники вважають, що уруми є тюрками—кримськими татарами, що історично сповідували християнство[121][122]. Мають ідентичний побут і традиції, розмовляють кримськотатарською мовою. Генетично уруми набагато ближче до південнобережних та гірських кримських татар (генетична відстань d=0,16 та d=0,2 відповідно), ніж до греків (відстань d=0,55) та навіть румеїв, що живуть поряд із ними (d=0,33). Уруми виявилися ближчими навіть до степових кримських татар (d=0,45), ніж до власне греків[123]. Самі ж уруми та румеї вважають себе пов'язаними більше з Грецією, ніж із Кримом, тому, наприклад, у Маріупольському університеті було відкрито кафедру новогрецької мови, на якій викладають сучасну грецьку мову, а не унікальні румейські та урумські діалекти[124]. У науці приазовських греків розглядають здебільшого як субетнос греків, грецьку діаспору та грецьку національну меншість[125]. Український історик Івацький В. І. зазначає, що румей-урум є політичним (перший грецькою мовою, другий тюркською), але не етнічним ентонімом[125]. Тобто румеєм міг бути православний мешканець Криму: і грецький колоніст, і гот, і тюркомовний кипчак, і огуз. Урумів, як вважає Івацький, слід вважати потомками негрецького тюркомовного населення Криму, у той час як суспільно-політичні дослідження користуються міфологічним поясненням ніби уруми — це татаризовані греки[126]. Історична міфологія щодо приазовських греків пов'язується із діяльністю ФГТУ за підтримки грецького та кіпрського консульств у Маріуполі: створюються класи викладання новогрецької мови, видаються газети новогрецькою мовою, організуються виставки з концертами на грецьку національну тематику[127]. У маріупольских греків під впливом їх інтеграції середини XIX століття до російського простору відстежено втрату ними етнічних маркерів: традиційоного одягу, елементів побуту, забуття рідної мови[128]. Невивченим залишається вплив російської ментальності на культурну та політичну еліту приазовських греків: отримуючи освіту в російських університетах, приазовська грецька молодь створила еллінську свідомість. Тобто зросійщені приазовські греки стали сприймати себе саме так, як їх сприймали росіяни[128].
- Добруджійські та буджацькі татари (крим. dobruca ve bucaq tatarları). Кримські татари, що проживають в районі Добруджа на сході Румунії та в північно-східній Болгарії. Значна частина добруджійських татар — група кримських татар, предки яких переселилися з Криму наприкінці XVIII — середині XIX століть до Османської імперії внаслідок послідовної колонізаторської політики Росії в Криму та видавлювання корінних жителів[129]. Говорять на степовому (ногайському) діалекті кримськотатарської мови. У XX столітті на базі добруджійської мови сформувалася окрема літературна норма[130]. На території сучасного Буджака, що є частиною Одеської області України та на території Молдови буджацькі татари залишилися, але вони вкрай нечисленні[джерело?].
- Татари-липки (крим. lipka tatarları). Ті татари-липки, що походили з Кримського ханства, вважаються частиною кримськотатарського народу[131][132][133]. Відіграли значну роль у кримськотатарському національному русі під час Першої та Другої світових війн (див. Сулейман Сулькевич, Едіге Киримал, Ольгерд Кричинський[134][135]). З липок походять видатні вчені та письменники зі світовим ім'ям (див. Генрик Сенкевич, Агатангел Кримський та Михайло Туган-Барановський). Здебільшого втратили рідну мову через асиміляцію, розмовляють польською, литовською, українською, російською та білоруською мовами.

Кримські татари різних субетносів
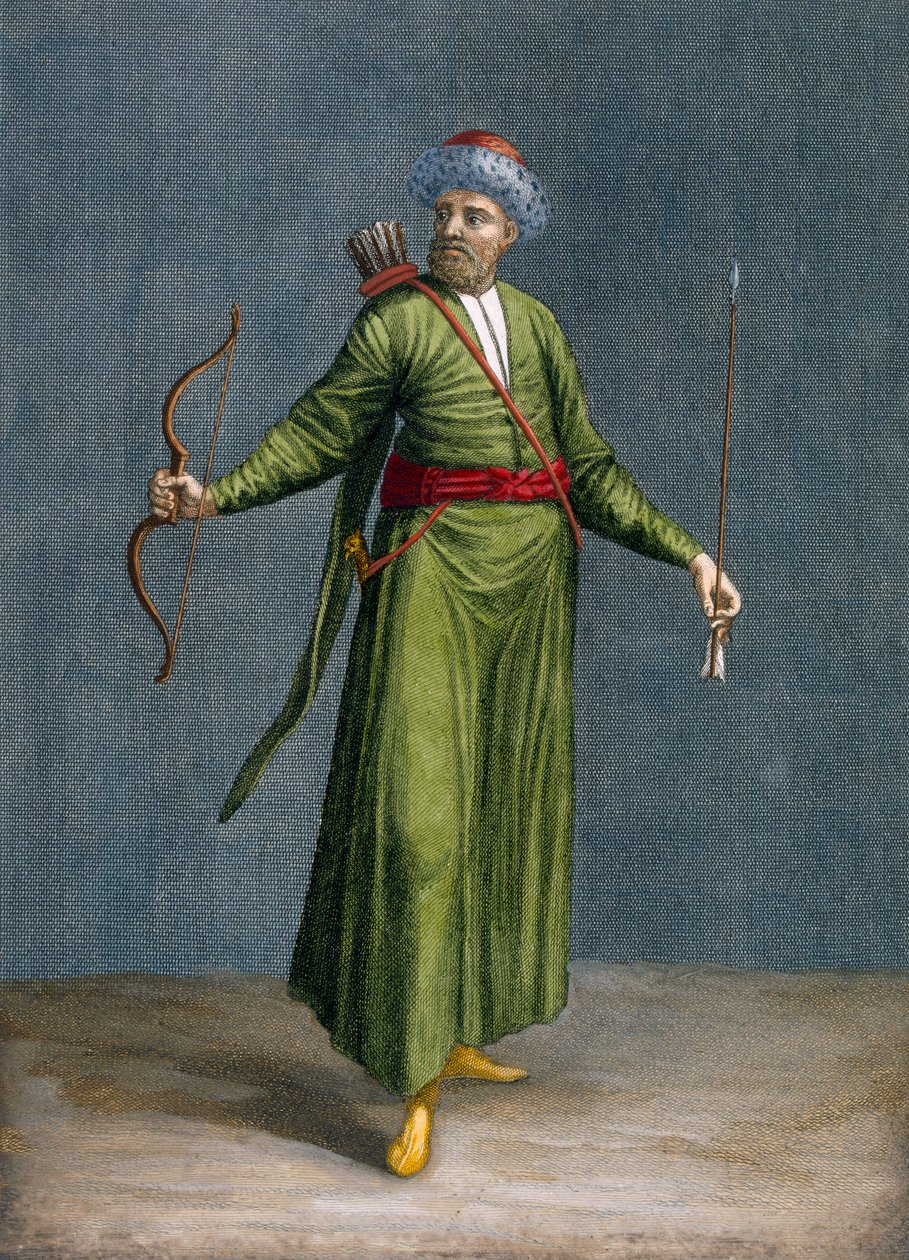
Кримський татарин з традиційним кримськотатарським кривим луком, 1700[136][137].
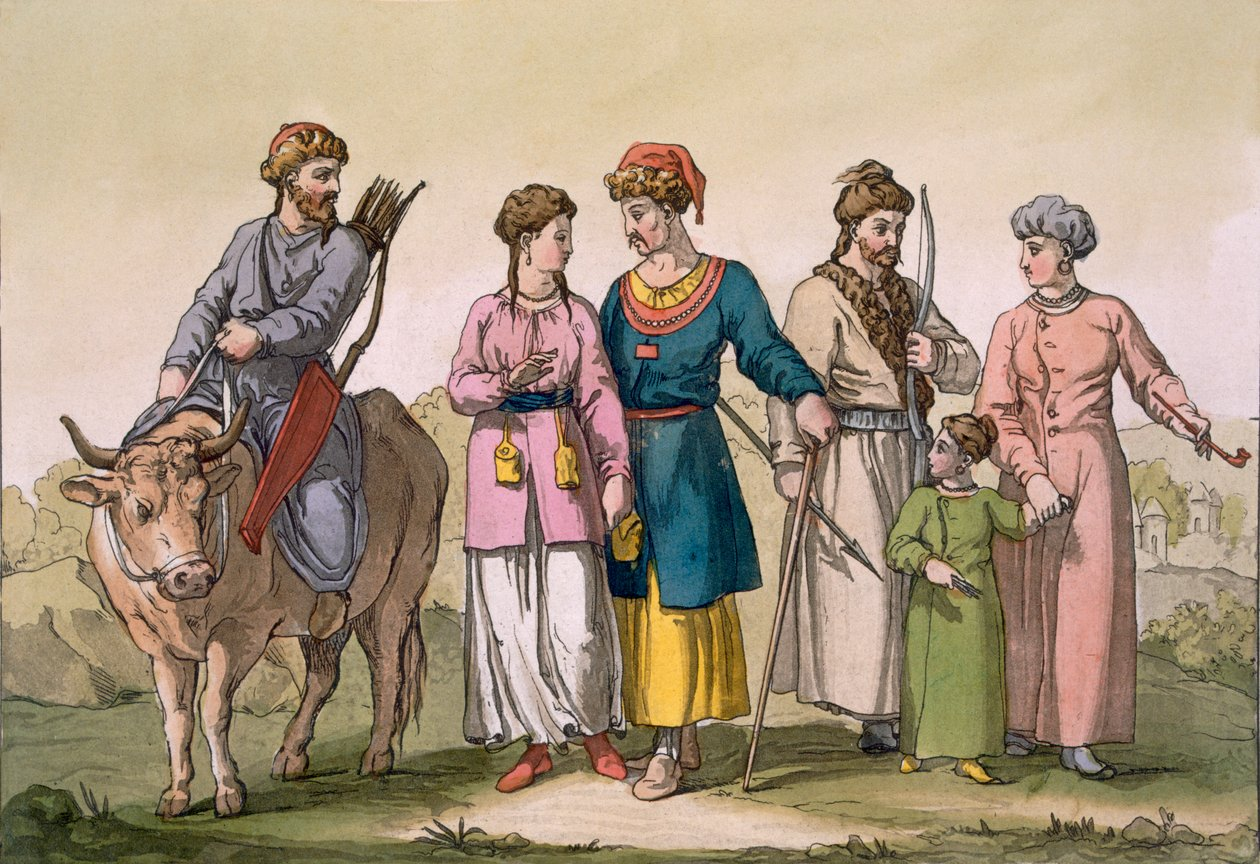
Гірські кримські татари, 1820-1830-ті, Д. К. Бонатті.
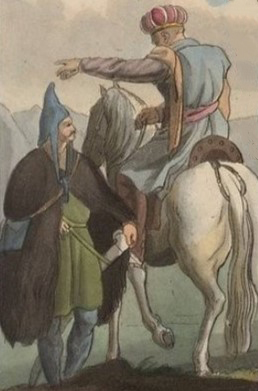
Ногайські татари. Російська гравюра, початок XIX століття.
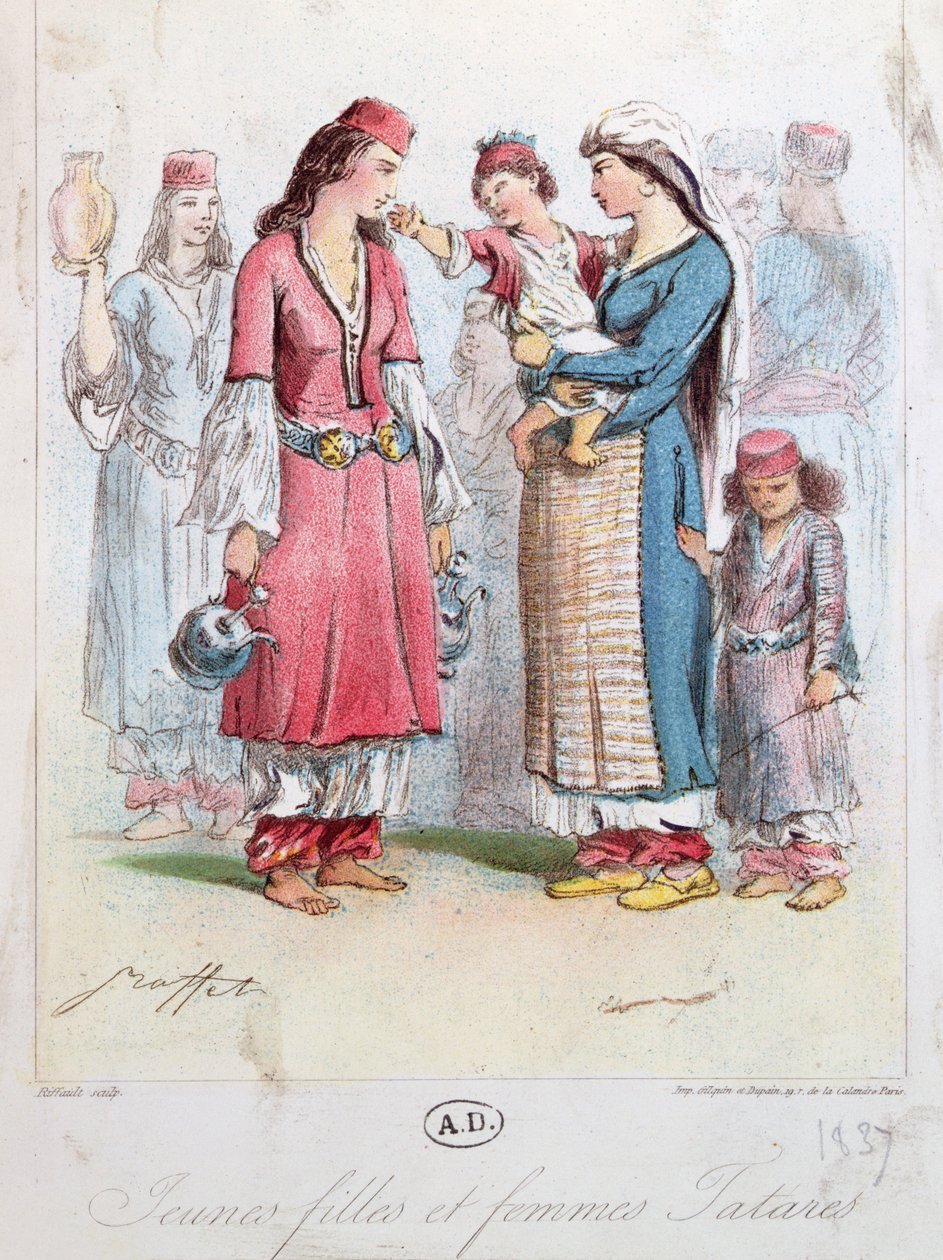
Кримськотатарські дівчата та жінки. Французька гравюра, 1837.
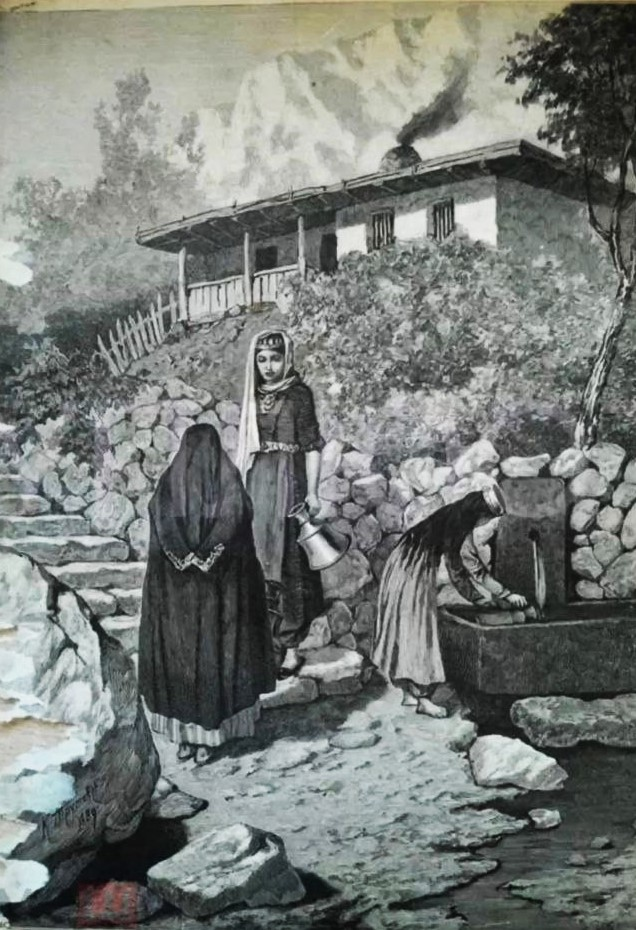
Кримськотатарські дівчата в Алупці, 1889, К. Трутовський.
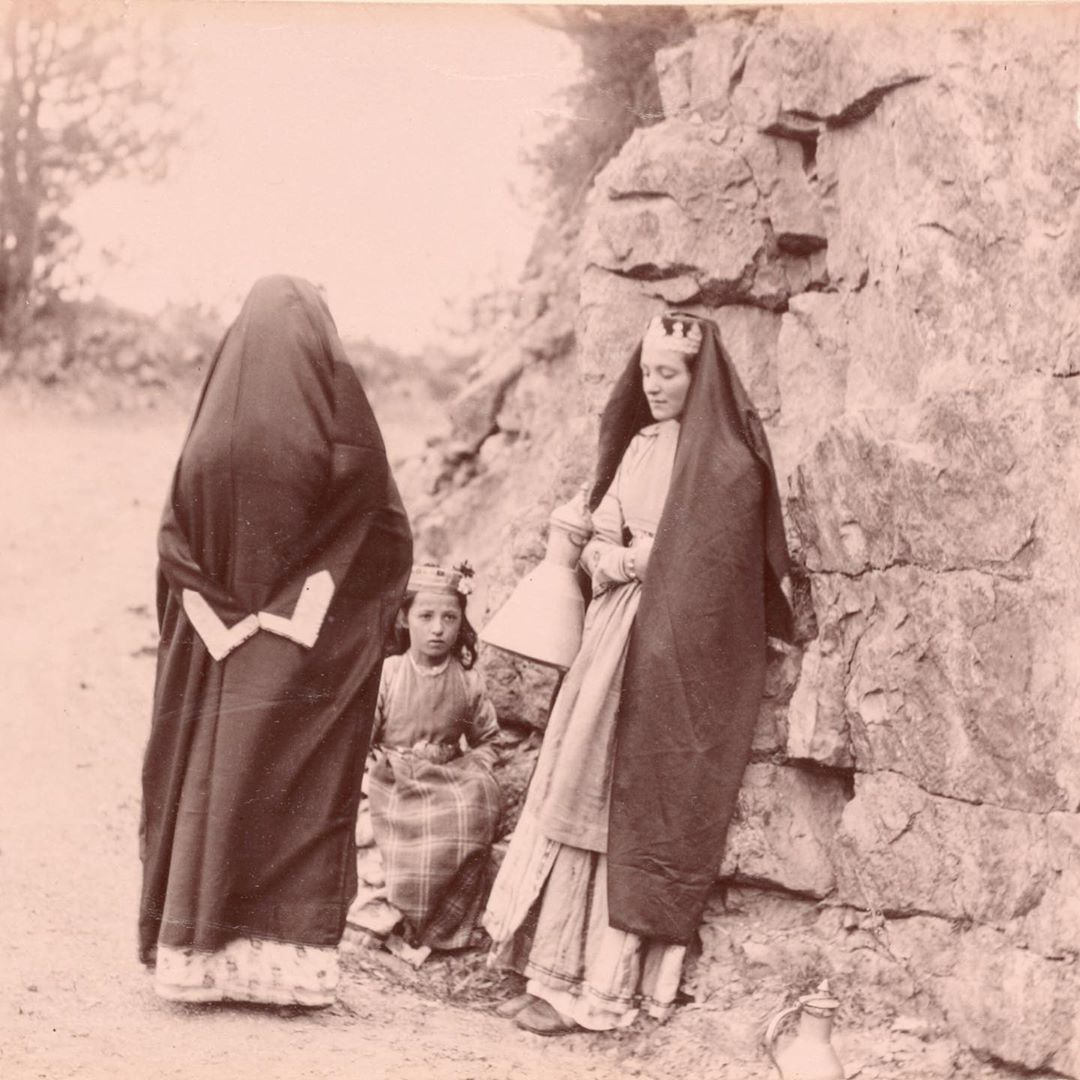
Кримські татарки, XIX століття.
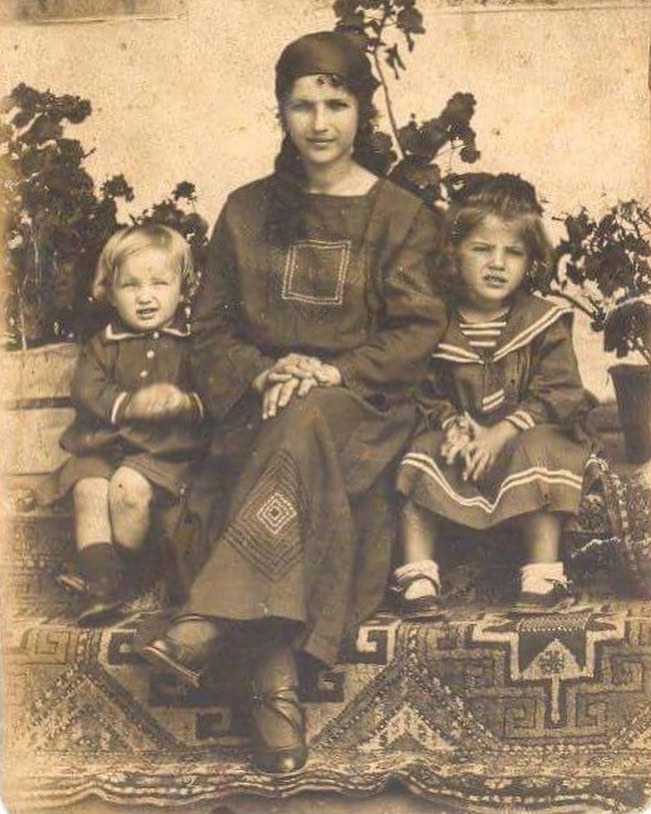
Кримськотатарська жінка з дітьми, 1925.
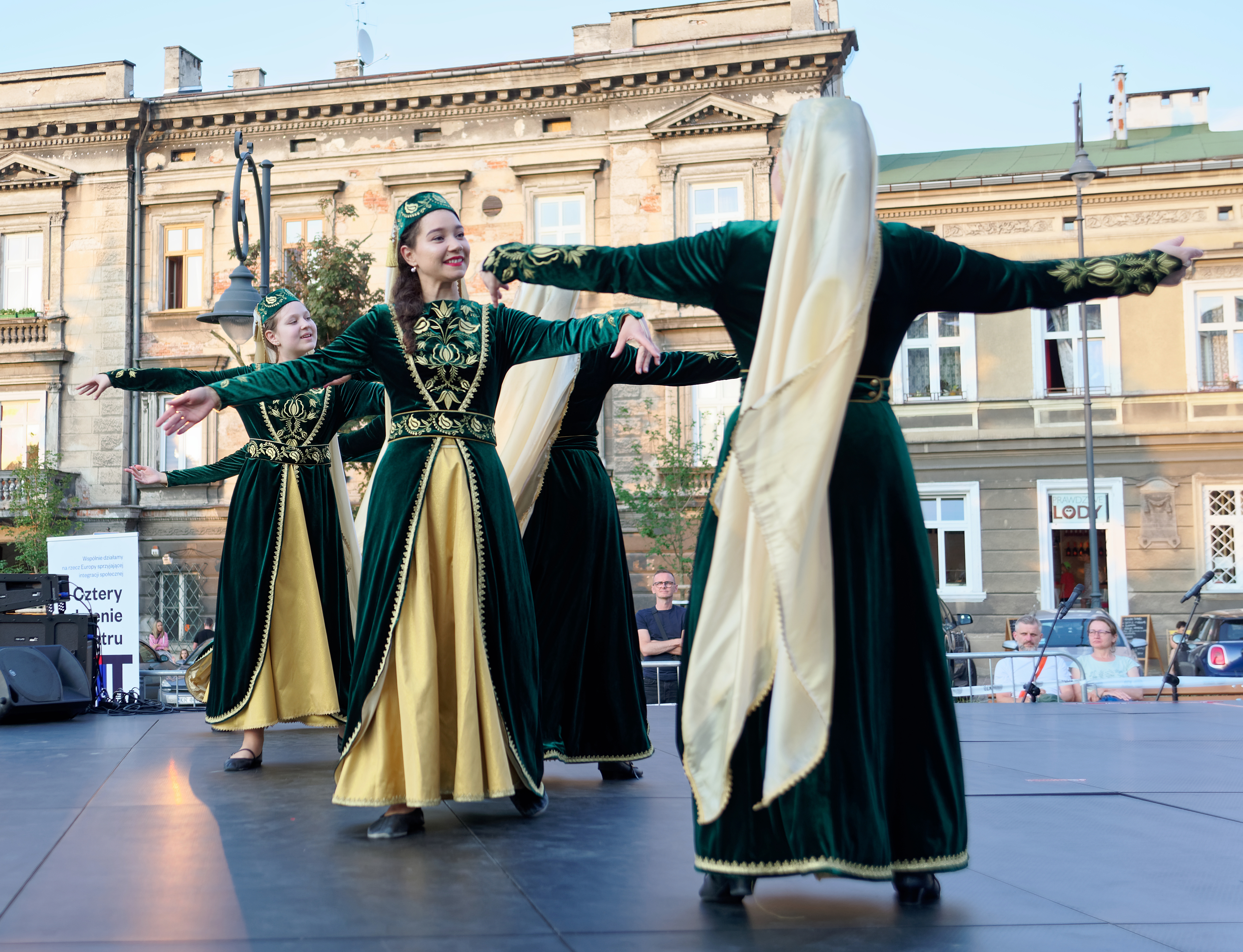
Татари-липки, 2021.

## Етногенез та передісторія

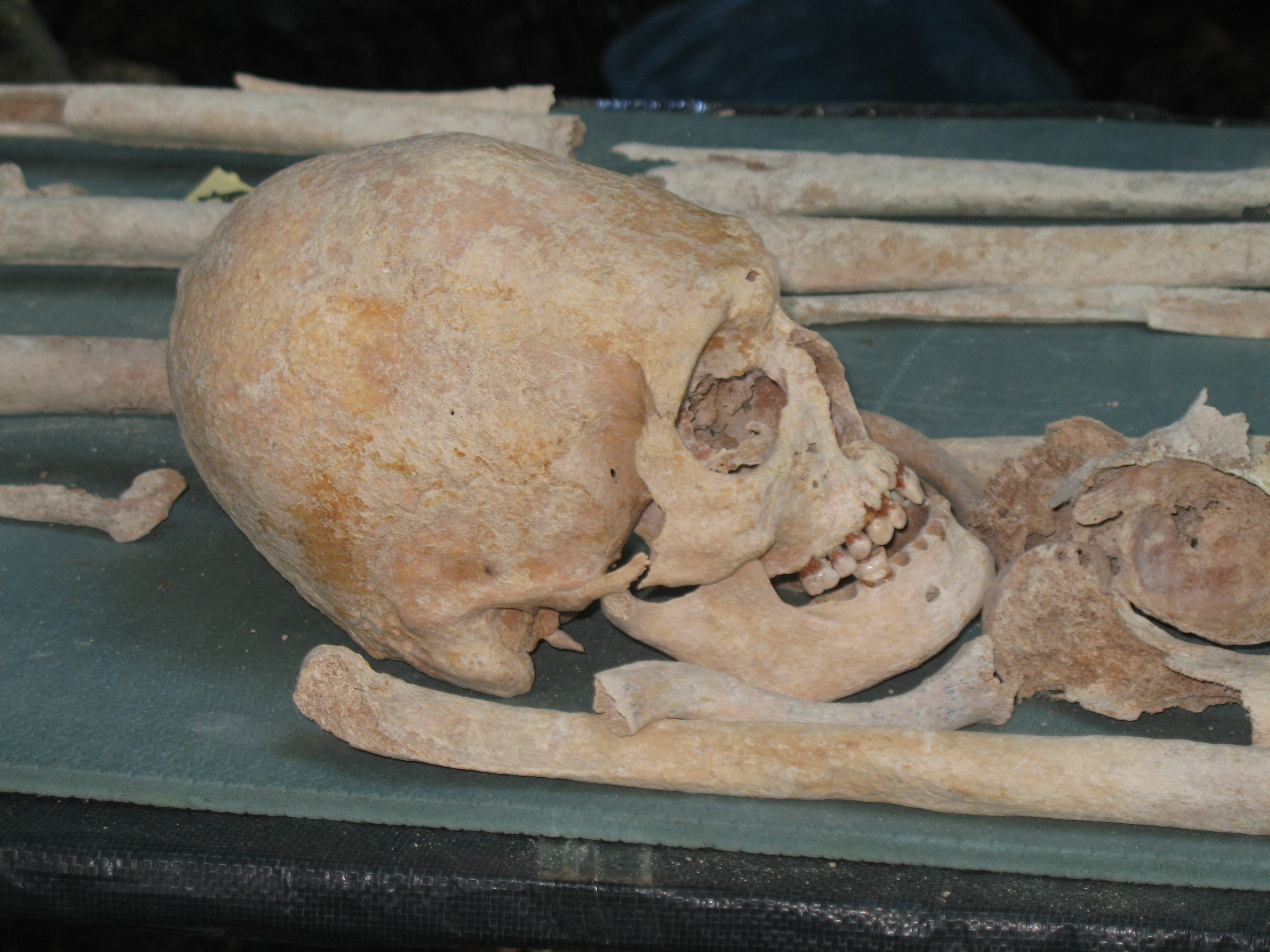
Череп зі слідами штучної деформації із поховання аланів на схилах печерного міста Мангуп-Кале (Крим).
П. С. Паллас, який відвідував Крим наприкінці XVIII століття, зафіксував збереження обряду деформації черепа серед кримських татар сіл Кікінеїз, Лімена, Сімеїз, а також Алупки.

Типовий шолом кипчацького воїна Великого степу

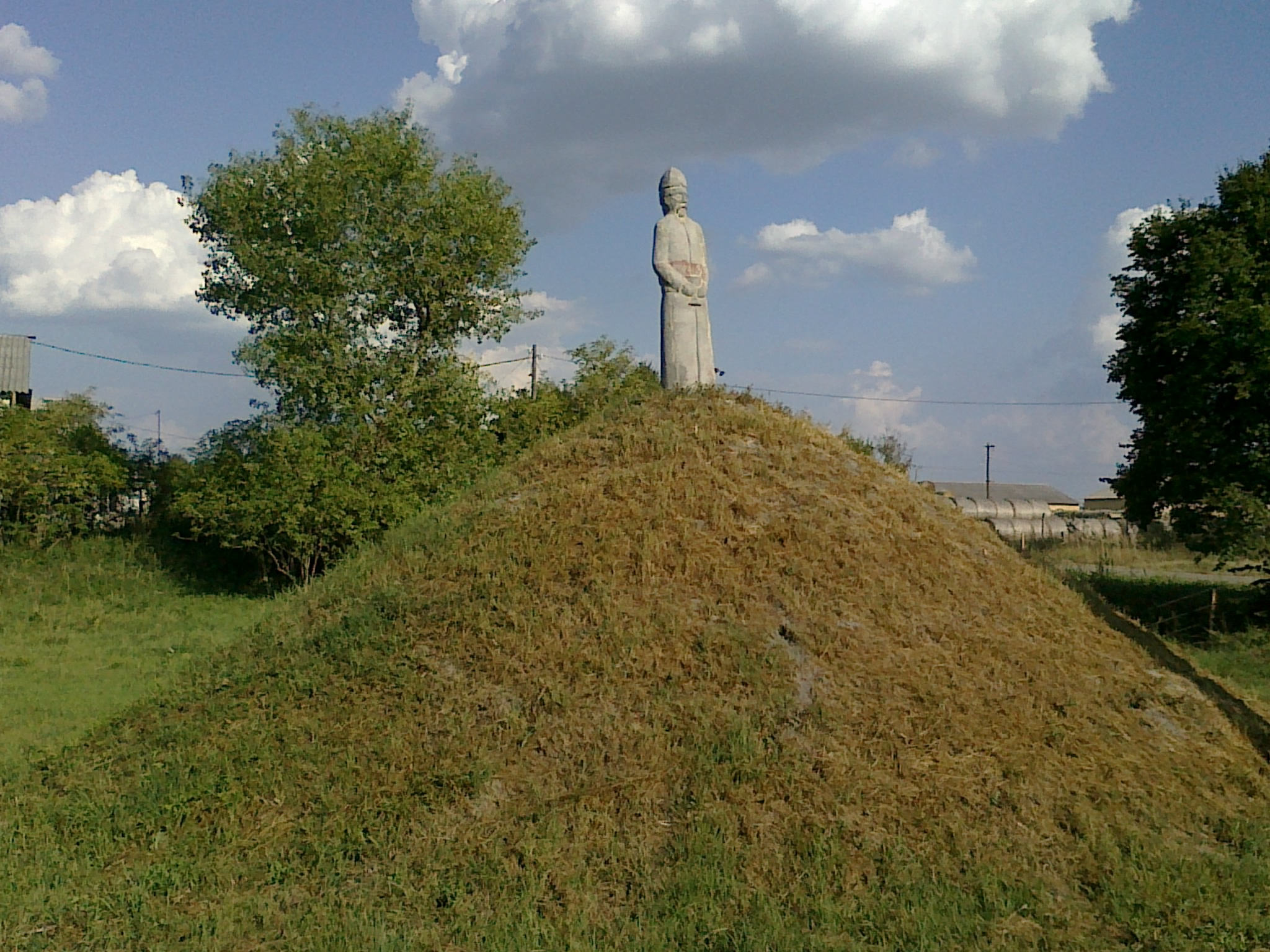
Курганне половецьке поховання із встановленою на ньому половецькою бабою.

Кримські татари сформувалися як народ у Криму і є нащадками різноманітних народів, що жили на півострові та в Північному Причорномор'ї у різні історичні епохи.
Найважливіша роль у формуванні кримськотатарського народу належить тюркським народам, зокрема західним кипчакам, відомим в українській історіографії під ім'ям половців. Саме вони стали консолідаційним етносом, в який вливалися всі інші народи, що населяли Крим з давніх часів. Кипчаки з XI—XII століття стали заселяти приволзькі, приазовські і причорноморські степи (які відтоді аж до XVIII століття іменувалися Дешт і Кипчак — «кипчацький (половецький) степ»).
Згідно з останніми генетичними дослідженнями, кримські татари ведуть своє походження від хвиль древніх народів: західних степових скотарів, скіфів, сарматів, давніх греків, кримських готів, аланів та генуезців. Коли Крим став частиною Золотої Орди, вони змішалися з населенням, яке оселилося у Східній Європі, включаючи Крим, з VII століття: тюркські татарські родо-племінні союзи/клани (серед них, наприклад, Кият, Ширін, Аргин, Барин, Яшлав, Конрат, Найман, Меркіт, Мансур, Кирк, Кереїт, Кай, Ґерай та інші) та інші тюркські народи (хозари, печеніги, половці, кипчаки), прийнявши етнонім «татар» у якості самоназви, утворили новий кримськотатарський народ. Консолідація цих етнічних груп в єдиний народ проходила у Північному Причорномор'ї, зокрема в кордонах Кримського ханства, і складалася з кількох етапів, які тривали тисячоліття. Єднальними началами в цьому процесі були спільність території, тюркська мова та ісламська релігія. Гіпотеза про зв'язок кримських татар з монголами, популяціями центральної Азії, а також про значний вплив слов'ян спростовується генетичними дослідженнями.
Протягом століть на основі половецької мови (або північно-тюркських мов) з помітним огузьким (або південно-тюркським) впливом склалася кримськотатарська мова. У науці половецька мова вважається безпосереднім предком сучасної мови кримських татар. На формування кримськотатарської мови вплинули також нетюркські мови, наприклад, кримсько-готська.

### Статус корінного народу Криму
Кримські татари офіційно визнані корінним народом у складі України. Європейський Союз і міжнародні групи корінних народів також визнають кримських татар корінним народом Криму. Сучасний російський уряд вважає кримських татар «національною меншиною», а не корінним народом Криму.
Масове поширення тези про «татар-прибульців» в пропаганді почалося тільки після депортації кримських татар, коли радянському керівництву було потрібно виправдати геноцид кримськотатарського народу — його насильницьке виселення в Центральну Азію та на Урал. До цього навіть в офіційних радянських енциклопедіях визнавалося, що кримські татари, разом з караїмами, — корінний народ Криму.
Український історик Сергій Громенко зазначає, що для того, щоб вважатися корінним, народу потрібно лише сформуватися на даній території і не мати іншої батьківщини за її межами (наприклад, у гагаузів є державне утворення на їх батьківщині — Гагаузія), тоді як час початку етногенезу не відіграє ніякої ролі. Це стосується кримських татар, оскільки їх етногенез проходив саме на території Криму. Відома помилка, як вказує Сергій Громенко, — вважати сучасних греків, що живуть на півострові, корінним народом Криму. Насправді «греків» в Криму було три хвилі. Перша — це елліни давнини. Вони сформувалися в середземноморському регіоні і заснували свої колонії в Криму, починаючи приблизно з 600 року до нашої ери. Після Великого переселення народів чистих стародавніх греків у Криму не залишилося (генетик Анастасія Агджоян, проаналізувавши генофонд кримських татар за даними повногеномної панелі Human Origins, дійшла висновку, що джерелом «морскього» генофонду кримських татар є саме ці греки). Друга хвиля — це частково нащадки середньовічних ромеїв, візантійців, що знайшли притулок у Криму після падіння Візантійської імперії 1453 року та ані мовою, ані вірою не були схожі на еллінів давнини. Саме греки другої хвилі відомі як кримські греки. Після османського завоювання південного узбережжя Криму 1475 року вони або прийняли іслам, влившись з часом в кримськотатарський етнос, або продовжували жити ізольованими християнськими громадами, поки в 1778 році не були виселені Суворовим до азовського регіону, де тепер відомі як маріупольські греки. Третя хвиля грецьких переселенців — це біженці з Османської імперії кінця XVIII — початку XIX століття — новогреки, які вороже ставилися до кримських татар та з яких росіяни створили Балаклавський батальйон, що брав участь у придушенні антиросійських повстань кримських татар під час анексії Кримського ханства. Втім, 1944 року під час проведення етніної чистки Криму вони, як і кримськи татари, були виселені з Криму. Сучасні греки, що мешкають в Криму, — це саме спадкоємці репатріантів третьої хвилі.

## Генетика
Огляд

Генофонд (Y-ДНК, передається тільки від батька до сина) кримських татар у цілому.

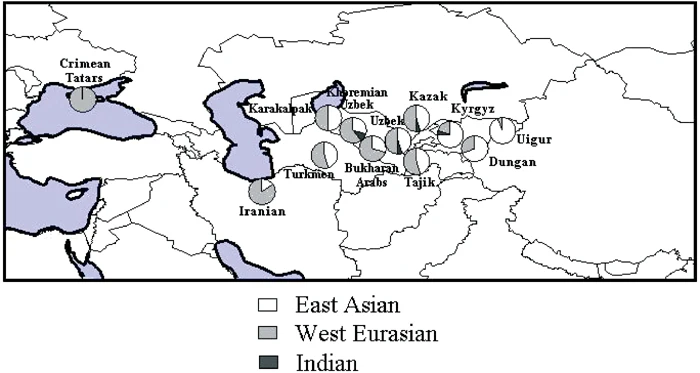
Предкові популяції кримських татар за мітохондріальними ДНК порівняно з середньоазіатськими народами [Comas et al., 2004].

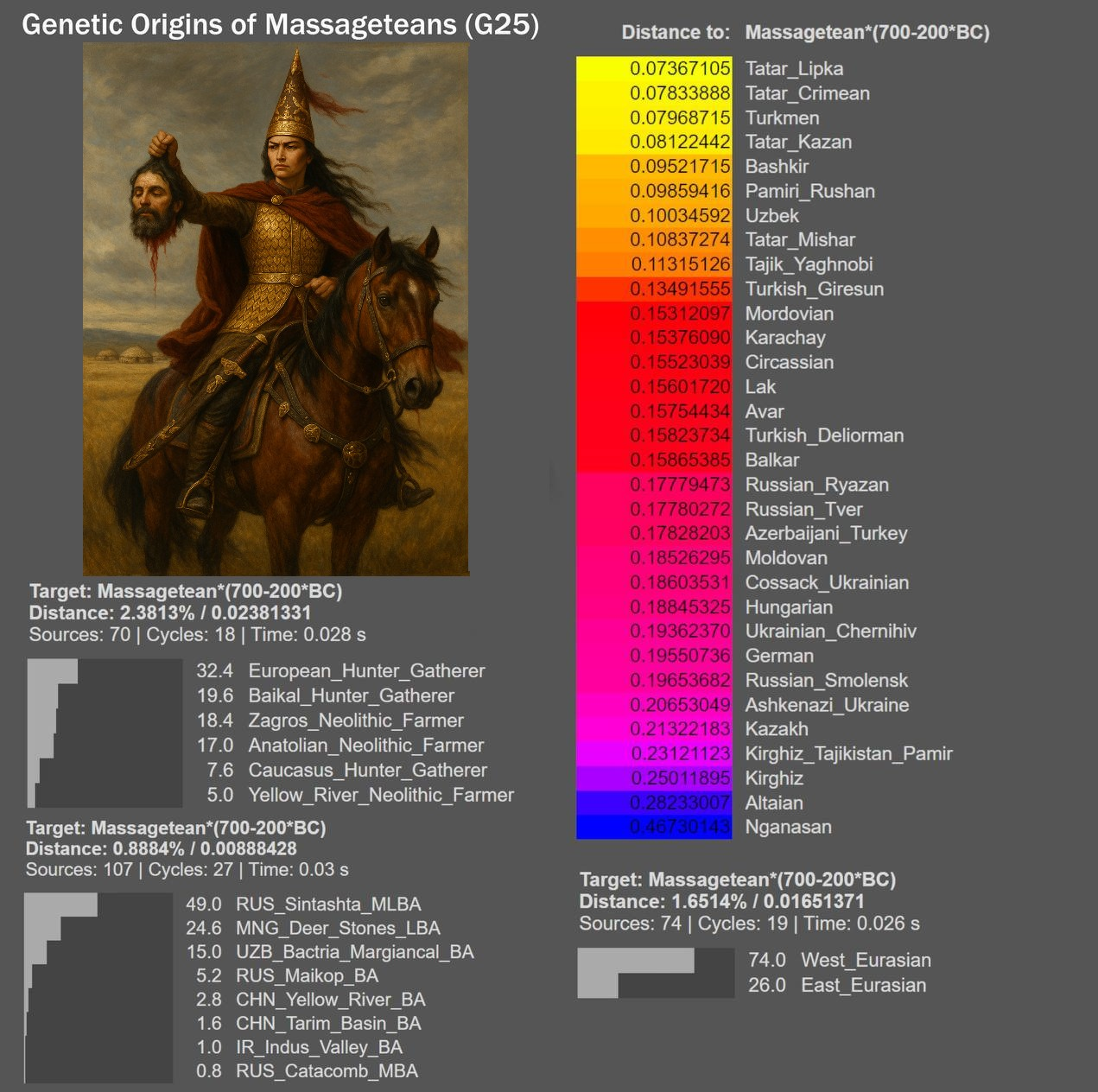
Генетичне походження масагетів та аутомосомні дистанції від них до сучасних народів. Найближчими до масагетів генетично виявилися татари-липки та кримські татари.

У етногенезі кримських татар взяли участь майже всі етнічні групи, які населяли Крим у різний час, що підтверджується генетичним дослідженням кримських татар та строкатістю їх генофонда. Згідно з дослідженням, етногенез кримців відбувався саме на півострові і вони генетично склалися з декількох шарів: кочівники, тисячоліттями прибуваючи до Криму та змішуючись з місцевим осілим населенням, у результаті сформували кримськотатарський народ. Результати геномних досліджень вказують на збереження в генофонді кримських татар як початкового компонента протягом понад 2,5 тисячі років, так і пізнього в північних степових районах Криму. Генофонд кримських татар Криму (дослідження не включало пропорціональну долю кримських татар Туреччини та Румунії, більшість з яких є нащадками степових та передгірних кримських татар) відрізняється широким спектром і відсутністю домінантної гаплогрупи. З частотою від 5 % зустрічаються такі гаплогрупи: R1a1a1 (~32 %, Z93 > Z2123; Z283:39), R1b-M343 (~9 %, лінія M73 типова для кримськотатарського роду Кипчак, ця гаплогрупа знайдена також серед чоловіків із сім'ї Чингіз-хана, проте гаплогрупа самого кагана досі достеменно невідома), J2-M172 (~14 %), G2a3b1-P303, E1b1b1-M35.1 — на їх частку сумарно припадає 67 % генетичного різноманіття кримських татар. Близько третини генофонду представлено більш рідкісними гаплогрупами (від 1 % до 5 %): I1, N1, G2a3a, I2a1, J1, C3, Q, L, O3, T1. Серед тюрків генетично найближчим народом до кримських татар є балкарці (генетична відстань d=0,13) — найвисокогірніший народ Кавказу, що веде своє походження від кавказьких аланів. Генетичні відстані між кримськими татарами та різними популяціями їхніх географічних сусідів — українців — значно варіюються від d=0,26 (що приблизно дорівнює відстані від кримських татар до ногаїв) до d=1,35.
Зв'язок із давніми популяціями

Генофонд кримських татар генетики умовно поділяють на «морський», властивий гірському та південнобережному субетносам, та «степовий» від кочовиків Великого Степу, властивий степовому субетносу. При цьому основним джерелом «морського» генофонду кримських татар є не пізні міграції греків із Візантійської імперії, а саме античні популяції з міст-полісів Східного Середземномор'я VII—V століть до нашої ери, що також підтверджується аналізом генофонду кримських татар за даними повногеномної панелі Human Origins.
«Пілотний» етап аналізу повних Y-хромосом, проведений А. Т. Агджоян у лабораторії геномної географії Інституту загальної генетики імені М. І. Вавілова у межах лише трьох гаплогруп — G1, N3 та R1b, — виявив зв'язки кримських татар з геномами індивідів із степів Євразії бронзового віку (ямної археологічної культури) та джерелами «європейських» (N3a3) та «азіатських» (N3a5) неолітичних варіантів гаплогрупи N3 у Північній Євразії. Ці дані можуть відображати як сліди скіфів і сарматів, так і більш давні зв'язки населення материкової Східної Європи та Кримського півострова. У роботі Агджоян виявлена генетична віддаленість популяцій кримських татар, кримських греків та караїмів від сусідніх росіян та українців, що свідчить про відсутність значущого генетичного потоку від слов'ян до генофонду автохтонних народів Криму, незважаючи на спільне проживання на півострові протягом двох століть. Так само генофонд кримських татар дуже відрізняється від генофонда монголів та інших популяцій Центральної Азії.
Найактуальніші генетичні дослідження не виявили зв'язку сучасних жителів Західної Європи з представниками ямної культури, оскільки останні належали до конкретної східної підгілки гаплогрупи R1b, яка була ідентифікована у сучасних зразках серед кримських татар. Отже, давні геноми ямної культури, опубліковані у (Haak et al. 2015; Mathieson et al. 2015), не належать до основної західноєвропейської гілки R-L51, але більшість із них належать до гілки R-GG400, яку виявлено серед кримських татар, тобто нащадки ямної по батьківській лінії все ще живуть у понтійському степу, а його стародавнє населення не було важливим джерелом родоводів по батьківській лінії для сучасних західноєвропейців.
Внесок східних популяцій. Вплив Золотої Орди

Татари-липки, які походять в основному з Криму та інших частин Золотої Орди та здебільшого є нащадками ординських царевичів, молодших ліній Чингізидів, мурз та простих татар-ординців, та кубанські ногаї (раніше — малі ногаї Кримського ханства, також використовувася етнонім кубанські татари), які значною мірою є нащадками народів степового поясу Євразії, мають дещо інший генофонд, ніж кримськи татари: серед татар-липок доля R1a сягає 48,6 %, серед кубанських ногаїв — 50 % (збільшення вибірки для повторної перевірки отриманих даних по кубанським ногаям показало ще більш значну частку неслов'янських «степових» ліній R1a, тоді як лінія R1a1a1g-M458 складає серед них 13 %). Таким чином, як серед кубанських ногаїв, так і серед татар-липок домінують «степові» лінії R1a-Z93 (Z2125), які в міру контактів з народами, серед яких вони жили, доповнилися гілками з гаплогруп G2, J2, R1b, а згодом R1a-Z282 і гаплогрупами східноазійського походження. Династія Ґераїв, згідно з дослідженнями сучасних представників династії, є носієм азіатської гілки гаплогрупи R1a (R1a-Z93):39, яка відсутня в генофонді монгольських народів, але надзвичайно поширена серед тюркських народів Східної Європи та Алтаю. Крім того, помірний внесок у генофонд степових кримських татар мають гаплогрупи, пов'язані із завоюваннями Чингізидів — С-M217 (клани Ширін:57, Джалаїр-Мангит:51), N-M231, Q-M242, O-M122 (клани Мансур-Мангит та Найман-Мангит:51—52), а також R-M478. Широкогеномні дослідження додатково показали збіг генофонду степових кримських татар із генетичними даними палео-ДНК східних скіфів та сучасних ногаїв.
Жіночі лінії (мтДНК)

Генофонд (мтДНК, передається тільки по материнській лінії) субетносів кримських татар, а також урумів і румеїв.

Структура мітохондріального генофонду кримських татар (гаплогруп, що передаються виключно по материнській лінії) варіюється в залежності від регіону: південнобережні кримські татари демонструють схожість з популяціями Східного Середземномор'я і Європи, з переважанням гаплогруп H, V, U5a, K і T2b, а також наявністю близькосхідних ліній (R0a, T2c, U3). Гірські кримські татари поділяють ці риси, але мають невеликий зсув до степових кримців, що проявляється наявністю східноазіатських гаплогруп (M9, D). Степовики відрізняються відносно високою часткою східноазіатських ліній (A, B, C, D, F і інші), які складають близько чверті їх мітохондріального генофонду, що зближує їх з популяціями Центральної Азії і Північного Кавказу. Унікальною особливістю степових кримських татар є підвищена частка гаплогрупи H (43 %), що є рідкістю для популяцій з подібним набором гаплогруп. Багатовимірний аналіз підтверджує, що по материнським лініям південнобережні і гірські кримські татари входять в середземноморський кластер разом з греками, італійцями, народами Сицилії і Сардинії, Кіпру і Криту, турками, болгарами, румунами (також наближаються до кластеру популяції Кавказу — адигейців, абхазів і черкесів, вірмен), що відображає значну близькість всіх європейських популяцій один до одного саме по материнських гаплогрупах. Степовиків включають в центральноазіатський кластер (у межах нього вони близькі до більш західних тюркських груп).

## Історія

### Кримське ханство

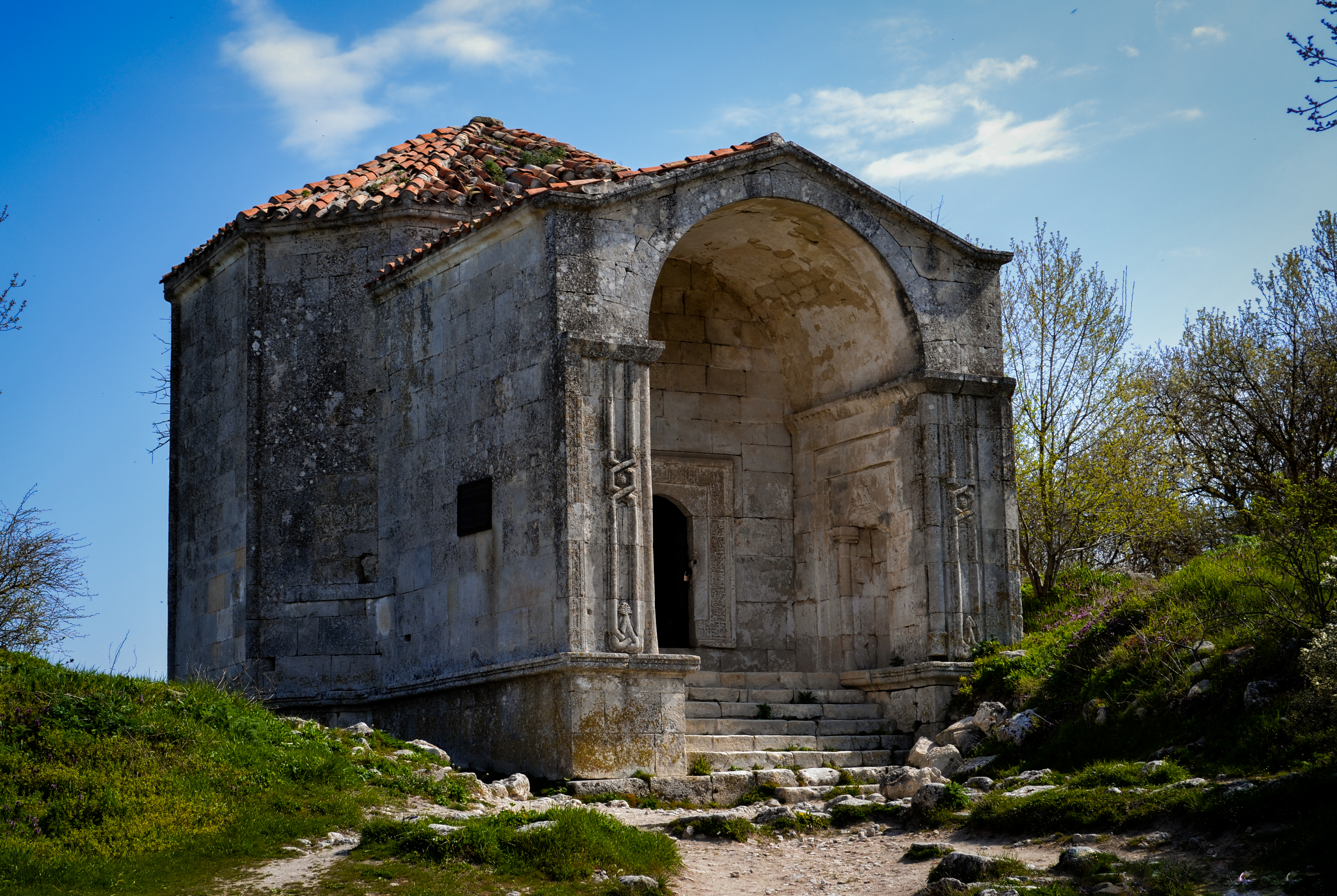
Дюрбе Джаніке-ханим у Кирк Орі.

На початку XIII століття Темуджин з роду Кият-Борджигін, підкоривши Великий Степ, завоював практично всю Азію та значну частину Європи, встановив контроль над Великим шовковим шляхом та створив найбільшу континентальну імперію в історії, за що отримав почесний титул Чингіз Хан (від палаталізованої форми тюрк. tengiz — море). Незабаром імперія Чингісхана, згідно з його завітом, була поділена на кілька улусів — держав — між його синами. Крим (як і руські князівства), більша частина населення якого вже складалася з тюрків, опинився у складі Улуса Джучі — старшого сина Чингісхана. У середині XV століття внаслідок пандемії чуми (відома як «Чорна смерть»), тривалої серії усобиць, навали Тамерлана розпався і Улус Джучі. Вже с початку XV століття в Криму з'явилися тенденції до сепаратизму. Фактичну незалежність Криму від Золотої Орди можна відраховувати з початку правління на півострові Джаніке, дочки хана Золотої Орди Тохтамиша і дружини засновника Ногайської Орди Едігея. Під час свого правління вона всіляко підтримувала Хаджі Ґерая у боротьбі за кримський престол зі спадкоємцями Тохтамиша — Саїд Ахмадом та Кічі-Мухаммедом — аж до своєї смерті в 1437 році. Існує версія, згідно з якою Хаджі I Герай був однією людиною з Девлетом-Берді — могутнім ханом Золотої Орди (річ у тому, що хани Золотої Орди після прийняття ісламу в державі носили два імені: одне мусульманське, інше національне тюркське), тобто і сам Хаджі міг бути нащадком Тохтамиша — племінником Джаніке. Після смерті Джаніке положення Хаджі Ґерая в Криму ослабло, і він був змушений виїхати з Криму до Литви.

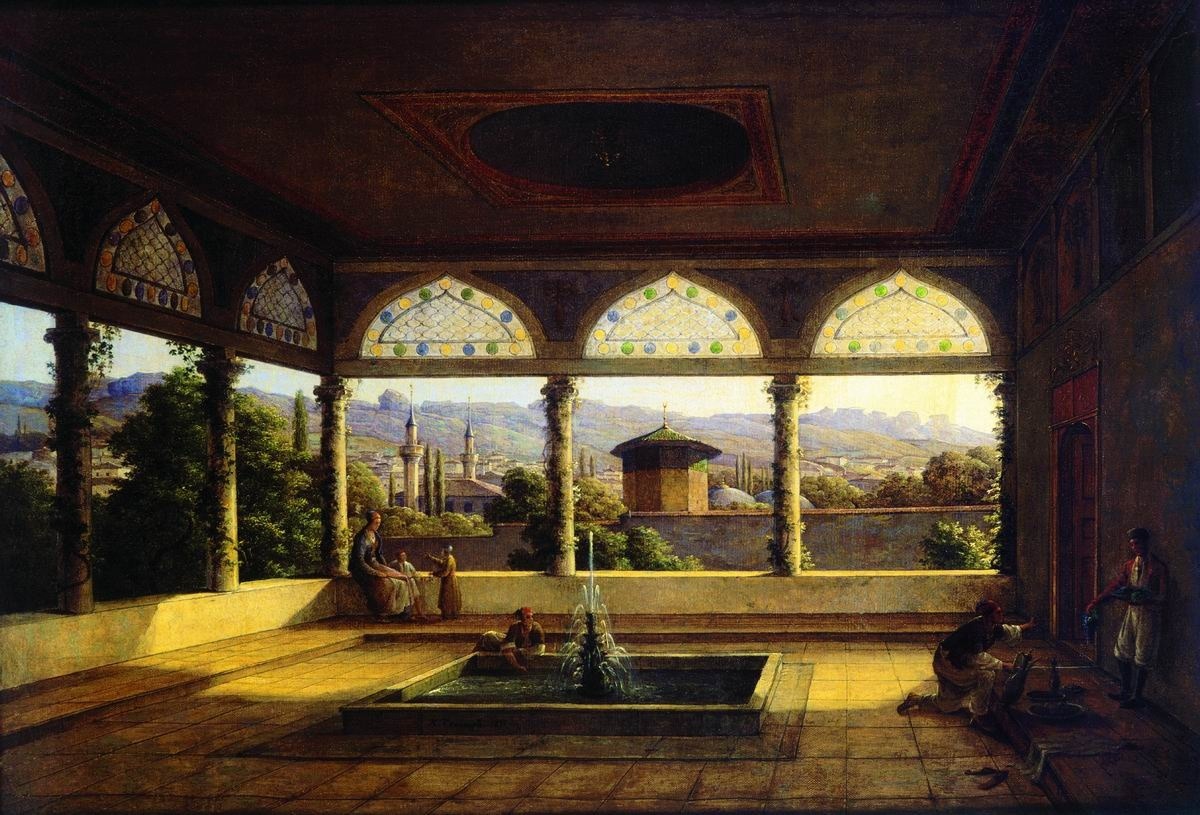
Вид Бахчисарайського палацу, альтанка Селямет Герая

У 1441 році посольство від представників кількох найсильніших родів Криму, включаючи золотоординські клани Ширін, Барин і куманський клан — Кипчак, вирушило в Велике князівство Литовське, щоб запросити Хаджі Ґерая правити в Криму. Він став засновником династії Ґераїв, що правила до анексії Кримського ханства Росією в 1783 році. Остаточно процес формування кримськотатарського народу завершився в період Кримського ханства. Жителі Криму в основному прийняли іслам в XIV столітті, і після цього Крим став одним з центрів ісламської цивілізації в Східній Європі. Під час правління Менґлі I Ґерая, сина Хаджі, військо Великої Орди, яка тоді ще існувала, вторглося в Крим з півночі, кримський хан виграв генеральну битву, наздогнавши військо ординського хана біля Тахт-Лії, Орда припинила своє існування, і кримський хан став наступником цієї держави. Відтоді Кримське ханство стало однією з найсильніших держав Східної Європи аж до початку XVIII століття. Вважається, що ханство офіційно стало васалом від Османської імперії з великою автономією після 1580, звертаючи увагу на те, що оскільки Кримське ханство — мусульманська сунітська держава, кримські хани були змушені визнати халіфа — спадкоємця пророка Мухаммеда і голову всіх мусульман-сунітів, ким оголосили себе султани Османської імперії після завоювання Каїра, як верховний правитель. Водночас ногайські орди, не маючи власного хана, були васалами кримського. Московія, своєю чергою, виплачувала щорічну данину кримському хану до укладення Константинопольского договору 1700 року.

Мапа Кримського ханства та сусідніх держав станом на початок XVII століття.

1711 року, коли Петро I вирушив у похід з усім своїм військоми (80 000 осіб), щоб отримати вихід до Чорного моря, його оточило військ кримського хана Девлет II Ґерая, й він опинився у безвихідному становищі. І тільки зрада османського візира Балтаджи Мехмет-паши дозволила Петру вийти з оточення кримських татар. Як повідомляє історик з роду Ґераїв Халім Ґерай, Девлет II Ґерай спробував оскаржити таке рішення візира, відповідь останнього була така: «Ви знайте свої татарські справи. Справи Блискучої Порти довірені мені. Ви не маєте права втручатися в них». Наступного дня в турецький табір прибув Карл XII, накинувся на візира з гнівними докорами і звинуваченнями в продажності. Шведський король переконував Мехмед-пашу дати йому 30 тисяч солдатів і клявся, що до вечора призведе Петра «з мотузкою на шиї», але Прутський мир було укладено, і через 10 років Росія оголосила себе імперією. 1735 року кримський хан Каплан I Ґерай був викликаний турецьким султаном Ахмедом III в Персію. Розуміючи, що Росія зможе скористатися відсутністю військ у Криму, Каплан Ґерай написав султану подумати двічі, але султан був наполегливим. Як і очікував Каплан-Гірей, 1735 року російська армія, очолювана Мініхом, вторглася в Крим, спустошила півострів, вбила мирних жителів і зруйнувала всі міста, зайняв столицю, Бахчисарай, і спалив Ханський палац разом з усіма архівами і документами, а потім покинула Крим через епідемії, що почалася в ньому. Через рік те ж саме зробив інший російський генерал — Петро Ласі. Відтоді Кримське ханство так і не змогло відновитися, почався його повільний занепад. Російсько-турецька війна 1768—1774 років призвела до поразки османів, і згідно з Кючук-Кайнарджійським мирним договіром, підписаним після війни, Крим визнавався повністю незалежним та ні Росія, ні Туреччина не мали права втручатися в справи ханства. Після періоду політичних хвилювань у Криму Російська імперія порушила договір і анексувала Кримське ханство в 1783 році.
Кримське ханство часто брало участь у конфліктах на боці тієї чи іншої держави або саме було стороною військового конфлікту. У таких випадках кримськотатарська армія брала участь у походах на чолі з ханом. Одним з відомих є похід 1571 року, який закінчився взяттям Москви, при цьому сам Іван IV Грозний втік з міста і не з'явився після підпалу передмістя Москви, тому було вирішено спалити і всю Москву, хоча вважається можливим, що вогонь сам перекинувся з посадів на інші дерев'яні будівлі Москви, тим більше що в самому Кремлі розташовувалася ставка кримського хана, а біля нього — посольство. Причиною цього походу було оголошення Іваном IV себе царем, захоплення Москвою Казані і Астрахані, а також набіг московитів під керівництвом Данила Адашева на Крим. При цьому були і так звані набіги, які здійснювалися з ініціативи окремих мурз і часто закінчувалися захопленням бранців. Російський історик В. Д. Смірнов пише, що «справедливість вимагає не забувати взаємності образ»: набіги (плюндрування) козаків на Кримське ханство нічим не поступалися набігам (чапулам) кримських татар і ногаїв. Рабство в Криму, судячи з основної маси кримських джерел, практично повністю зникло вже в XVII столітті, тоді як в Росії кріпосне право існувало до 1861 року, і більшість населення були кріпаками. Необхідно також враховувати, що на історичну науку про кримських татар сильно вплинули російські історики, які переписали історію Кримського ханства для виправдання анексії Криму в 1783 році, і особливо потім радянські історики, що спотворили історію Криму для виправдання геноциду кримських татар в 1944 році.
Доба Кримського Ханства — це період розквіту кримськотатарської культури, мистецтва, архітектури та літератури, у тому числі історіографії. Класик кримськотатарської поезії того часу — Ашик Умер. Серед інших поетів особливо відомі Махмуд Киримли та хан Гази II Ґерай. Після анексії Кримського ханства багато архітектурних пам'яток і міст було зруйновано Росією, одна з відомих архітектурних пам'яток тієї епохи, що частково збереглися, — це Ханський палац у Бахчисараї.

### Гетьманщина
Як вважають дослідники, декілька визначних козацьких діячів мали кримськотатарське походження. Серед них, наприклад, Тарас Трясило та сподвижники Богдана Хмельницького Филон Джалалій та Іван Шангірей.

### Російська імперія

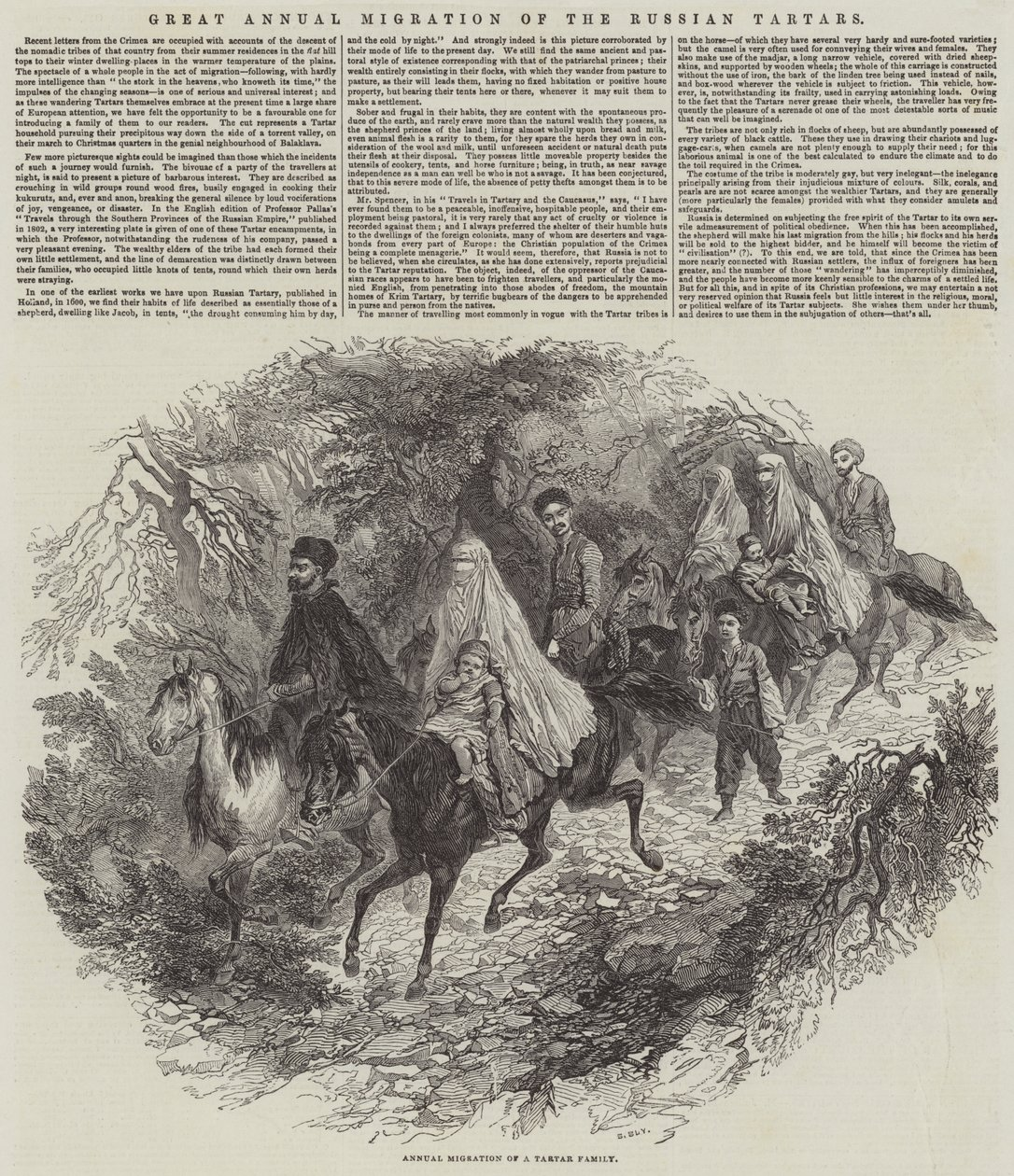
Нотатка в англійській газеті про щорічну еміграцію кримських татар із Криму та пропаганду Росії проти кримських татар.

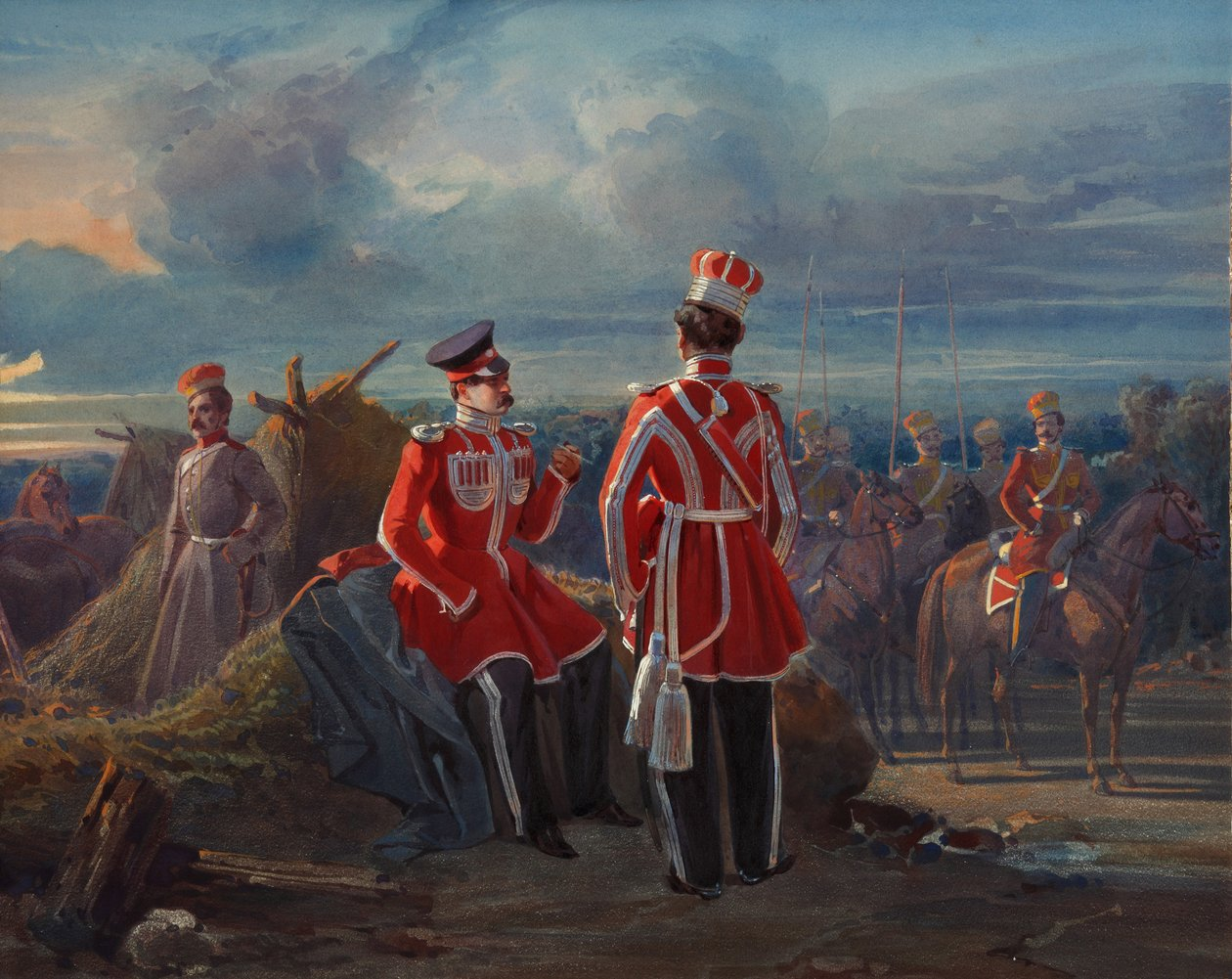
Кримськотатарський лейбгвардейський ескадрон Російської Імперії, 1850

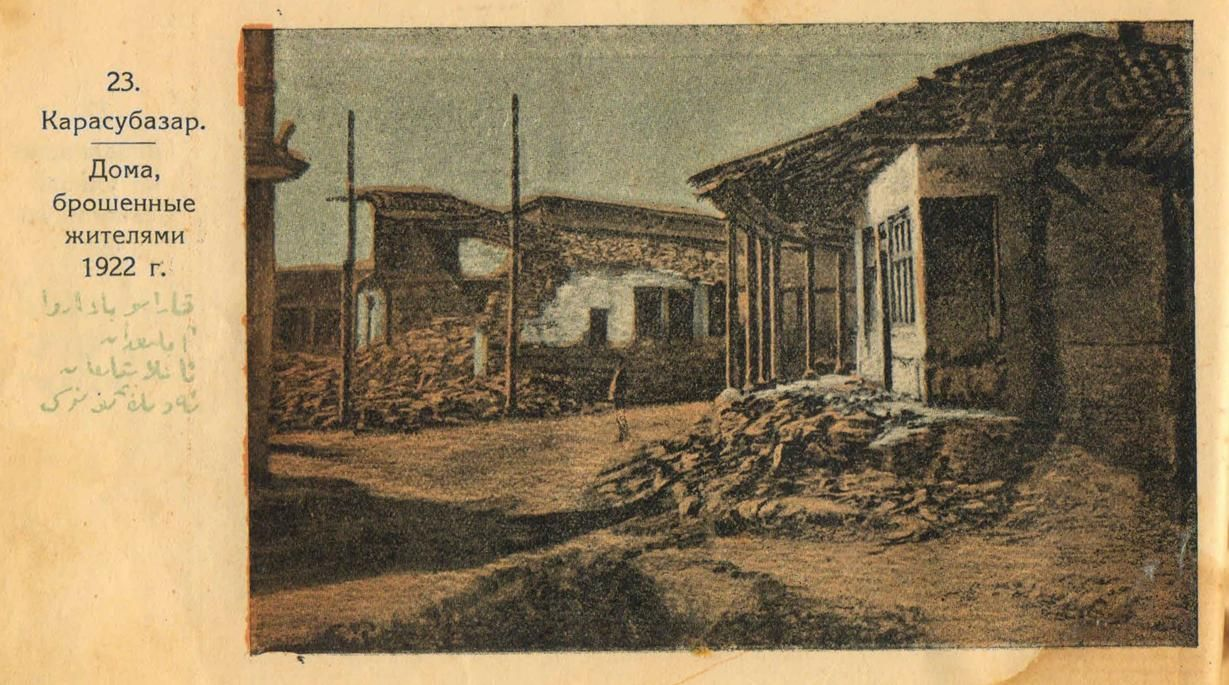
Покинуті будинки в Карасубазарі

Російсько-турецька війна (1768—1774) призвела до поразки османів від росіян, і згідно з підписаним після війни Кючук-Кайнарджійським мирним договіром Крим був визнаний незалежним як від Османської імперії, так і від Російської. Після періоду політичних хвилювань у Криму Росія порушила договір і 1783 року анексувала Кримське ханство. 
Після анексії розпочалася перша хвиля масового виїзду з Криму кримських татар, насамперед династія Гіреїв, їх почт, знать, що не прийняла російське панування, їх родини та слуги. Разом з тим 17 листопада 1784 року відбулися збори знатних беїв і мурз Криму в Бахчисараї під головуванням муфтія Мусаллаф-ефенді, який разом з кадіаскером Сеїт Мегмет-ефенді домігся рішення про підтримку про приєднання Криму до Російської імперії. Муфтій першим поставив свій підпис під вітанням на адресу російської імператриці Катерини II, що планувала прибути на півострів. Згодом муфтій та кадіаскер привели до присяги імператриці беїв з родів Мансур і Ширін та іншої кримськотатарської знаті. Було створено «Кримський уряд», що представляв кримськотатарську знать та повинен був допомагати цивільному правителю Таврійської області Василю Каховському і генерал-губернатору Григорію Потьомкіну. Очолив цей «уряд» Мегметша-бей, мурза Ширін. 1784 року створено кримськотатарське військо.
1806 року адмірал Іван Траверсе пропонував депортувати усіх кримських татар з Криму у внутрішні губернії Російської імперії. Натомість степові райони Криму Траверсе планував заселити молдованами і болгарами, у південне узбережжя Криму — російськими відставними солдатами. Лише завдяки рішучій протидії новоросійського генерал-губернатора Армана Рішельє цей план не було схвалено. Зрештою кримські татари не намагалися повстати навіть коли османський флот підійшов до кримського узбережжя у 1810 році. 
12 березня 1807 року за ініціативи Кай-бея Балатукова і Ахмет-бея Хункалова було сформовано чотири кінних полки п'ятисотенного складу (Сімферопольський, Перекопський, Євпаторійський і Феодосійський). Вони брали участь у війні 1812 року і війні шостої коаліції, відзначившись при захоплення Данцигу і Парижу. 1817 року полки було розформовано.
Прагнучи інтегрувати кримськотатарське населення, його звільняли від рекрутської повинності (до 1871 р.), а землі мусульманського священства (вакуфи) звільнялись від податків. Кримськотатарська знать, беї та мурзи, отримала звання дворянства. Підтверджувалась особиста свобода кримських татар, вони не знали кріпосного права. Проте абсолютно вільними назвати їх теж було не можна. За умовами земельної реформи визнавалось лише дві форми власності на землю: державна та приватна (так, як було у всій імперії), тоді як у Кримському ханстві існувало 10 режимів власності на землю. У більшості випадків у простих селян відбирали землю. Земля ж кримськотатарської знатті, якій дарували дворянство, залишилась за нею. Отже, безземельні кримськотатарські селяни потрапляли в залежність до дворян-землевласників, у яких вони або влаштовувались працівниками, або брали землю в оренду. Було конфісковано увесь ханський домен, що став частиною державних (казенних) земель. До цього фонду увійшли також колишні турецькі володіння на південному узбережжі та в горах, що перейшли у розпорядження хана Шагін-Гірея після Кучук-Кайнарджійського договору. До скарбниці відходили так звані «порожні землі» беїв і мурз, що емігрували з Криму, а також кочового населення степової частини півострова.
Земельна реформа була одним із чинників широкої еміграції кримських татар. Поміщики, що прибули до Криму замість того, щоб займатися заселенням отриманих безкоштовно «пустопорожніх» земель, активізацією сільськогосподарського виробництва або ж розвитком різних фабрик, мануфактур, почали привласнювати землі, що обробляються кримськотатарськими селянами, і боротися за привілеї, якими раніше не було. У деяких випадках вони намагалися звичну для більшості російських губерній «внутрішньоколоніальну» практику щодо поміщицьких селян перенести на нові території, застосувати її на особисто вільному кримському населенні. 
У 1827 році з кримських татар, які переважно мали бойові відзнаки, було сформовано ескадрон, найменований 20 липня лейб-гвардії Кримсько-Татарським, який було зараховано до лейб-гвардії Козачого полку. 26 липня його офіцерам надали права старої гвардії. 1863 року ексадрон перетворено на кримськотатарську команду у складі імператорського конвою (особистої охорони імператора та його родини).
Під час Кримської війни кримські татари Євпаторійського та Ялтинського повіті загалом перейшли на бік османо-англо-французьких військ, сподіваючись скинути ярмо Російської імперії. Тому після завершення війни, побоюючись репресій вони вимушено емігрували до Османської імперії. Виїхало близько 70 тис. осіб. При цьому кримськотатарська знать загалом залишилася вірною Росії. Надалі аграрна реформа 1861—1862 років призвела до виїзду 131 тис. осіб, подальша політика царизму та Російсько-турецька війна (1877—1878) викликали нові хвилі еміграції кримських татар. Із загального більш ніж 300 тисячного кримськотатарського населення Таврійської губернії станом на кінець XIX століття емігрувало близько 200 тисяч кримських татар.
Незважаючи на заходи генерал-губернатора П. Коцебу наприкінці XIX століття у Криму мешкало менш як 200 тис. кримських татар, що становило близько чверті всього кримського населення. Багато кримських татар загинуло в процесі еміграції, у тому числі й ті, хто потонув під час перетину Чорного моря.
Всього з 1783 року до початку ХХ століття Крим покинуло не менше 800 тисяч кримських татар. Сьогодні їхні нащадки утворюють кримськотатарську діаспору в Болгарії, Румунії та Туреччині.
Французький сходознавець О. А. Беннігсен писав: «характерною особливістю історії кримських татар стала повальна міграція тисяч і тисяч жителів Криму, що зазвичай відбувалася за жахливих умов і закінчувалася значними втратами». За зауваженням історика-сходознавця Е. С. Кульпіна, землі колишнього ханства залишали найбільш активні і всебічно розвинені представники народу, що означало значні культурні та економічні втрати для Криму.

#### Ісмаїл Ґаспринський. Кримськотатарське відродження

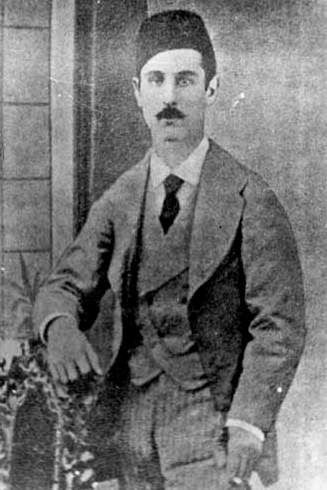
Ісмаїл Ґаспринський під час навчання у Сорбонні (Паризькому університеті), 1872 рік.

Після масової вимушеної багатоетапної еміграції, що тривала все XIX століття, у Криму залишилася лише невелика частина кримськотатарського народу, здебільшого політично та економічно не розвинена та географічно поділена на три субетноси. Практично самотужки Ісмаїл Ґаспринський (1851—1914) зупинив сторічний період занепаду кримськотатарського народу після анексії 1783 року і почав відродження національної культури кримських татар. На думку Е. С. Кульпіна, «він показав, що одна людина, яка не має жодних владних повноважень, не використовує жодного насильства — ні фізичного, ні інтелектуального, — але цілеспрямовано і чесно діє на благо народу, здатна змінити долю цілого народу за короткий термін свого життя». Ґаспринський доклав великих зусиль, спрямованих на відродження та виживання кримськотатарського народу. Він фактично створив нову літературну кримськотатарську мову, почав видавати першу кримськотатарську газету «Терджиман» («Перекладач»), яка незабаром стала відомою далеко за межами Криму, розробив нову методику шкільної освіти, завдяки чому сформувалася нова генерація кримськотатарської інтелігенції.

### Громадянська війна

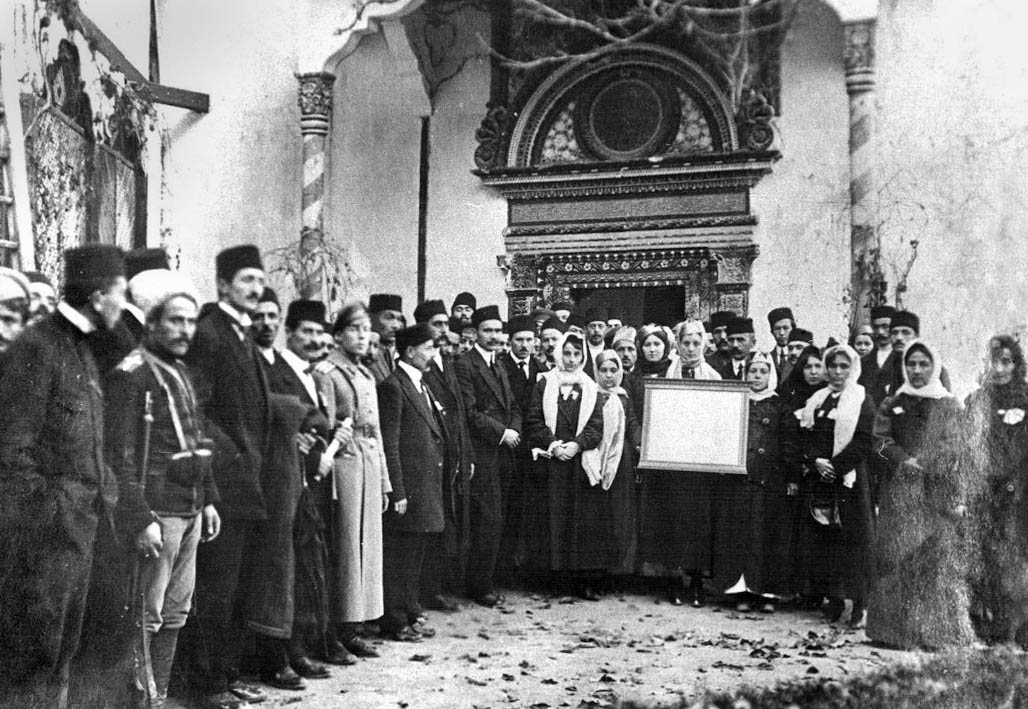
Перший Курултай кримських татар в 1917 році

Дуже важкі наслідки для кримських татар мала Громадянська війна в Росії. 1917 року, після Лютневої революції, був скликаний перший Курултай (з'їзд) кримськотатарського народу, що проголосив курс на створення незалежної багатонаціональної Кримської демократичної республіки. Гаслом голови першого Курултаю, національного лідера, якого найбільше шанують кримські татари, Номана Челебіджіхана були слова: «Крим — для всіх кримчан». Номана Челебіджіхана більшовики розстріляли 23 лютого 1918 року, а інтереси кримських татар протягом війни не турбували ані «білих», ані «червоних». Згодом в Криму була встановлена радянська влада.

### Радянська влада
1921 року було створено Кримську АРСР у складі РРФСР. Державними мовами цієї республіки визнавалася російська та кримськотатарська, корінними народами  — кримські татари та караїми, а її керівництво складалося переважно з кримських татар. З вини радянської влади, яка вивозила хліб з Криму в інші регіони країни, у Криму почався голод (1921—1923), унаслідок якого померло щонайменше 76 000 кримських татар (близько 70 % від загального числа загиблих), що стало катастрофою для нечисленного народу. 1928 року відбулася перша хвиля репресій проти кримськотатарської інтелигенції, зокрема, голова Кримської АРСР Велі Ібраїмов був страчений по сфабрикованій справі. У 1938 році розпочалася друга хвиля репресій проти кримськотатарської інтелігенції, під час якої було вбито багато кримськотатарських письменників, учених, мовознавців, поетів, політиків, викладачів (Асан Сабрі Айвазов, Усеїн Боданінський, Сеїтджеліль Хаттатов, Ілляс Тархан, Осман Акчокракли, Абдулла Лятиф-заде, Якуб Азізов, Бекір Чобанзаде та багато інших — активна кримськотатарська інтелігенція, що сформувалася здебільшого внаслідок просвітницької роботи Ісмаїла Ґаспринського після столітнього занепаду, була знову знищена).

#### Депортація та геноцид

Графік, що показує динаміку національного складу населення Криму за роками, внаслідок російської анексії Кримського ханства, геноциду корінного народу та заселення на його землі російських колоністів.

Ластівка, що пролітає над Кримом, — один із символів депортації кримських татар

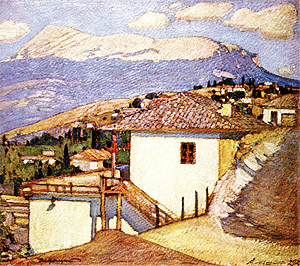
Кримськотатарська хата в Алушті, Василь Кричевський, 1923

18 травня 1944 року — день початку депортації, коли жінок, дітей, інвалідів війни та людей похилого віку зігнали до товарних вагонів та, ущент заповнивши їх переселенцями, відправили за кілька тисяч кілометрів від рідної домівки, — є днем трауру (крим. Matem künü) в історії кримськотатарського народу і днем пам'яті в Україні. Сталін прагнув знищити всі сліди присутності кримських татар, заборонив етнонім кримські татари, і більше ніж 40 років у переписах населення СРСР (1959, 1970, 1979 років) згадки про кримських татар були заборонені.
Офіційною «причиною» депортації стало огульне звинувачення всього кримськотатарського народу в нібито масовому співробітництві з нацистською Німеччиною під час Другої світової війни, тому дії сталінської влади щодо насильницького виселення кримських татар із Криму були цілком злочинними, адже жоден народ, за всіма міжнародно-правовими нормами, не може і не повинен бути відповідальним та підлягати покаранню за дії, скоєні окремими його представниками. При цьому Внесок кримських татар в участь у війні на боці Радянського Союзу спеціально применшувався радянськими істориками, хоча кримські татари як приєднувалися до партизанських загонів, що билися в кримських лісах, так і воювали в лавах Червоної Армії на фронті. Згідно з офіційними джерелами, 20 тисяч кримських татар воювало в лавах Червоної Армії, а згідно з неофіційними кримськотатарськими, — понад 50 тисяч.
У радянських джерелах стверджується про нібито «поголовну» співпрацю кримських татар — 20 000 осіб. Ці «дані» спростовуються аналізом змісту нагородних листів, який показує, що з 1941 по 1945 роки 21 військовослужбовець з-поміж кримських татар був 25 разів представлений до звання Герой Радянського Союзу. З них 4 людини були представлені по два рази. До звання двічі Героя Радянського Союзу був представлений і відзначений один — кримськотатарський льотчик-ас Амет-Хан Султан. Серед мешканців Криму інших національностей двічі представлених до звання Герой Радянського Союзу немає, як і немає представлених і нагороджених цим званням. Підполковник Абілов Фетіслям і майор Джафер Осман Топчі під час війни по два рази представлялися до звання Герой Радянського Союзу, проте жодного разу не удостоїлися цього звання. Справедливість щодо Абілова Фетісляма відновлено тільки 1990 року — після визнання депортації кримських татар злочином: він був удостоєний звання Герой Радянського Союзу. Слід також врахувати, що із загального числа призваних на фронт з Кримської АРСР, кримські татари офіційно становили лише 15 %. З 25 документально підтверджених представлень кримських татар до звання Героя у 18 випадках (75 %) вищу нагороду замінили орденом.
Після депортації почалося перейменування історичних кримськотатарських та давньогрецьких назв сіл, районів, міст: всього перейменовано близько 1300 населених пунктів Криму (приблизно 90 % від усіх топонімів). 1945 року скасовано національно-територіальну автономію кримських татар — Кримську АРСР, а на її місці утворено Кримську область, куди почалося масове організоване переселення слов'янського населення (в основному з РРФСР: Воронезької, Курської, Орловської і Білгородської областей, а також з УРСР і БРСР). Був розгорнутий процес по спотворенню історії Криму. Основні радянські історики, які були включені в процес переписування історії Криму, — Надінський, Павленко, Шульц, Веймарн і ще декілька. Партія, яка бажала виправдати не тільки депортацію 1944 року, а й анексію 1783 вимагала проводити всі дослідження з історії Криму «в нерозривній єдності з історією всіх радянських народів, перш за все великого російського народу». Іншими словами, кожен історик у будь-якому дослідженні повинен був доводити, що Крим є «історичною батьківщиною» російського народу. А оскільки матеріальних доказів цьому практично не було, вченим доводилося всіляко винаходити «докази».
Новий радянський керівник Микита Хрущов узяв курс на десталінізацію. Однак вона не торкнулася кримських татар, оскільки директива, яка забороняла їхнє повернення, скасована не була. Кримські татари, на відміну від інших депортованих народів, були вимушені залишатися в Центральній Азії упродовж кількох десятиліть. Почався потужний національний рух кримських татар за повернення до Криму, підтриманий радянськими дисидентами і за кордоном, саме тому 1989 року Верховна Рада СРСР засудила депортацію і визнала її незаконною та злочинною; 14 листопада того ж року регіональний парламент Криму прийняв аналогічне рішення.
Верховна Рада України своєю постановою від 12 листопада 2015 року визнала депортацію кримських татар 1944 року геноцидом і проголосила 18 травня Днем пам'яті жертв геноциду кримськотатарського народу.

#### Повернення

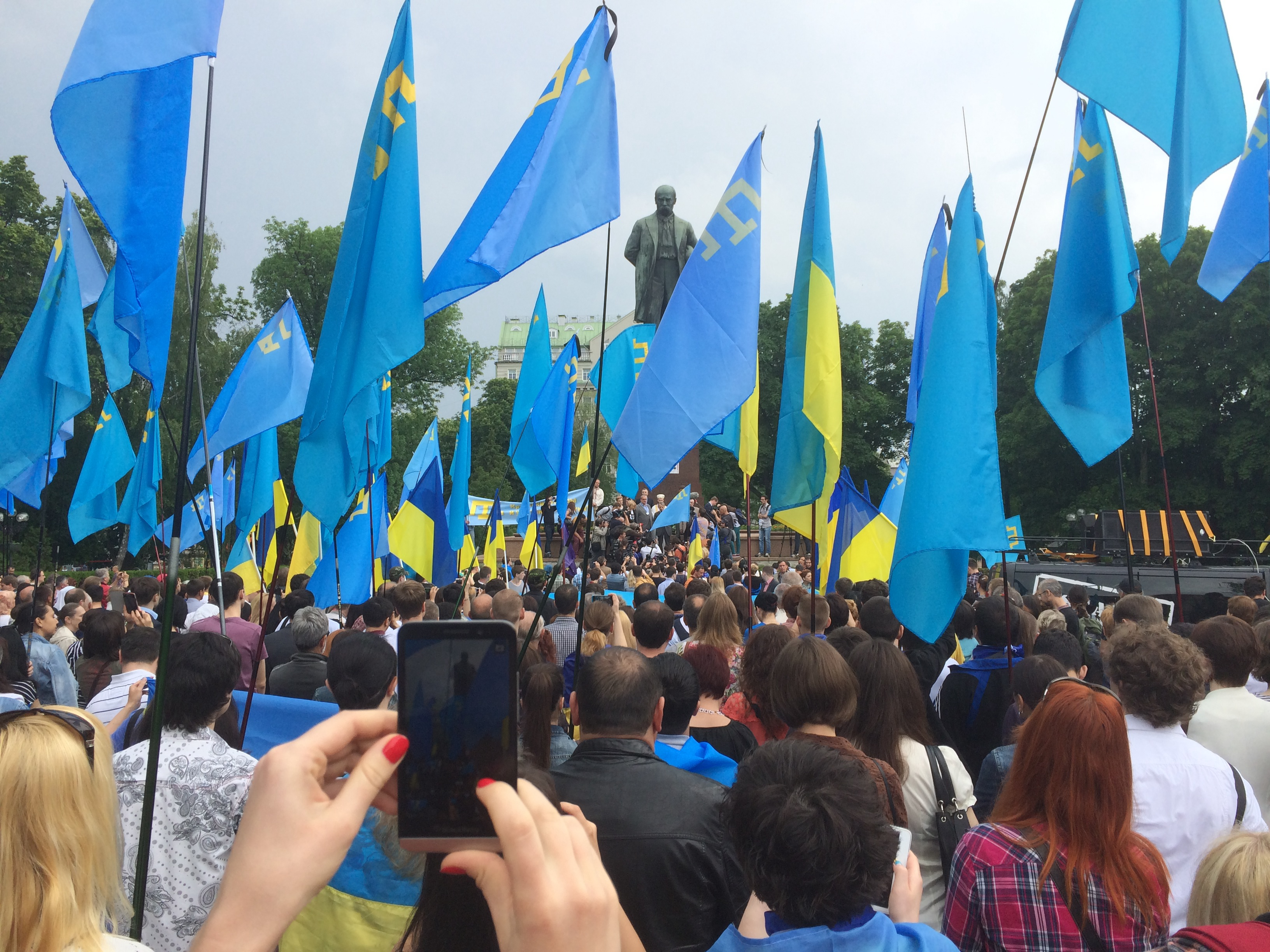
Мітинг присвячений депортації кримських татар у Києві. 18 травня 2014 року

На відміну від інших народів, депортованих 1944 року і повернених на батьківщину після XX з'їзду КПРС 1956 року кримським татарам було заборонено переїздити до Криму до 1989 року. З 1960-х років у місцях, де жили депортовані кримські татари в Узбецькій РСР, зародився та почав набирати силу національний рух за право повернення народу до Криму. Активну боротьбу за право повернення кримських татар вели Мустафа Джемілєв, Юрій Османов, Петро Григоренко та багато інших.
Масове повернення почалося 1989 року, і станом на 2013 рік у Криму жило близько 270 тис. кримських татар, що становило 13 % від загального населення. Найголовнішими проблемами кримських татар були масове безробіття (рівень якого серед кримських татар набагато вищий, ніж середній рівень по Криму), проблеми з землею та розвитком інфраструктури, відбудованої з часу репатріації, кримськотатарських селищ.
| Населення Криму    | Поч. 18 ст. | 1760—1770 | 1795  | 1816  | 1835  | 1850  | 1858  | 1864  | 1897  | 1917  | 1920  | 1926  | 1934 | 1937  | 1939    | 1959    | 1979    | 1989    | 2001      |
| ------------------ | ----------- | --------- | ----- | ----- | ----- | ----- | ----- | ----- | ----- | ----- | ----- | ----- | ---- | ----- | ------- | ------- | ------- | ------- | --------- |
| Загалом, тис.      | 467         | 454,7     | 156,4 | 212,6 | 279,4 | 343,5 | 331,3 | 198,7 | 546,7 | 749,8 | 718,9 | 713,8 | 832  | 996,8 | 1 123,8 | 1 201,5 | 2 135,9 | 2 430,5 | 2 024,056 |
| Кримські татари, % | 95,1        | 92,6      | 87,6  | 85,9  | 83,5  | 77,8  | 73    | 50,3  | 35,6  | 28,7  | 26    | 25,1  | 23,8 | 20,7  | 19,4    | -       | 0,7     | 1,6     | 12,1      |
| Росіяни, %         | -           | -         | 4,3   | 4,8   | 4,4   | 6,6   | 12,6  | 28,5  | 33,1  | 41,2  | 44,1  | 42,2  | 44   | 47,7  | 49,6    | 71,4    | 68,4    | 67,1    | 58,3      |
| Українці, %        | -           | -         | 1,3   | 3,7   | 3,1   | 7     | 4     | -     | 11,8  | 8,6   | 7,4   | 10,9  | 10,9 | 12,9  | 13,7    | 22,3    | 25,6    | 25,8    | 24,3      |

### Кримські татари після розпаду СРСР
У 1991 році було скликано другий Курултай і створено систему національного самоврядування кримських татар. Кожні п'ять років проходять вибори нового Курултаю (національного парламенту), в яких бере участь усе доросле кримськотатарське населення. Курултай формує виконавчий орган — Меджліс кримськотатарського народу (щось на кшталт національного уряду). Протягом усього часу існування головою Меджлісу був Мустафа Джемілєв. З листопада 2013 року головою Меджлісу є Рефат Чубаров. Тоді ж було затверджено нову структуру Меджлісу, згідно з якою введено 5 посад заступників голови Меджлісу кримськотатарського народу. Їх посіли: Айдер Аджимамбетов, Наріман Джелялов, Аслан Омєр Киримли, Заур Смірнов, Ахтем Чийгоз.
Кримські татари послідовно виступали за територіальну цілісність України на противагу проросійському сепаратистському рухові в Криму. Незважаючи на це, у березні 2014 року Росія анексувала Крим, а кримськотатарським лідерам М. Джемільову та Р. Чубарову заборонила в'їзд до Криму. Кримські татари заявляють про невизнання російської окупації Криму.

### Російсько-українська війна
Після анексії Криму у 2014 році кримські татари стали однією з найбільш репресованих груп на півострові. Росія здійснює системні переслідування, арешти та ув'язнення кримських татар, звинувачуючи їх у "тероризмі" та "екстремізмі". Це призводить до вимушеного переселення значної частини кримськотатарського населення на материкову Україну.

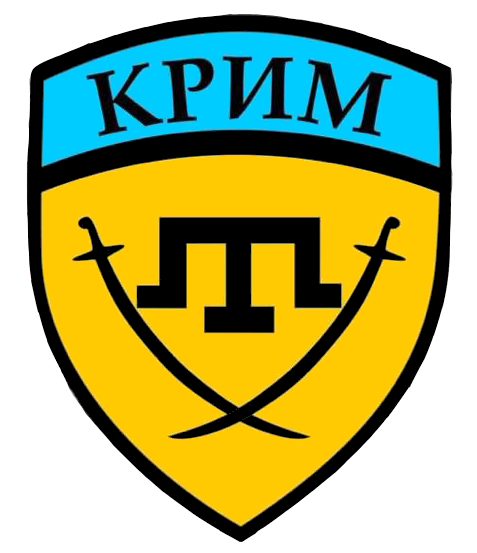
Емблема добровольчого спецпідрозділу «Крим»

З 2014 року в Україні було сформовано кілька добровольчих батальйонів, що складаються переважно з кримських татар, або мають значну їхню частку: 
- Добровольчий батальйон «Крим»: Створений у червні 2014 року. Спочатку діяв у структурі МВС України, а потім як рота (сотня) полку міліції особливого призначення «Дніпро-1». Брав участь в АТО на сході України, зокрема в боях за Савур-Могилу та Іловайськ. Після повномасштабного вторгнення Росії у 2022 році, батальйон продовжив свою діяльність, а деякі його елементи приєдналися до Міжнародного легіону територіальної оборони України. Очолює батальйон Іса Акаєв (Наріман Білялов).[255]

Емблема батальйону імені Номана Челебіджихана

- Емблема батальйону імені Номана Челебіджихана48-й окремий штурмовий батальйон імені Номана Челебіджіхана: Цей підрозділ, хоча й названий на честь видатного кримськотатарського політичного діяча і має багато офіцерів та рядових кримських татар, не є моноетнічним. Він був сформований у 2016 році з добровольців, які виступали проти анексії Криму, і відродився у лютому 2022 року після повномасштабного вторгнення. Наразі входить до складу 123-ї бригади територіальної оборони. Його виникнення тісно пов'язане з активістською блокадою Криму 2015 року. У 2023 році 48 ОШБ масштабувався з роти вогневої підтримки до окремого штурмового батальйону. Його кістяк складають кримськотатарські та українські добровольці, зокрема вимушені переселенці з тимчасово окупованого Криму. Командиром батальйону є Ленур Іслямов.[256]
- Також кримські татари служать в інших підрозділах ЗСУ та добровольчих формуваннях.

Багато кримських татар, які виїхали з окупованого Криму, приєдналися до Збройних Сил України та добровольчих батальйонів. За даними лідера кримськотатарського народу Мустафи Джемілєва, станом на травень 2024 року близько двох тисяч кримських татар захищають Україну в лавах ЗСУ. Їхня мотивація полягає у звільненні Криму та відновленні територіальної цілісності України.

## Мова

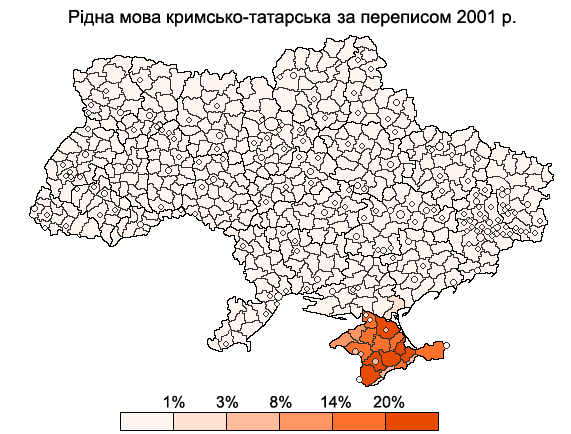
Частка населення, що назвало рідною мовою кримськотатарську за переписом 2001 р.

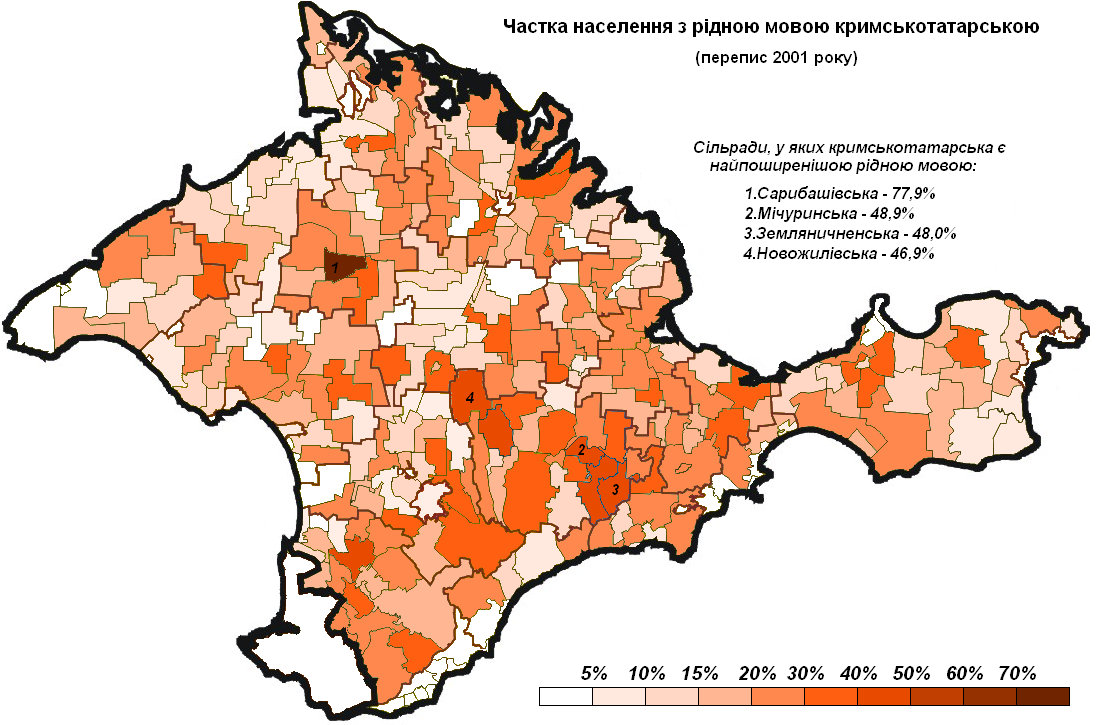
Частка населення у сільрадах і містах Криму, що вказало кримськотатарську мову рідною за переписом 2001 р.

Татарська та кримськотатарська мови хоч і є спорідненими через належність до тюркської мовної групи, але не є найближчими родичами. Найближчими до кримськотатарської мови є карачаєво-балкарська, кумицька та ногайська з кипчацьких мов та турецька й азербайджанська з огузьких.
| Рідна мова кримських татар за переписом 2001 року | Рідна мова кримських татар за переписом 2001 року | Рідна мова кримських татар за переписом 2001 року | Рідна мова кримських татар за переписом 2001 року |
|                                                   | все населення                                     | міське населення                                  | сільське населення                                |
| ------------------------------------------------- | ------------------------------------------------- | ------------------------------------------------- | ------------------------------------------------- |
| кримськотатарська                                 | 92,0 %                                            | 89,1 %                                            | 93,5 %                                            |
| російська                                         | 6,1 %                                             | 8,5 %                                             | 4,9 %                                             |
| українська                                        | 0,1 %                                             | 0,1 %                                             | 0,1 %                                             |
| інша                                              | 1,7 %                                             | 2,3 %                                             | 1,4 %                                             |

Рідна мова кримських татар у районах та містах обласного підпорядкування АРК:
|                          | кримськотатарська | російська | інша  |
| Сімферополь              | 91,0 %            | 8,6 %     | 0,4 % |
| Алушта                   | 93,0 %            | 6,4 %     | 0,6 % |
| Армянськ                 | 81,3 %            | 14,2 %    | 4,5 % |
| Джанкой                  | 86,4 %            | 13,1 %    | 0,5 % |
| Євпаторія                | 91,9 %            | 7,8 %     | 0,3 % |
| Керч                     | 76,8 %            | 22,8 %    | 0,4 % |
| Красноперекопськ         | 85,3 %            | 12,8 %    | 1,9 % |
| Саки                     | 90,4 %            | 8,8 %     | 0,8 % |
| Судак                    | 97,9 %            | 1,8 %     | 0,3 % |
| Феодосія                 | 89,8 %            | 9,9 %     | 0,3 % |
| Ялта                     | 82,2 %            | 16,5 %    | 1,3 % |
| Бахчисарайський район    | 93,3 %            | 5,1 %     | 1,6 % |
| Білогірський район       | 97,6 %            | 1,9 %     | 0,5 % |
| Джанкойський район       | 92,9 %            | 6,6 %     | 0,5 % |
| Кіровський район         | 92,8 %            | 4,7 %     | 2,5 % |
| Красногвардійський район | 91,6 %            | 6,8 %     | 1,6 % |
| Красноперекопський район | 89,1 %            | 6,2 %     | 4,7 % |
| Ленінський район         | 94,9 %            | 4,9 %     | 0,2 % |
| Нижньогірський район     | 93,6 %            | 5,8 %     | 0,6 % |
| Первомайський район      | 91,4 %            | 6,4 %     | 2,2 % |
| Роздольненський район    | 93,1 %            | 6,4 %     | 0,5 % |
| Сакський район           | 92,8 %            | 6,6 %     | 0,6 % |
| Сімферопольський район   | 95,4 %            | 3,8 %     | 0,8 % |
| Совєтський район         | 94,4 %            | 3,5 %     | 2,1 % |
| Чорноморський район      | 92,8 %            | 6,3 %     | 0,9 % |
| АР Крим                  | 93,0 %            | 5,9 %     | 1,1 % |

За переписом 2001 року, серед кримських татар України зазначили вільне володіння мовами:
- кримськотатарською — 94,9 %
- російською — 85,9 %
- українською — 19,6 %

Населені пункти Криму, у яких кримськотатарську мову назвали рідною понад 50 % населення.

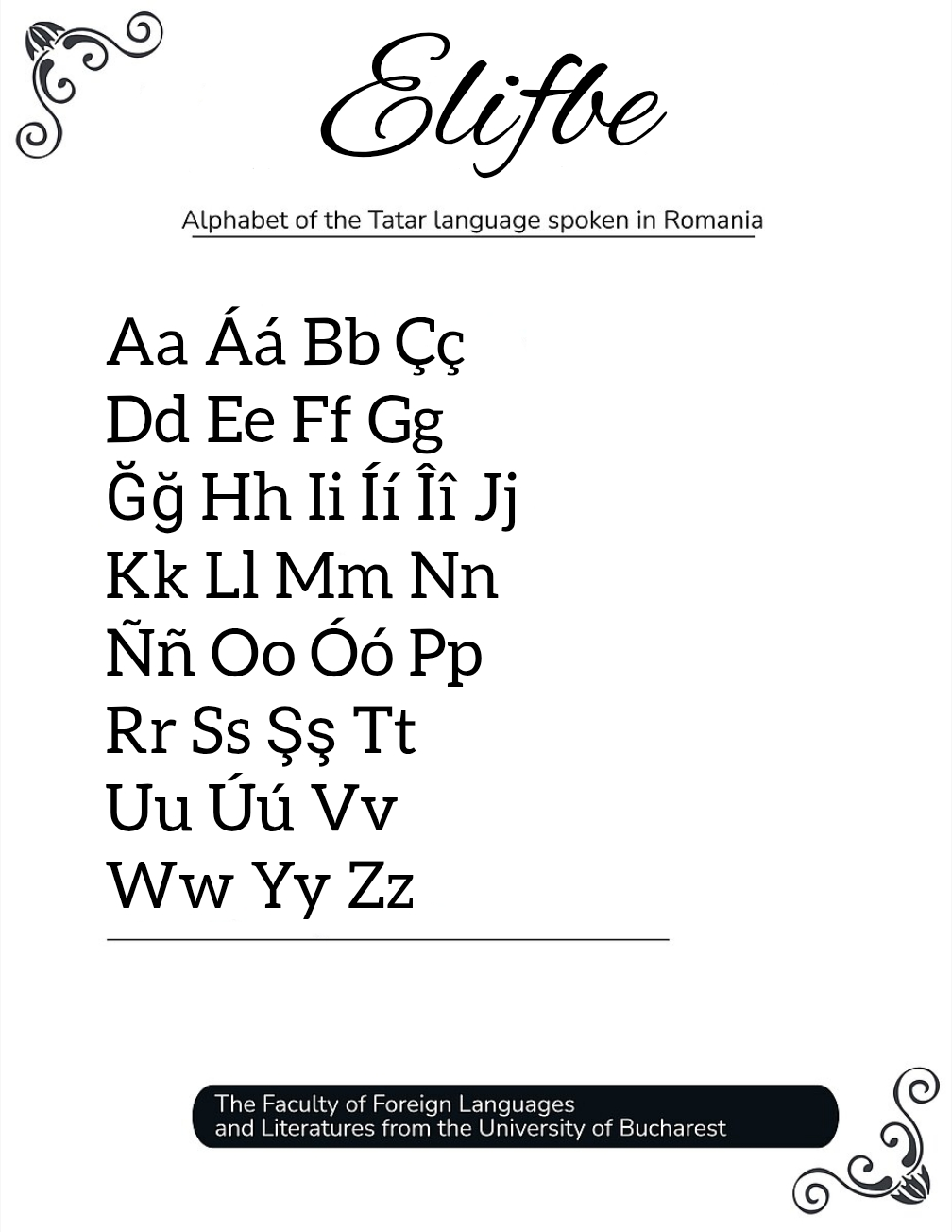
Абетка добруджанських татар

| Населений пункт     | Район                    | % Кримськотатарськомовних |
| с. Трипрудне        | Сімферопольський район   | 91,7                      |
| с. Дивне            | Бахчисарайський район    | 86,2                      |
| с. Тимофіївка       | Джанкойський район       | 85,1                      |
| с. Ключове          | Кіровський район         | 81,7                      |
| с. Фонтани          | Сімферопольський район   | 81,7                      |
| с. Вікторівка       | Бахчисарайський район    | 81,4                      |
| с. Маківське        | Кіровський район         | 78,2                      |
| с. Сари-баш         | Первомайський район      | 77,9                      |
| с. Севастянівка     | Бахчисарайський район    | 76,6                      |
| с. Розливи          | Нижньогірський район     | 75,2                      |
| с. Живописне        | Сімферопольський район   | 75,0                      |
| с-ще Громовка       | Сакський район           | 71,4                      |
| с. Родники          | Білогірський район       | 70,7                      |
| с. Річне            | Совєтський район         | 66,7                      |
| с. Вишневе          | Білогірський район       | 65,8                      |
| с. Ганнівка         | Білогірський район       | 65,0                      |
| с. Новеньке         | Бахчисарайський район    | 64,6                      |
| с. Андрусове        | Сімферопольський район   | 64,4                      |
| с. Ходжа Сала       | Бахчисарайський район    | 64,4                      |
| с. Ленське          | Чорноморський район      | 64,3                      |
| с. Долинне          | Кіровський район         | 63,5                      |
| с. Білокам'яне      | Бахчисарайський район    | 63,0                      |
| с. Пробудження      | Джанкойський район       | 61,8                      |
| с. Дачне            | Бахчисарайський район    | 61,5                      |
| с. Дружне           | Сімферопольський район   | 61,0                      |
| с. Дмитрівка        | Первомайський район      | 60,5                      |
| с. Костянтинівка    | Джанкойський район       | 60,1                      |
| с. Червоне          | Роздольненський район    | 60,0                      |
| с. Новофедорівка    | Джанкойський район       | 59,1                      |
| с. Шаумян           | Сакський район           | 58,9                      |
| с. Дворіччя         | Нижньогірський район     | 58,6                      |
| с. Опитне           | Білогірський район       | 58,6                      |
| с. Ульянівка        | Білогірський район       | 58,5                      |
| с. Вершинне         | Сакський район           | 58,3                      |
| с. Красна Долина    | Красногвардійський район | 58,3                      |
| с. Ярке             | Сакський район           | 58,1                      |
| с. Заливне          | Нижньогірський район     | 57,8                      |
| с. Синьокам'янка    | Білогірський район       | 57,3                      |
| с-ще Видне          | Красногвардійський район | 56,1                      |
| с. Верхня Кутузовка | Алушта (міськрада)       | 55,8                      |
| с. Трактове         | Красногвардійський район | 55,1                      |
| с. Нижня Голубинка  | Бахчисарайський район    | 55,0                      |
| с. Тополі           | Бахчисарайський район    | 54,0                      |
| с. Яковлівка        | Білогірський район       | 53,7                      |
| с. Маркове          | Совєтський район         | 53,4                      |
| с. Теплівка         | Сімферопольський район   | 53,2                      |
| с. Надеждине        | Красноперекопський район | 52,7                      |
| с. Лібкнехтівка     | Ленінський район         | 52,5                      |
| с. Руське           | Білогірський район       | 52,0                      |
| с. Армійське        | Джанкойський район       | 51,9                      |
| с. Українка         | Сімферопольський район   | 51,9                      |
| с. Новомикільське   | Красногвардійський район | 51,6                      |
| с. Молочне          | Красногвардійський район | 51,3                      |
| с. Ніжинське        | Нижньогірський район     | 50,8                      |
| с. Богатир          | Бахчисарайський район    | 50,5                      |
| с. Корольове        | Ленінський район         | 50,4                      |
| с. Дозорне          | Білогірський район       | 50,3                      |
| с. Багата Ущелина   | Бахчисарайський район    | 50,0                      |

### Діалекти
Діалект середньої смуги (orta yolaq, також іноді гірський, татський) — найпоширеніший діалект, ним розмовляють ті, хто до депортації 1944 року мешкав у гірській та передгірній частині Криму. Є проміжним між двома іншими та має як огузькі, так і кипчацькі риси. Саме на ньому базується літературна кримськотатарська мова.
Південнобережний (yalı boylu). Діалект колишніх мешканців південного узбережжя Криму належить до огузької підгрупи і є дуже близьким до турецької мови. Цей діалект містить велику кількість грецьких та італійських запозичень через те, що багато з кримських татар південного узбережжя є нащадками тюркізованих та ісламізованих греків і генуезців. Також, через вплив османів в цьому регіоні.
Степовий (çol, до депортації також казали „ногайський“, наразі це не коректне визначення, оскільки ногайці це окремий народ, чия мова мала лише незначний і опосередкований влив на етногенез і мову кримських татар). Діалект кримських татар-степовиків належить до кипчацько-половецької підгрупи тюркських мов. Найближчі до нього мови — карачаєво-балкарська, кумицька та ногайська.

### Заборона кримськотатарської мови в Туреччині
На початку XX століття кримські татари Туреччини ще добре говорили рідною мовою, проте в Турецькій Республіці була прийнята єдина турецька мова, навчання кримськотатарською мовою було заборонено. У деяких турецьких школах за використання кримськотатарської мови було встановлено систему покарань — штрафи.

### Навчання кримськотатарською мовою
2012—2013 навчального року в середніх загальноосвітніх школах Криму (без учнів шкіл-інтернатів та спеціальних класів, організованих при загальноосвітніх школах) освіту кримськотатарською мовою отримували 3,11 % учнів.
За даними окупаційної російської влади, 2014—2015 року кримськотатарською навчались 4 740 школярів. З них 2 814 учнів навчалися в 15 школах з кримськотатарською мовою навчання, 1 926 — у класах з кримськотатарською мовою навчання, що функціонують в 62 школах Криму.
Станом на початок 2015—2016 навчального року, за даними Міністерства освіти, науки і молоді Автономної Республіки Крим, в загальноосвітніх установах кримськотатарською мовою навчалося 5 083 особи (2,76 % учнів). У республіці продовжує діяти 15 загальноосвітніх установ з кримськотатарською мовою навчання; всього ж по республіці навчання кримськотатарською мовою організовано в 53 загальноосвітніх закладах 17 муніципальних районів і міських округів.
Після окупації Росією в Криму є практика відкриття в школах з кримськотатарською мовою навчання перших класів з навчанням російською, а також адміністративного тиску на батьків з метою переконати їх переводити дітей після здобуття початкової освіти в класи з російською мовою навчання. Вказується на недостатню кількість місць в дошкільних освітніх установах з вихованням кримськотатарською мовою.

## Культура

### Мистецтво
Література

Кримськотатарська література починає свою історії з часів Золотої орди, набуває розквіту у період Кримського ханства і відроджується наприкінці XIX ст.
Танці

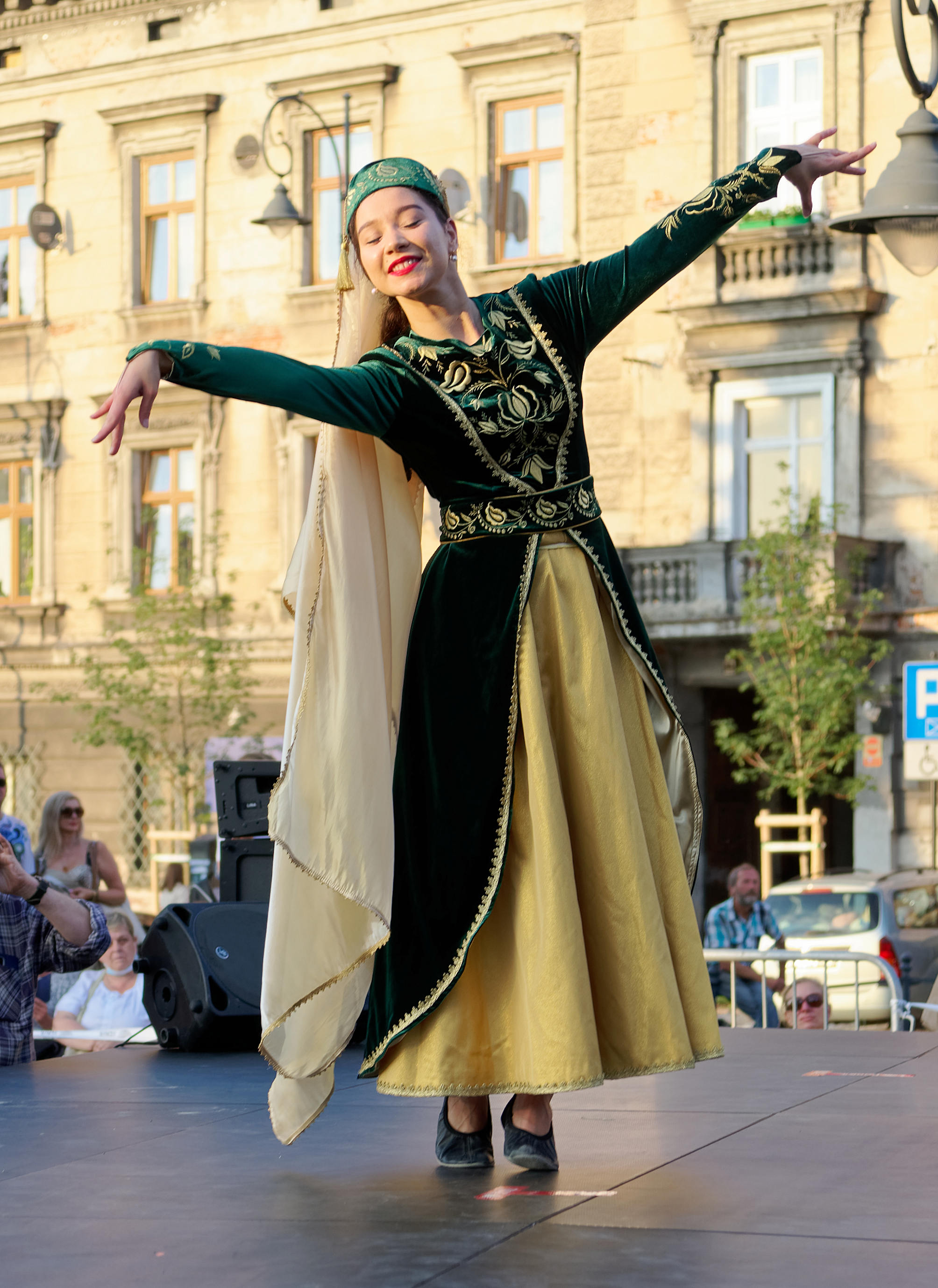
Татарка-липка танцює кримськотатарську «Хайтарму»

Найпопулярнішими танцями наразі є «Хайтарма», «Хоран», «Агир ава ве Хайтарма», «Явлук аваси», «Тим-тим», «Емір-Джелял» та чоловічий танець «Чобан аваси». Наприклад, на весіллі гості завжди виконують танець «Хоран». Наречений та наречена стають у центр кола, утворюючи навколо себе хоровод з танцюючих дівчат та хлопців. Цей танець своїм малюнком відображає сонце, в той час як танцівники, тримаючись за плечі, рухаються по колу. Центр кола символізує центр Всесвіту. Раніше, як зазначають етнографи, цей танець виконувався під музичний супровід ліричного характеру: «У кизиловому лісі» або «Варирач».
Музика

Основу традиційної музичної спадщини кримських татар становили давні фольклорні традиції сімейно-обрядових, календарно-обрядових, трудових та ігрових пісень; традиції музично-поетичних переказів та легенд; ісламські музично-культурні традиції — езан, дуа, книжкове читання; музично-інструментальне виконання; сольний спів, започаткований на монодії, яка передавала специфіку кримськотатарської музики Кримськотатарські народні пісні відрізняються від пісень інших культур та народів своєю ліричністю, теплотою та м'якістю.
Серед народних пісень в кримськотатарській культурі розрізняють «Джир-йир» і «тюркю». «Джир-йир» називають пісні кримських татар степових районів, переважно вони нескладні за змістом. «Тюркю» — пісні жителів південного узбережжя та передгірних районів. Вони складні за формою, орнаментацією та розспівами. Хорові пісні у кримських татар трапляються вкрай рідко — зазвичай вони пов'язані з весільними обрядами і виконуються одноголосно. Як приклад можна навести такі пісні, як «Аи, дагълар» («Аі, гори»), «Яр-яр». Такі хорові пісні, як «Къарасувнынъ дёрт кошеси»" («Чотири кута Карасубазара»), «Сен ойнасанъ яраша» («Ти красиво танцюєш») виконуються під танці.
Кінематограф

«Хайтарма» («Повернення») — перший кримськотатарський повноформатний художній фільм (знятий у 2012 році) і перша художня картина про депортацію кримських татар. Режисер фільму і виконавець головної ролі — Ахтем Сеітаблаєв.

### Етнографія
Одяг

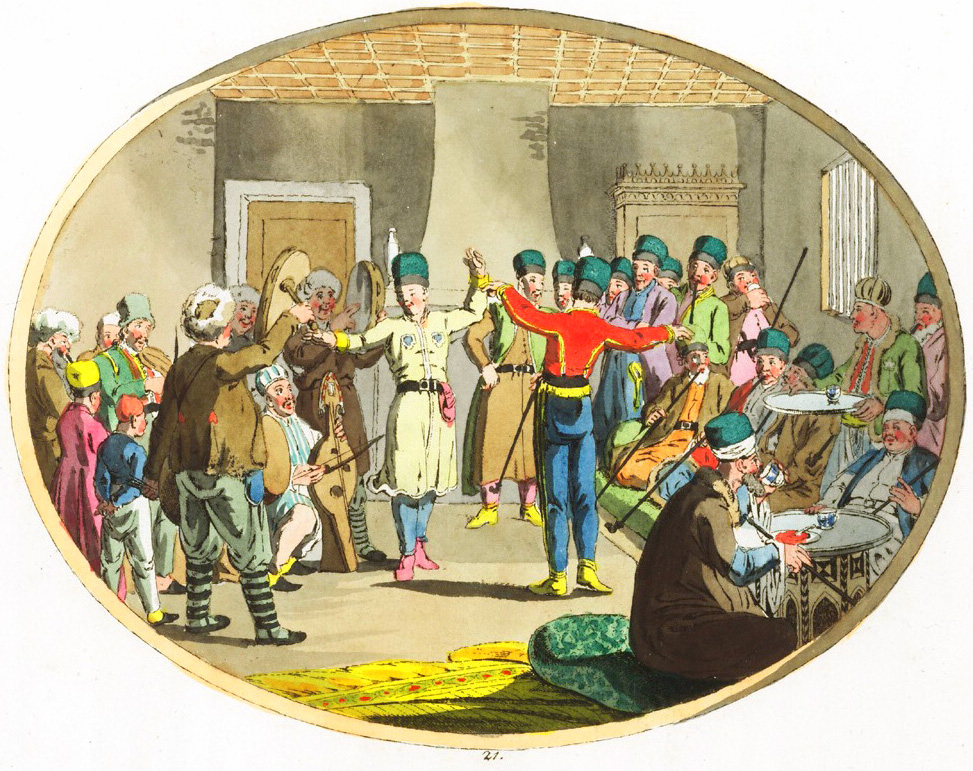
«Танець кримських татар», 1790-ті. По картині видно, що черкеска (çepken) без газирів (azır — готовий) була одним із традиційних видів одягу кримських татар.

У 2-й половині XVIII століття чоловіки й жінки носили однакове вбрання. Поверх сорочки вони одягали каптан з вузькими рукавами, який застібали до шиї. Нижній одяг — широкі шаровари; на ногах сап'яні жовті шкарпетки і туфлі. Улітку надворі носили ватники зеленого кольору, а взимку — хутрові шуби. Молоді татари, особливо в містах, часто одягали черкеський стрій, який вважався модним.
Чоловіки голили голови, на які одягали червоні суконні тюбетейки, а поверх них — високу круглу або чотирикутну шапку з нешироким овечим окіллям. Жінки заплітали волосся у дві коси, які завивали біля голови; дівчата заплітали багато дрібних кіс, які звисали на спині. Коли жінки чи дівчата виходили з двору, вони ховали своє обличчя за кісеями.
Етикет

Етикет кримських татар включає норми поведінки та принципи моралі, сформовані під впливом ісламу протягом століть. Важливими аспектами є повага до старших та стриманість у прояві почуттів. У період депортації багато традицій зникли, але зараз вони поступово відновлюються.
Гостинність є важливою традицією. Вечорами селяни часто ходили один до одного в гості, освітлюючи шлях ліхтарями, що було способом заслужити повагу. Невідвідування родичів викликало дружні докори. Кримські татари не ходять у гості з порожніми руками. Ритуал прийняття гостей включає привітання, обіймання, братський поцілунок або рукостискання. Діти можуть цілувати руку старшому гостю як знак поваги. Гості зазвичай приймаються в кімнаті, вистеленій килимами та матрацами, з низьким столиком посередині.
Житло

Згідно з «Подорожніми записками» російського академіка Василя Зуєва, у 2-й половині XVIII століття кримські татари жили у хатах-мазанках, які виготовляли з дерева, цегли, дерну і глини. Дах покривали черепицею або дерном. З каменю будували переважно лише палацові та храмові будівлі. Житло мало поділ на чоловічу й жіночу (гарем) частини.
Кухня

Національними стравами кримських татар є чебурек (смажені пиріжки з м'ясом), янтик (печені пиріжки з м'ясом), сарбурма, ханум (шарований пиріг з м'ясом), сарма (фаршировані м'ясом і рисом листя винограду, капусти), долма (фаршировані перці), кобете (печений пиріг з м'ясом, цибулею і картоплею), бурма (шаровий пиріг з гарбузом і горіхами), татараш (пельмені), юфак аш (кашик аш, бульйон з дуже дрібними пельменями), шашлик, плов (рис з м'ясом та курагою на відміну від узбецького без моркви), бакла шорбаси (м'ясний суп зі стручками зеленої квасолі, заправлений кислим молоком), баклали ериште (домашня локшина з квасолею), шурпа, кайнатма. Національні кондитерські вироби: шекер кийик, кураб'є, пахлава. Традиційними напоями є кава, айран, язма, буза.

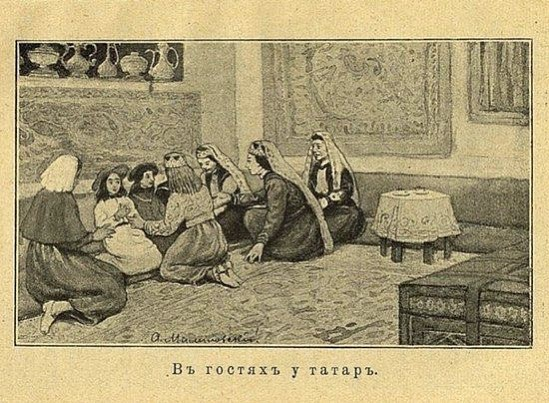
Дореволюційна російська листівка «У гостях у татар[o]»
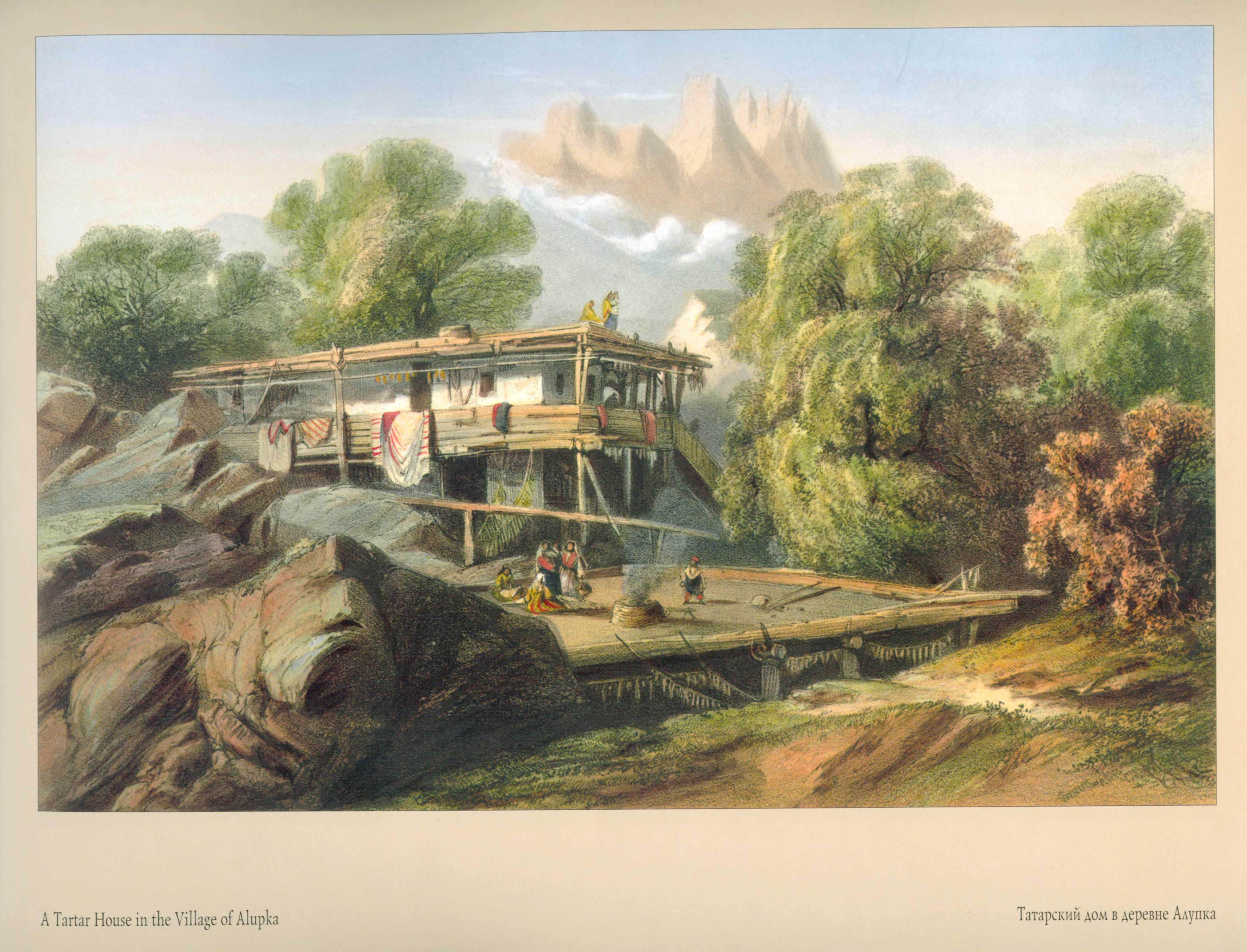
Кримськотатарський будинок (Алупка, 1856).
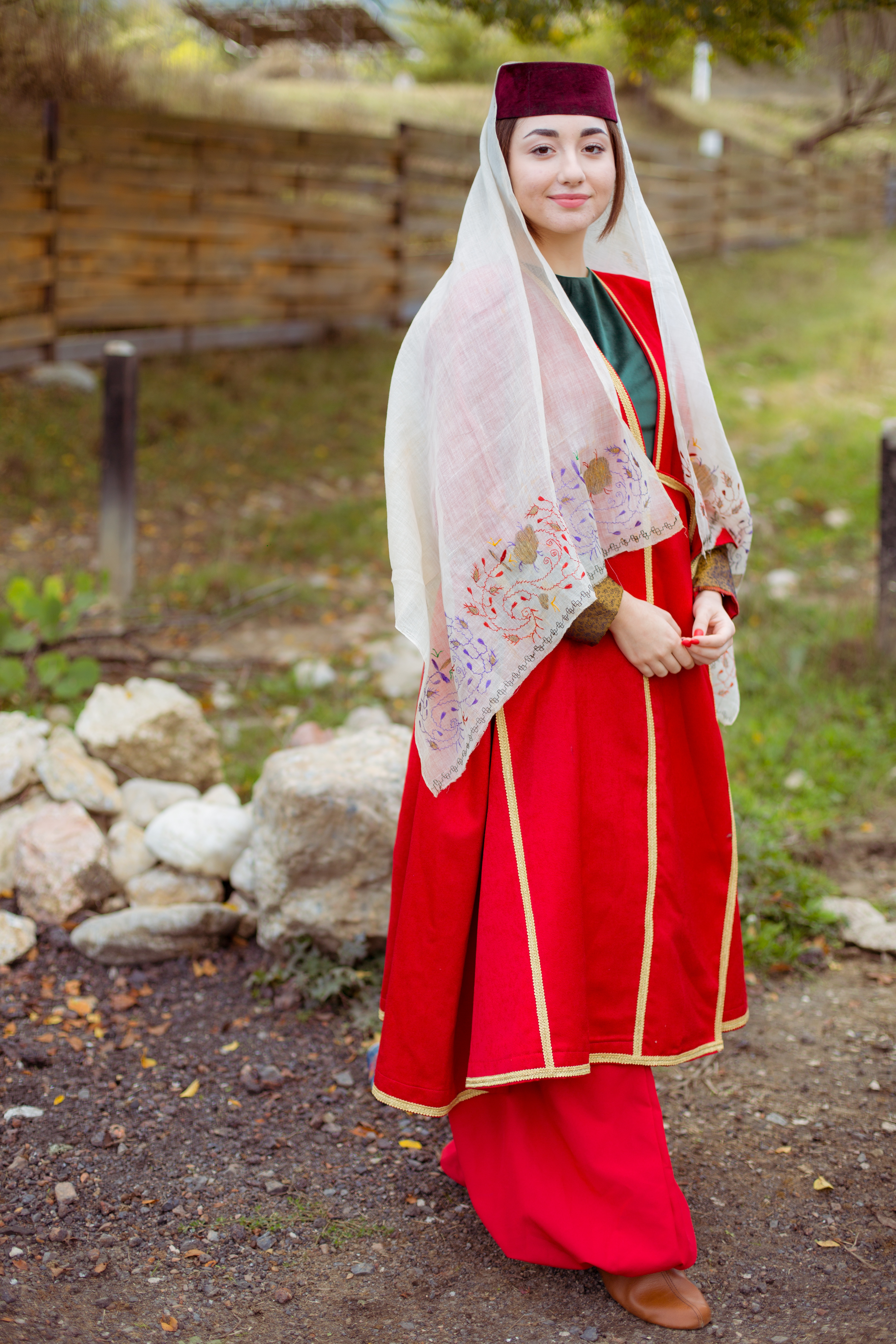
Кримська татарка в національному одязі.
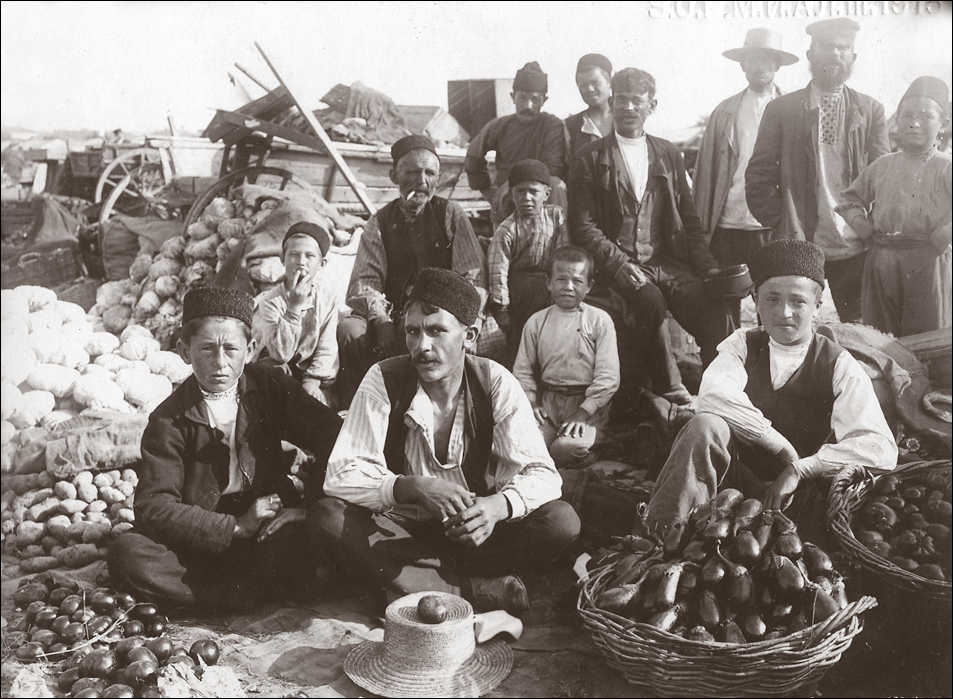
Продавці овочів. XX століття.
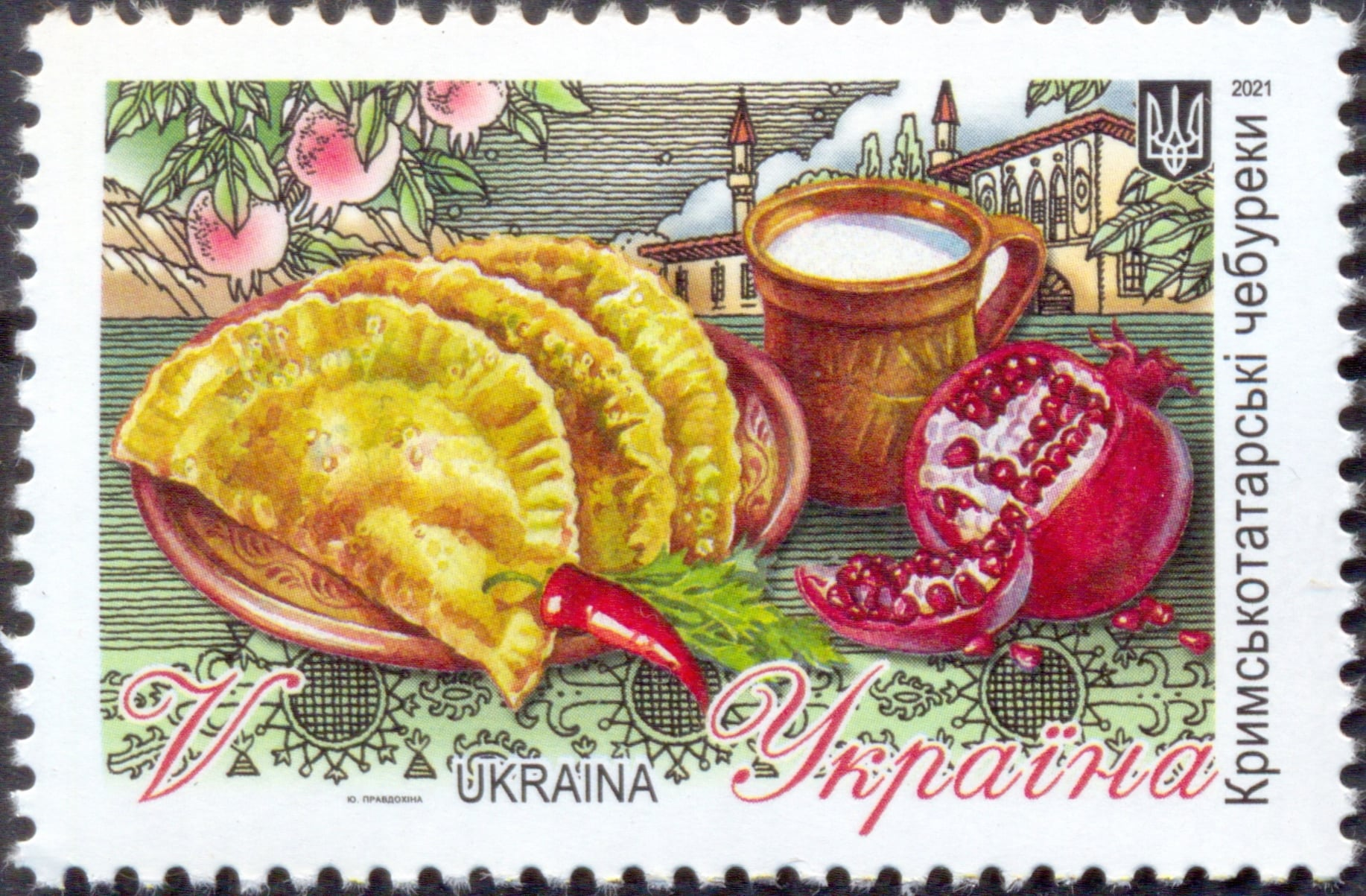
Марка Укрпошти «Кримськотатарські чебуреки».

## Розселення
Кримські татари живуть переважно в Україні (близько 235—280 тис., в основному у Криму, також частина кримських татар проживає у Херсонській, Київській та Львівській областях), прилеглих регіонах Росії (2,4 тис., в основному в Краснодарському краї), а також в Туреччині, Румунії (24 тис., в основному в повіті Констанца), Узбекистані (90 тис., оцінки від 10 тис. до 150 тис.), Болгарії (3 тис.), Казахстані (близько 1.5 тис.). У Туреччині проживає 5-6 млн людей, чиї предки в різний час (з кінця XVIII до початку XX століття) переселилися в цю країну з Криму. Це дає привід кримськотатарським громадським організаціям Туреччини стверджувати, що в країні живе кілька мільйонів кримських татар. Більша частина нащадків кримськотатарських іммігрантів в Туреччині асимілювалася і вважає себе турками. Фактична кількість кримських татар у Туреччині невідома, оскільки дані про етнічний склад населення країни в Туреччині не публікуються. Також діаспора кримських татар існує в Канаді та США.

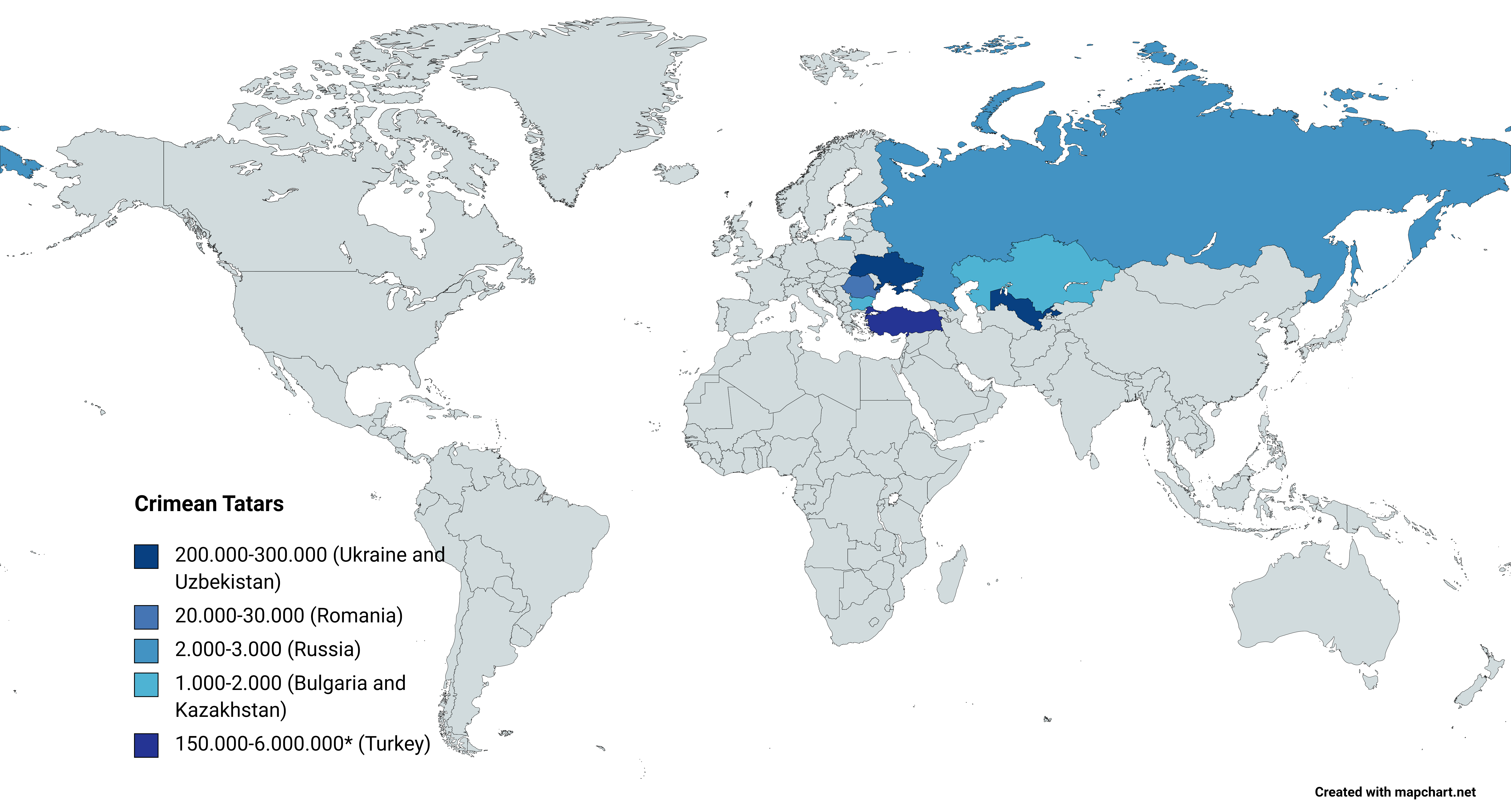
Розселення кримських татар у світі.
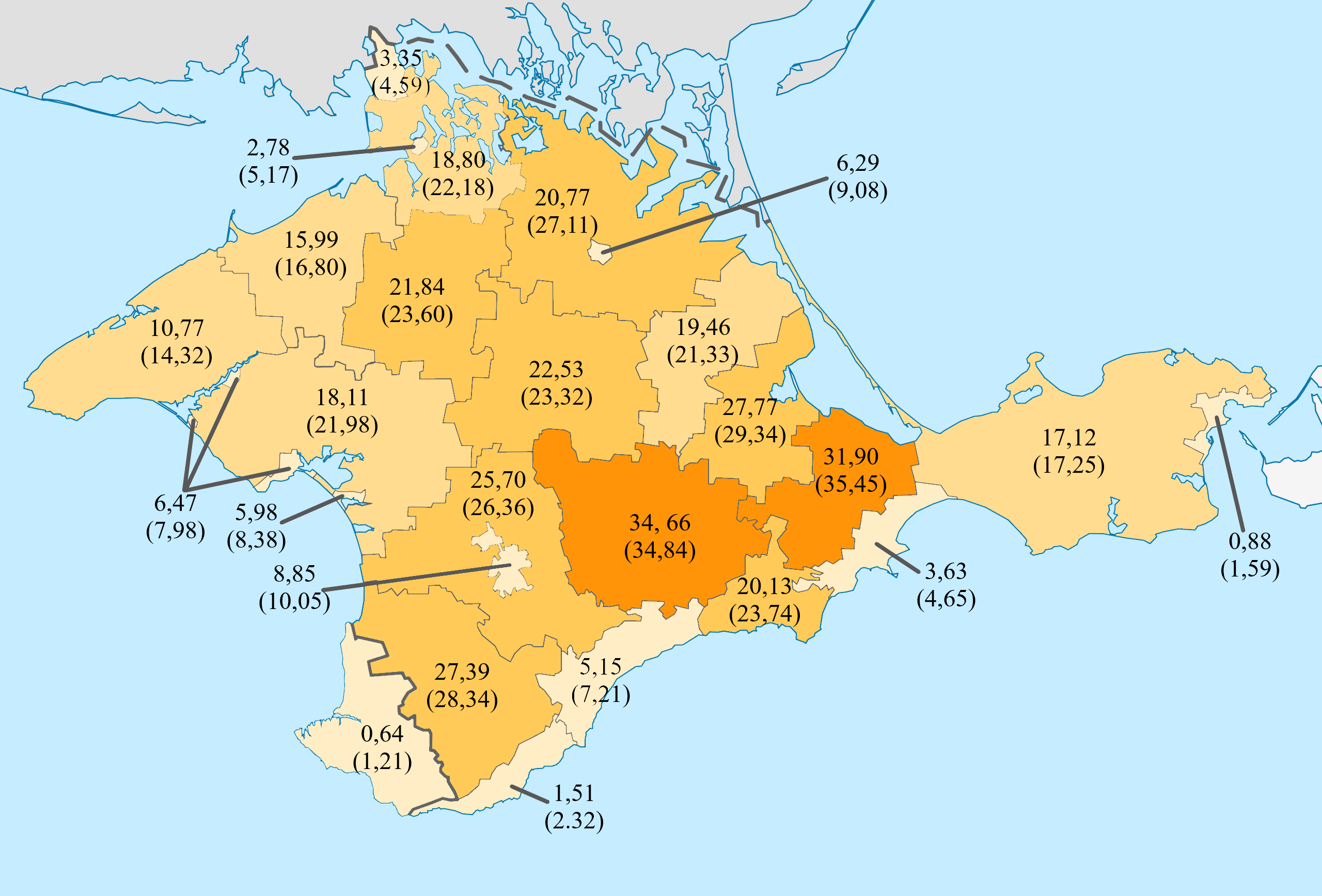
Частка кримських татар по районам Криму, за даними «перепису» 2021 року[p].
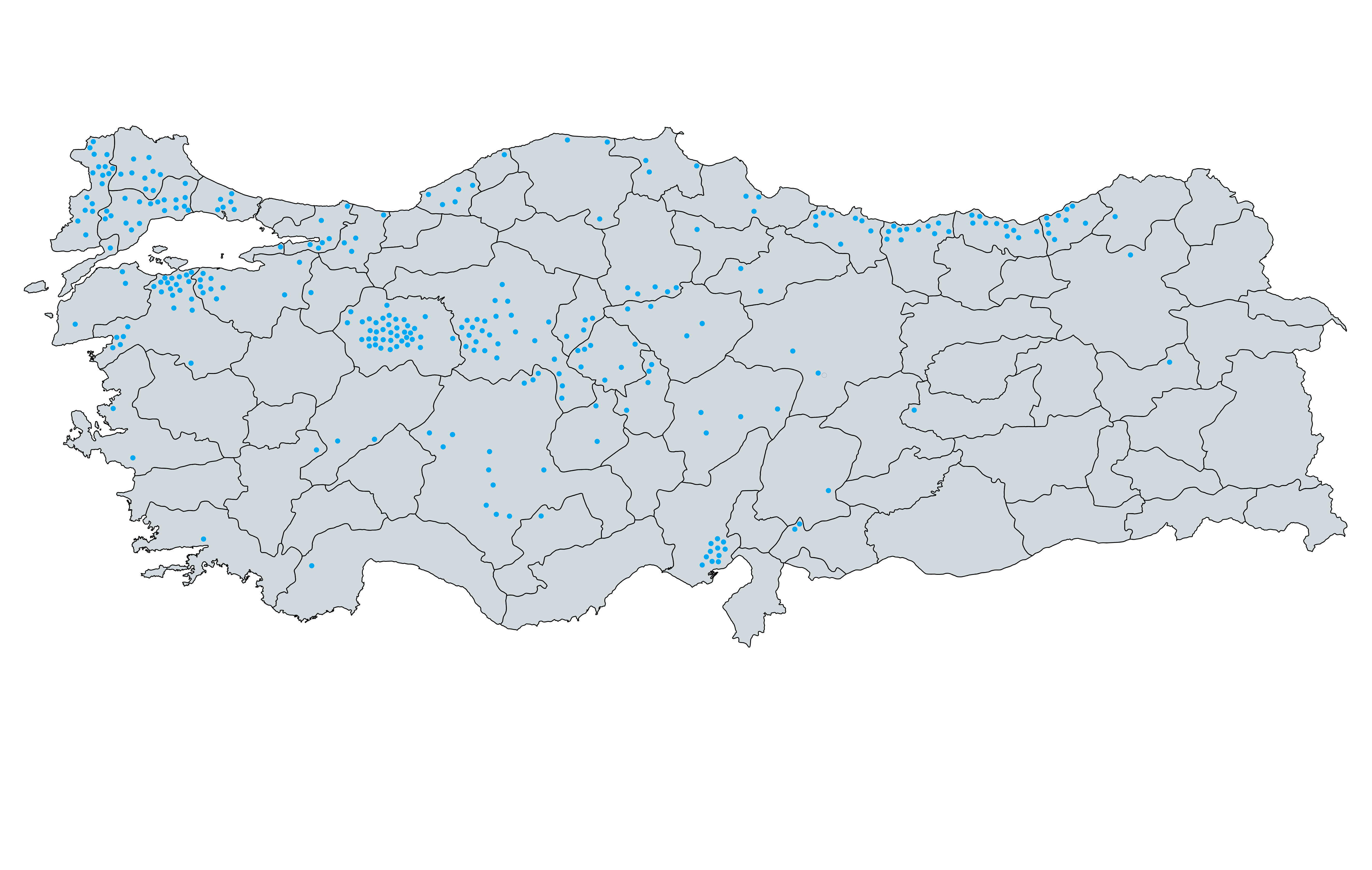
Поселення, засновані кримськими татарами в Туреччині[277].

### Перепис 2014

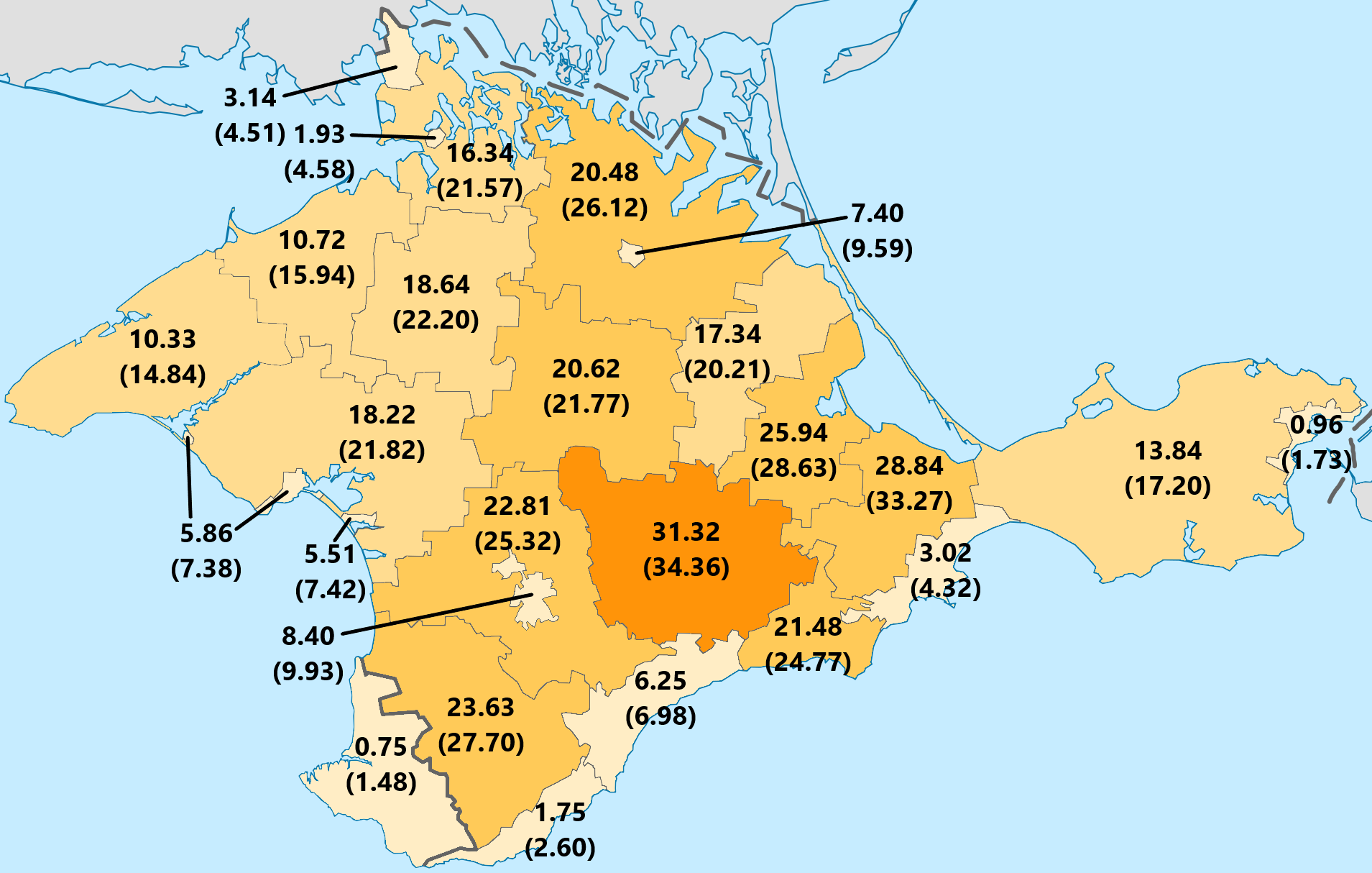
Частка кримських татар у населенні Криму за даними «перепису» 2014 року; в дужках наведена сумарна частка тих, хто дав відповідь на питання про національність «кримський татарин» і просто «татарин»

Перепис населення в окупованій Автономній Республіці Крим проводився з 14 до 25 жовтня 2014 року. Оголошення попередніх підсумків перепису здійснено в грудні 2014 року. Перепис є першою подібною подією на території Автономної Республіки Крим і Севастопольської міськради після їх анексії РФ. Оскільки перепис населення є одним з етапів перехідного періоду, метою його є уточнення соціально-демографічних змін на півострові, що відбулися з моменту проведення останнього перепису населення. Бюджет перепису склав 387 млн руб. Гроші були виділені з федерального бюджету Російської Федерації. За міжпереписний період 2001—2014 років населення Автономної Республіки Крим скоротилося на 135 тисяч осіб або на 6,7 %. Населення Севастопольської міськради, навпаки, збільшилося на 18 тисяч осіб або на 4,8 %.
Міжпереписна динаміка національного складу:
|                 | осіб, 1989 | Частка від тих, що вказали свою національність % 1989 | осіб, 2001 | Частка від тих, що вказали свою національність % 2001 | осіб, 2014 | Частка від тих, що вказали свою національність % 2014 | осіб, 2021 | Частка від тих, що вказали свою національність % 2021 |
| --------------- | ---------- | ----------------------------------------------------- | ---------- | ----------------------------------------------------- | ---------- | ----------------------------------------------------- | ---------- | ----------------------------------------------------- |
| росіяни         | 1 629 542  | 67,05                                                 | 1 450 394  | 60,67                                                 | 1 492 078  | 67,90                                                 | 1 706 662  | 76,44                                                 |
| українці        | 625 919    | 25,75                                                 | 576 647    | 24,12                                                 | 344 515    | 15,68                                                 | 171 160    | 7,67                                                  |
| кримські татари | 38 365     | 1,58                                                  | 245 291    | 10,26                                                 | 232 340    | 10,57                                                 | 253 570    | 11,36                                                 |
| татари          | 10 762     | 0,44                                                  | 13 602     | 0,57                                                  | 44 996     | 2,05                                                  | 30 952     | 1,39                                                  |
| білоруси        | 50 054     | 2,06                                                  | 35 157     | 1,47                                                  | 21 694     | 0,99                                                  | 10 599     | 0,47                                                  |
| вірмени         | 2 794      | 0,11                                                  | 10 088     | 0,42                                                  | 11 030     | 0,50                                                  | 9 016      | 0,40                                                  |
| інші            | 73 059     | 3,01                                                  | 70 030     | 2,93                                                  | 50 911     | 2,32                                                  | 50 712     | 2,27                                                  |
| вказали         | 2 430 495  | 100,00                                                | 2 390 319  | 100,00                                                | 2 197 564  | 100,00                                                | 2 232 671  | 100,00                                                |
| не вказали      | 0          |                                                       | 10 890     |                                                       | 203 645    |                                                       | 249 779    |                                                       |
| Всього:         | 2 430 495  |                                                       | 2 401 209  |                                                       | 2 284 769  |                                                       | 2 482 450  |                                                       |

### Перепис 2001
| Регіон                    | Чисельність       | Частка          | Розселення                                          |
| ------------------------- | ----------------- | --------------- | --------------------------------------------------- |
| Автономна Республіка Крим | 243 433 ‒ 250 000 | 12,0 % ‒ 12,4 % | переважно передгірні та степові райони АРК          |
| Херсонська область        | 2 072 ‒ 6 000     | 0,2 % ‒ 0,5 %   | Генічеський, Новотроїцький райони                   |
| Севастополь (міськрада)   | 1 858 ‒ 3 500     | 0,5 % ‒ 0,9 %   | села на півночі та сході Севастопольської міськради |
| Запорізька область        | 570 ‒ 3 000       | 0,1 % ‒ 0,2 %   | Токмацький, Мелітопольський райони                  |
| інші регіони              | 260 ‒ 1 000       |                 |                                                     |
| Всього                    | 248 193 ‒ 264 000 | 0,5 % — 0,55 %  |                                                     |

Урбанізація кримських татар за переписом 2001 р.
| Населення  | Кількість |         |
| ---------- | --------- | ------- |
| міського   | 84 116    | 33,9 %  |
| сільського | 164 077   | 66,1 %  |
| Всього     | 248 193   | 100,0 % |

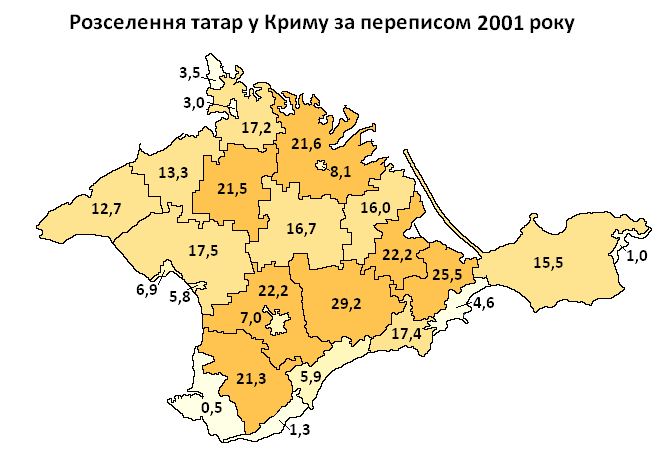
Частка кримських татар у населенні Криму за даними перепису 2001 року

Розселення кримських татар в Автономній Республіці Крим за результатами Всеукраїнського перепису населення 2001 року.
- міськради обласного підпорядкування ‒ 54,5 тис. ‒ 22,4 %
- райони ‒ 188,5 тис. ‒ 77,6 %

|                               | населення, 2001 | кримських татар | %      |
| ----------------------------- | --------------- | --------------- | ------ |
| Білогірський район            | 66 458          | 19 425          | 29,2 % |
| Кіровський район              | 58 016          | 14 816          | 25,5 % |
| Сімферопольський район        | 149 253         | 33 161          | 22,2 % |
| Совєтський район              | 37 576          | 8 344           | 22,2 % |
| Джанкойський район            | 82 328          | 17 744          | 21,6 % |
| Первомайський район           | 40 376          | 8 693           | 21,5 % |
| Бахчисарайський район         | 92 542          | 19 695          | 21,3 % |
| Сакський район                | 80 964          | 14 137          | 17,5 % |
| Красноперекопський район      | 31 843          | 5 477           | 17,2 % |
| Нижньогірський район          | 56 976          | 9 136           | 16,0 % |
| Красногвардійський район      | 93 782          | 15 619          | 16,7 % |
| Ленінський район              | 69 629          | 10 784          | 15,5 % |
| Роздольненський район         | 37 185          | 4 961           | 13,3 % |
| Чорноморський район           | 34 112          | 4 321           | 12,7 % |
| Судацька міська рада          | 29 448          | 5 131           | 17,4 % |
| Джанкойська міська рада       | 42 861          | 3 469           | 8,1 %  |
| Сімферопольська міська рада   | 358 108         | 25 209          | 7,0 %  |
| Євпаторійська міська рада     | 117 565         | 8 140           | 6,9 %  |
| Алуштинська міська рада       | 52 215          | 3 081           | 5,9 %  |
| Сакська міська рада           | 28522           | 1 646           | 5,8 %  |
| Феодосійська міська рада      | 108 788         | 5 055           | 4,6 %  |
| Армянська міська рада         | 26 876          | 949             | 3,5 %  |
| Красноперекопська міська рада | 30 902          | 928             | 3,0 %  |
| Керченська міська рада        | 158 165         | 1 635           | 1,0 %  |
| Ялтинська міська рада         | 139 584         | 1 877           | 1,3 %  |
| АР Крим                       | 2 033 736       | 243 433         | 12,0 % |
| Севастопольська міська рада   | 379 492         | 1 858           | 0,5 %  |
| Весь Крим                     | 2 413 228       | 245 291         | 10,2 % |

### Перепис 1989
Розселення кримських татар в Українській РСР станом на 1989 р.
| регіон             | всього | міста  | села   |
| ------------------ | ------ | ------ | ------ |
| Кримська область   | 38 365 | 8 980  | 29 385 |
| Херсонська область | 5 716  | 4 681  | 1 035  |
| Запорізька область | 1 566  | 1 132  | 434    |
| інші регіони       | 1160   | 839    | 321    |
| УРСР               | 46 807 | 15 632 | 31 175 |

### Перепис 1939

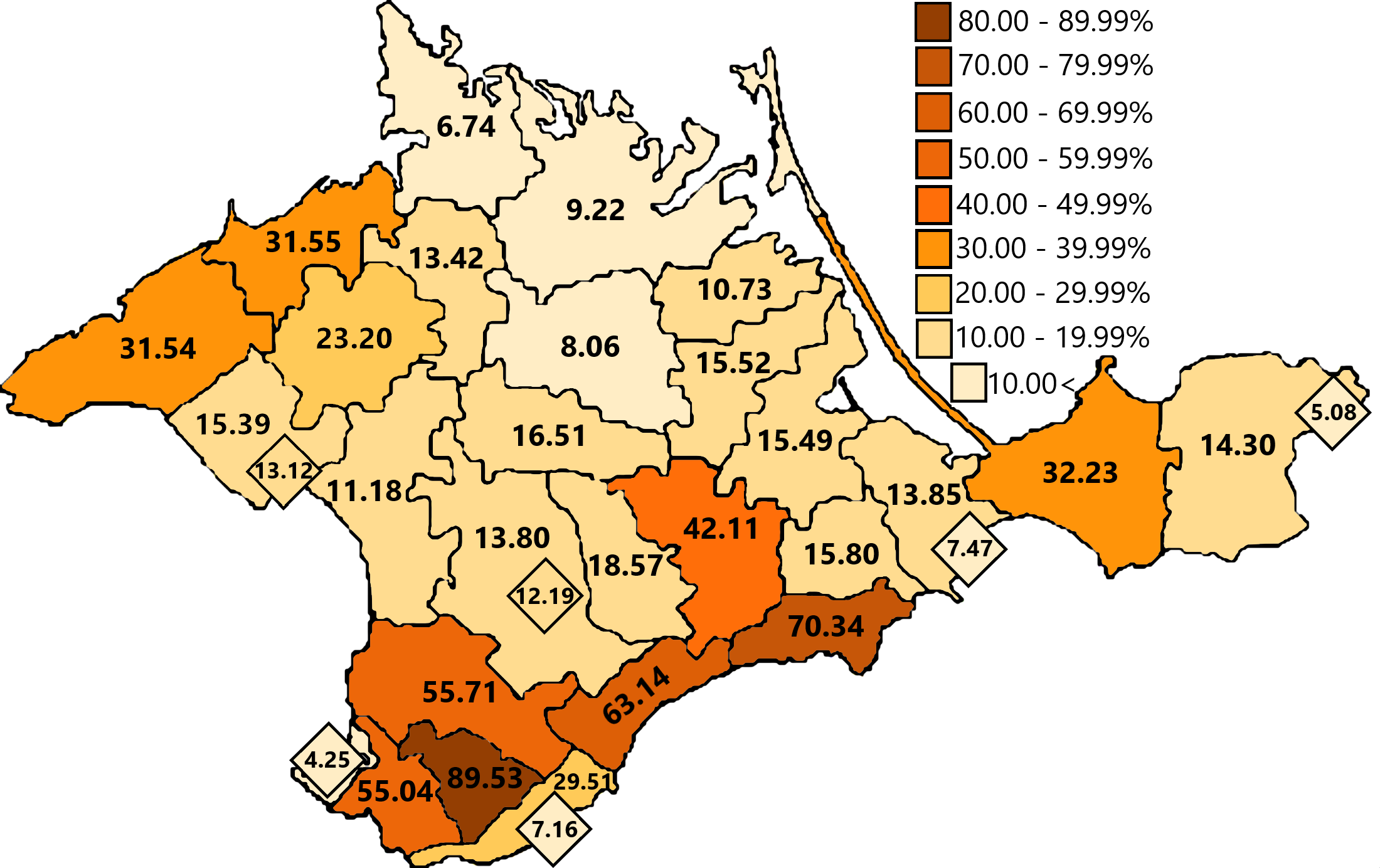
Частка кримських татар у населенні Криму за даними перепису населення 1939 року

Кількість татар у Кримській АРСР за переписом 1939 року ‒ 218 879 осіб, зокрема у містах ‒ 59 696 (27,3 % загальної чисельності), у селах ‒ 159 183 (72,7 %). На кримських татар припадало 19,4 % населення півострова, зокрема 10,2 % міського населення та 29,4 % сільського.
Розселення кримських татар за даними перепису 1939 р.
|                           | населення, 1939 | кримських татар | %      |
| ------------------------- | --------------- | --------------- | ------ |
| Сімферополь               | 142 634         | 17 392          | 12,2 % |
| Євпаторія                 | 47 030          | 6 170           | 13,1 % |
| Керч                      | 104 443         | 5 310           | 5,1 %  |
| Севастопольська міськрада | 111 938         | 4 753           | 4,2 %  |
| Феодосія                  | 45 032          | 3 364           | 7,5 %  |
| Ялтинська міськрада       | 36 653          | 2 625           | 7,2 %  |
| Ак-Мечетський район       | 15 941          | 5 027           | 31,5 % |
| Ак-Шейхський район        | 14 725          | 4 646           | 31,6 % |
| Алуштинський район        | 25 996          | 16 414          | 63,1 % |
| Балаклавський район       | 23 400          | 12 880          | 55,0 % |
| Бахчисарайський район     | 46 888          | 26 119          | 55,7 % |
| Біюк-Онлайрський район    | 18 542          | 3 061           | 16,5 % |
| Джанкойський район        | 46 626          | 4 299           | 9,2 %  |
| Зуйський район            | 16 324          | 3 032           | 18,6 % |
| Ічкинський район          | 20 748          | 3 213           | 15,5 % |
| Карасубазарський район    | 33 034          | 13 911          | 42,1 % |
| Кіровський район          | 21 321          | 2 952           | 13,8 % |
| Колайський район          | 16 767          | 1 799           | 10,7 % |
| Красноперекопський район  | 23 529          | 1 585           | 6,7 %  |
| Куйбишевський район       | 17 759          | 15 900          | 89,5 % |
| Ларіндорфський район      | 14 341          | 1 673           | 11,7 % |
| Ленінський район          | 23 656          | 7 624           | 32,2 % |
| Сакський район            | 27 800          | 3 108           | 11,2 % |
| Сейтлерський район        | 24 984          | 3 878           | 15,5 % |
| Старо-Кримський район     | 20 643          | 3 262           | 15,8 % |
| Судацький район           | 20 081          | 14 124          | 70,3 % |
| Тельманський район        | 23 535          | 1 897           | 8,1 %  |
| Фрайдорфський район       | 14 366          | 3 333           | 23,2 % |
| Ялтинський район          | 46 693          | 13 777          | 29,5 % |
| Кримська АРСР             | 1 126 429       | 218 879         | 19,4 % |

### Перепис 1926
Кількість татар у Кримській АРСР за переписом 1926 року ‒ 179 094 осіб, зокрема у містах ‒ 38 738 (21,6 % загальної чисельності), у селах ‒ 140 356 (78,4 %). На кримських татар припадало 25,3 % населення півострова, зокрема 11,9 % міського населення та 36,8 % сільського.

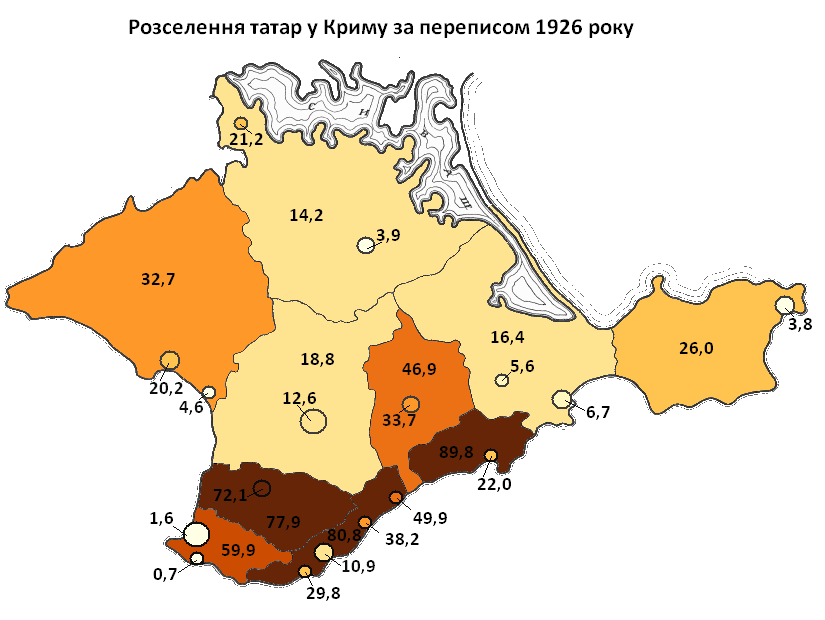
Частка кримських татар у населенні Криму за даними перепису населення 1926 року

Розселення кримських татар у Криму в 1926 р.
|                        | населення, 1926 | кримських татар | %      |
| ---------------------- | --------------- | --------------- | ------ |
| Сімферополь            | 88 310          | 11 126          | 12,6 % |
| Алупка                 | 2 968           | 884             | 29,8 % |
| Алушта                 | 4 759           | 1 819           | 38,2 % |
| Армянськ               | 2 670           | 565             | 21,2 % |
| Балаклава              | 2 324           | 16              | 0,7 %  |
| Бахчисарай             | 9 544           | 6 884           | 72,1 % |
| Брянський завод        | 1 127           | 5               | 0,4 %  |
| Гурзуф                 | 2 791           | 1 393           | 49,9 % |
| Джанкой                | 8 310           | 322             | 3,9 %  |
| Євпаторія              | 23 574          | 4 757           | 20,2 % |
| Карасубазар            | 7 635           | 2 570           | 33,7 % |
| Керч                   | 34 563          | 1 297           | 3,8 %  |
| Саки                   | 2 452           | 112             | 4,6 %  |
| Севастополь            | 74 551          | 1 205           | 1,6 %  |
| Сімеїз                 | 592             | 25              | 4,2 %  |
| Старий Крим            | 4 738           | 266             | 5,6 %  |
| Судак                  | 1 893           | 417             | 22,0 % |
| Феодосія               | 28 652          | 1 933           | 6,7 %  |
| Ялта                   | 28 811          | 3 141           | 10,9 % |
| Бахчисарайський район  | 37 419          | 29 143          | 77,9 % |
| Джанкойський район     | 56 647          | 8 055           | 14,2 % |
| Євпаторійський район   | 46 844          | 15 317          | 32,7 % |
| Карасубазарський район | 25 932          | 12 151          | 46,9 % |
| Керченський район      | 39 456          | 10 269          | 26,0 % |
| Севастопольський район | 19 711          | 11 804          | 59,9 % |
| Сімферопольський район | 66 968          | 12 586          | 18,8 % |
| Судацький район        | 13 898          | 12 479          | 89,8 % |
| Феодосійський район    | 51 767          | 8 504           | 16,4 % |
| Ялтинський район       | 24 817          | 20 048          | 80,8 % |
| Кримська АРСР          | 713 823         | 179 094         | 25,1 % |

### Перепис 1897

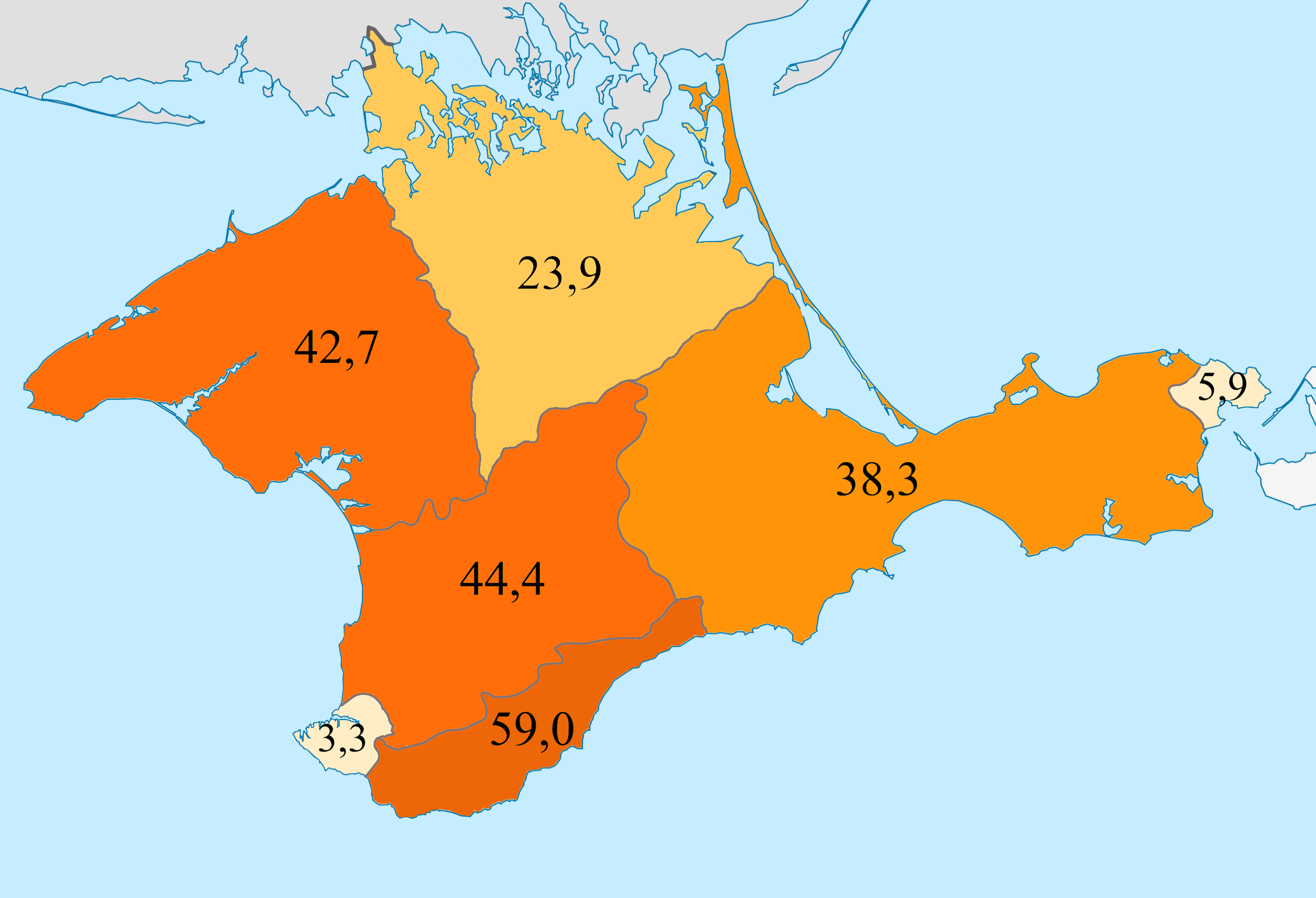
Частка тих, хто вказав кримськотатарську мову як рідну під час перепису населення 1897 року. Включено лише кримські повіти Таврійської губернії.

Розселення тих, хто назвав кримськотатарську (татарську) мову своєю рідною, за переписом населення 1897 року
|                                      | населення, 1897 | кримських татар | %      |
| ------------------------------------ | --------------- | --------------- | ------ |
| Кримські повіти Таврійської губернії | 445 439         | 189 821         | 42,6 % |
| Ялтинський повіт                     | 73 260          | 43 256          | 59,0 % |
| Сімферопольський повіт               | 141 717         | 62 876          | 44,4 % |
| Євпаторійський повіт                 | 63 211          | 26 992          | 42,7 % |
| Феодосійський повіт                  | 115 858         | 44 431          | 38,3 % |
| Перекопський повіт                   | 51 393          | 12 266          | 23,9 % |
| Керч-Єнікальське градоначальництво   | 43 698          | 2 563           | 5,9 %  |
| Севастопольське градоначальництво    | 57 455          | 1 910           | 3,3 %  |
| Весь Крим                            | 546 592         | 194 294         | 35,5 % |

## Електоральна ретроспектива

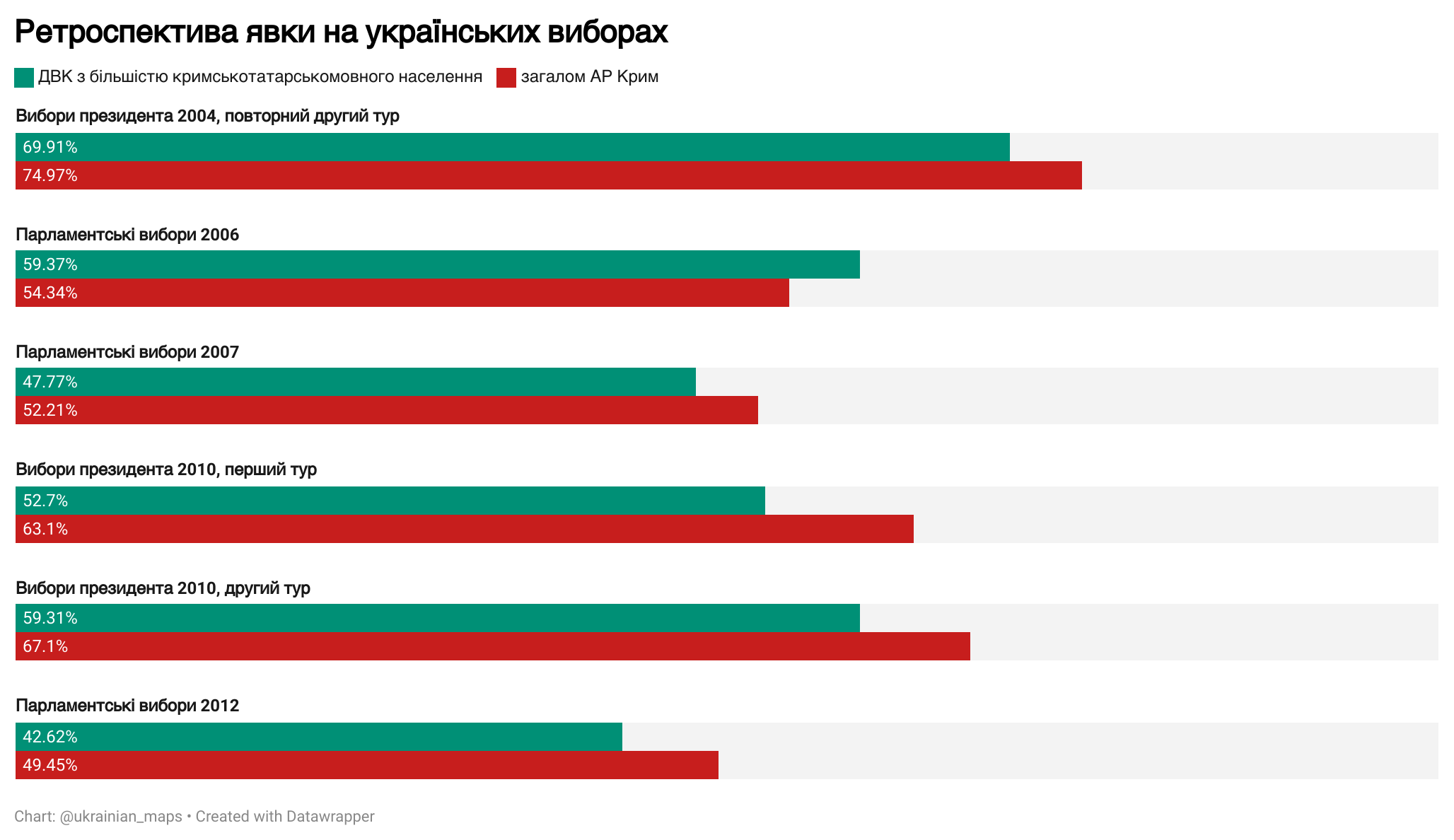
Явка на виборах

Результати виборів у ДВК, що враховували населені пункти з перевагою кримськотатарської мови як рідну мову (на основі даних Всеукраїнського перепису населення 2001 року):
- Вибори Президента України 2004 (повторний другий тур): Ющенко Віктор — 62,54 %; Янукович Віктор — 34,27 %; недійсні бюлетені та не підтримую жодного — 3,19 %.[285]
- Парламентські вибори в Україні 2006. Партії, що набрали тривідсотковий бар'єр: Блок «Наша Україна» — 37,23 %; Партія регіонів — 20,82 %; Блок Юлії Тимошенко — 19,75 %; Народний рух України — 3,19 %.[286]
- Парламентські вибори в Україні 2007. Партії, що набрали тривідсотковий бар'єр: Блок «Наша Україна — Народна самооборона» — 44,79 %; Партія регіонів — 23,67 %; Блок Юлії Тимошенко — 19,97 %.[287]
- Вибори Президента України 2010 (перший тур): Тимошенко Юлія — 49,07 %; Янукович Віктор — 25,23 %; Тігіпко Сергій — 9,53 %; Ющенко Віктор — 3,99 %; Яценюк Арсеній — 2,87 %; Симоненко Петро — 1,72 %.[288]
- Вибори Президента України 2010 (другий тур): Тимошенко Юлія — 65,71 %; Янукович Віктор — 30,13 %; недійсні бюлетені та не підтримую жодного — 4,16 %.
- Парламентські вибори в Україні 2012. Партії, що набрали п'ятивідсотковий бар'єр: Батьківщина — 49,35 %; Партія регіонів — 24,79 %; УДАР — 14,09 %; Комуністична партія України — 6,55 %.[289]

Примітка: якщо ДВК мало декілька населених пунктів, то врахування певного ДВК залежало від сумарної кількості носіїв певних мов у всіх вказаних населених пунктах.
Проаналізувавши електоральну ретроспективу Криму за часів Незалежності України, можна дійти висновку, що в цьому регіоні лише кримськотатарські мовці (в переважній більшості) мали проукраїнські або проєвропейські політичні погляди.

## Відомі кримські татари
Видатні вчені
1. Рефат Аппазов
2. Юрій Османов
3. Агатангел Кримський
4. Джеппар Акімов
5. Алі Алієв

Актори, режисери, журналісти
1. Хайрі Емір-Заде
2. Ахтем Сеітаблаєв
3. Наріман Алієв
4. Акім Галімов

Письменники та поети
1. Махмуд Киримли
2. Мемет Севдіяр
3. Абдулла Лятіф-заде
4. Мемет Ніязі
5. Амді Гірайбай
6. Шаміль Алядін
7. Ешреф Шем'ї-заде
8. Юнус Кандимов

Співаки та танцюристи
1. Акім Джемілєв
2. Баталова Ельзара Халітівна
3. Баліч Айсель
4. Білялов Февзі
5. Джамала, переможиця 61-го конурсу Євробачення 2016
6. Ділявер Сеттаров
7. Ельзара Баталова
8. Енвер Ізмайлов
9. Мустафаєв Фемій Мансурович
10. Ділявер Османов
11. Османова Ленара
12. Рефатов Мамут
13. Рустем Меметов[291]
14. Сабріє Ереджепова
15. Сейтабла Меметов
16. Урьяне Кенжікаєва
17. Афізє Юсуф-кизи

Правителі Кримського ханства
1. Джаніке-Ханум
2. Хаджі I Ґерай
3. Менґлі I Ґерай
4. Саадет I Ґерай
5. Сахіб I Ґерай
6. Девлет I Ґерай
7. Гази II Ґерай
8. Іслям III Ґерай
9. Кирим Ґерай

Політичні діячі
1. Сулейман Сулькевич
2. Номан Челебіджіхан
3. Джафер Сейдамет Киример
4. Ахмед Тевфік Окдай
5. Ольгерд Кричинський
6. Аднан Мендерес
7. Меліх Гьокчек
8. Мустафа Джемілєв
9. Рефат Чубаров
10. Ахтем Чийгоз

Релігійні діячі
1. Ісмаїл Ґаспринський
2. Айдер Рустемов
3. Мурат Сулейманов
4. Сейран Аріфов

Діячі Другої світової війни
1. Амет-Хан Султан
2. Абдуль Тейфук
3. Абдраїм Решидов
4. Фетіслям Абілов
5. Нурі Джелілов
6. Ідріс Хайбулаєв
7. Чалбаш Емір Усеїн
8. Джафер Осман Топчі
9. Джевдет Дерменджи
10. Емір Люманов

Загиблі бійці російсько-української війни
1. Ескендер Німетуллаєв[292]
2. Ільгар Егамбердієв
3. Усеїн Мухтаров
4. Артур Якубов

Бізнесмени
1. Мурат Улькер

## У філателії
У 2015 році Укрпошта в серії «Кримські татари — корінний народ Криму — України» випустила 4 марки: «Дюрбе перших кримських ханів», «Майстер-мідник», «Кримськотатарський воїн», «Танок „Хайтарма“».

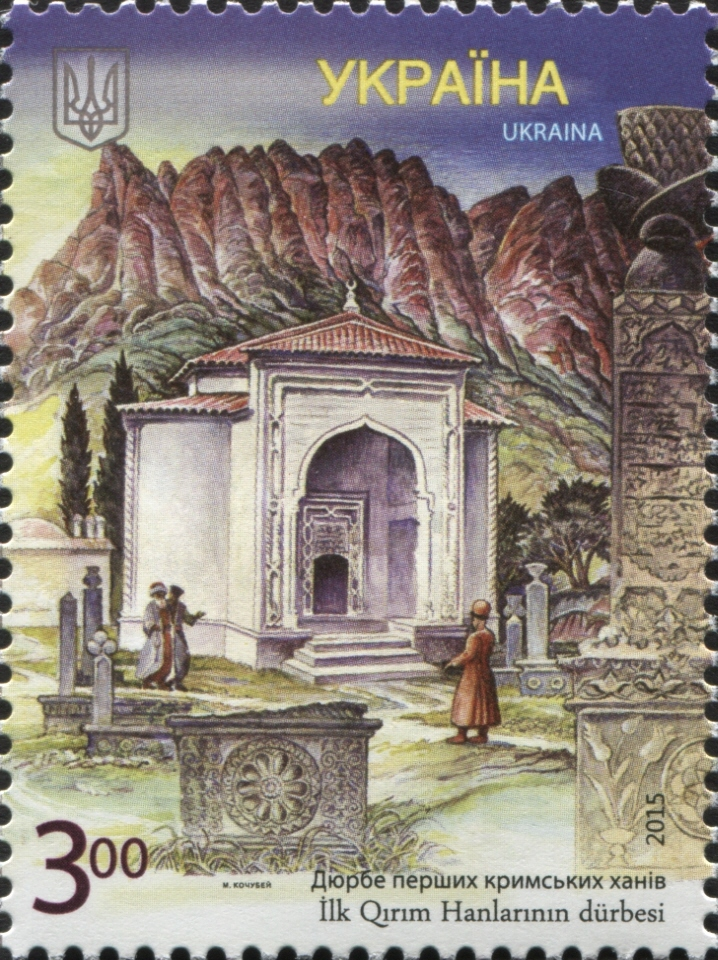
Марка Укрпошти «Дюрбе перших кримських ханів» (2015)
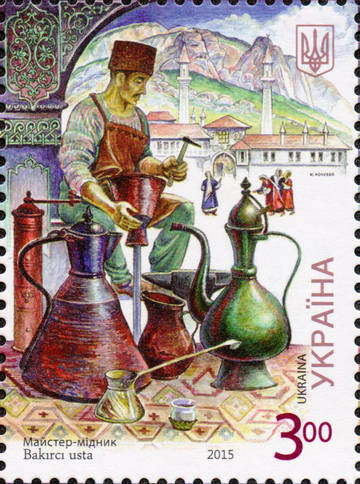
Марка Укрпошти «Майстер-мідник» (2015)
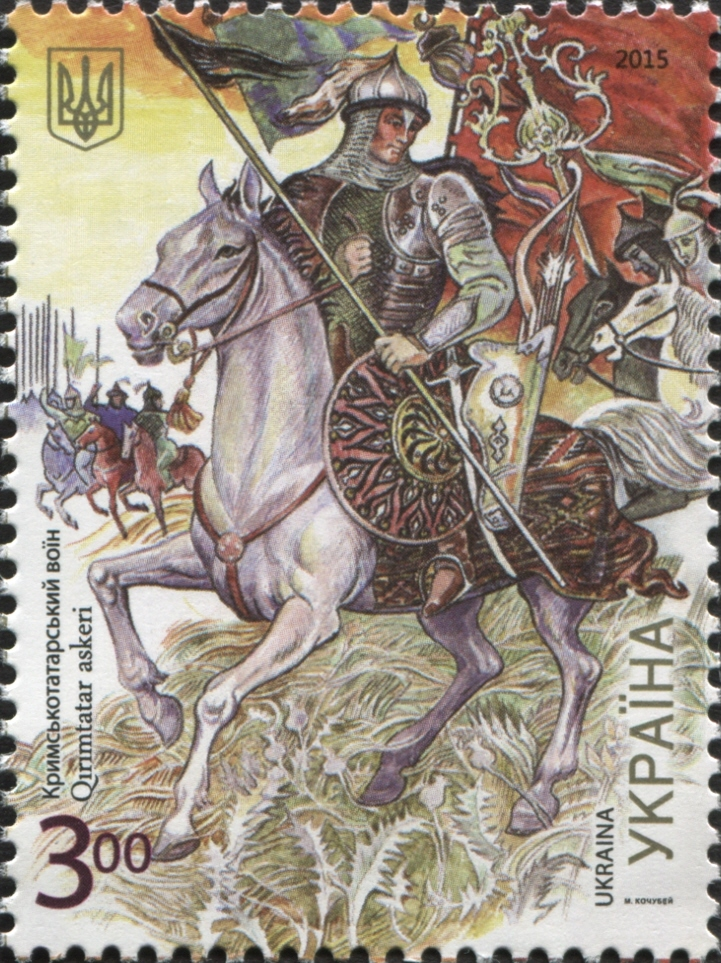
Марка Укрпошти «Кримськотатарський воїн» (2015)
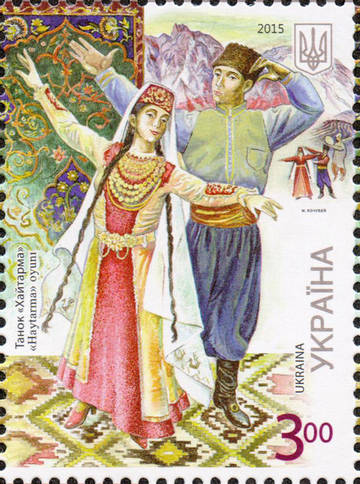
Марка Укрпошти «Танок „Хайтарма“» (2015)